# گرافیک

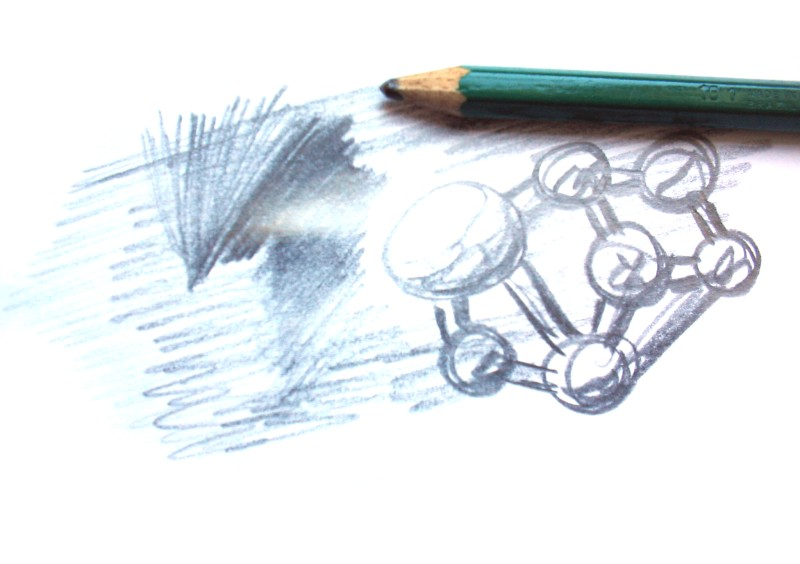

نگاشتار یا گرافیک (به انگلیسی: Graphics، گرافیکس) از واژهٔ یونانی graphikos شده و به معنای هرآنچه که به طرح زدن و طراحی مربوط می‌شود است. تعریف دیگر از گرافیک، هر کار یا شیوهٔ مربوط به کشیدن تصویر از روی یک چیز یا از انگاره آن است؛ و بنابراین همهٔ پدیده‌هایی را در بر می‌گیرد که ایجاد شده‌اند: به شکل یک نشانه، علامت، نقشه، طراحی، کشیدن از روی یک چیز و به ویژه طراحی خطی یک پدیده.
هنرهای نگاشتاری یا هنرهای گرافیکی شامل کشیدن، طراحی کلیشه و گراور برای چاپ و طراحی گرافیکی است. صنایع گرافیک شامل همهٔ تکنیک‌ها و فعالیت‌هایی است که در تولید یک کار چاپی نقشی ایفا می‌کنند.
طراحی نگاشتار یا طراحی گرافیک پیشه یا هنر ارتباط بصری (ارتباط تصویری) است که از آمیزش تصویرها، واژه‌ها و ایده‌ها ترکیب شده تا اطلاعاتی را به تماشاگر برساند و به ویژه در او تأثیر مشخصی بنهد.
نگاشتارگر یا گرافیست پیشه‌ای است در هنرها و صنایع گرافیک همچون طراحی گرافیک.

## تاریخ هنر گرافیک
از زمانی که انسان تصمیم به ارائه یک پیام تصویری گرفت و به زعم خویش از مواد و متریالی که برای هم نوعان او مفاهیم مشخص و تا حدودی ثابت داشت استفاده کرد هنر گرافیک آغاز شد و تاکنون نیز با همه پیشرفت‌ها و تغییراتی که داشته‌است باز هم با همان شیوه به حرکت خود ادامه می‌دهد.
صدها نگاره در غار شووه Chauvet در جنوب فرانسه که در سی هزار سال پیش از میلاد مسیح طراحی شده‌اند، نگاره‌های غار لاسکو Lascaux، (چهارده هزار سال پیش از میلاد مسیح)، نگاره‌های شکارچیان در غار بیمبتکا Bhimbetka در هندوستان، (هفت هزار سال پیش از میلاد مسیح)، نگاره بومیان آفریقا در غار سیاربرگ آفریقای جنوبی (هزار سال پیش از میلاد مسیح) و بسی دیگر از این غار نگارها در دیگر نقاط جهان به همراه تولد خط به آوند زبان نوشته شده در سه یا چهار هزار سال پیش از میلاد، همه نشانه‌هایی بارز هستند از تاریخ گرافیک و رشته‌های وابسته به آن.

### نگاره‌های نخستین

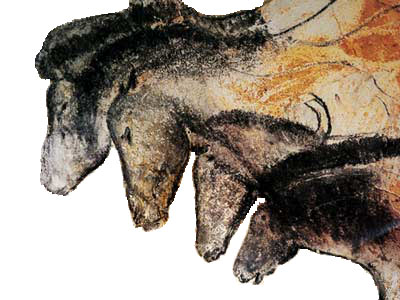
نگاره‌های اسب‌ها در غار شووه
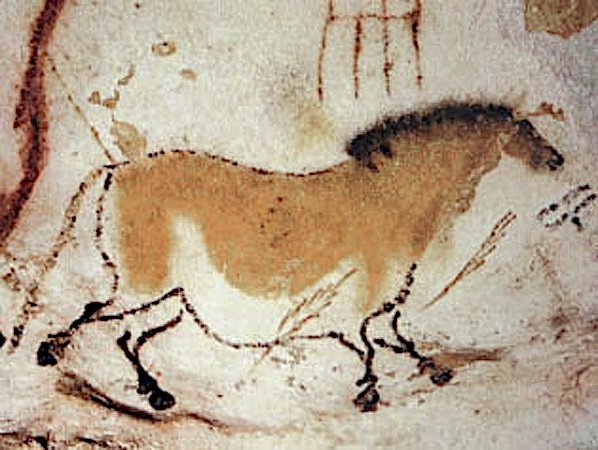
نگاره یک اسب در غار لاسکاوکس
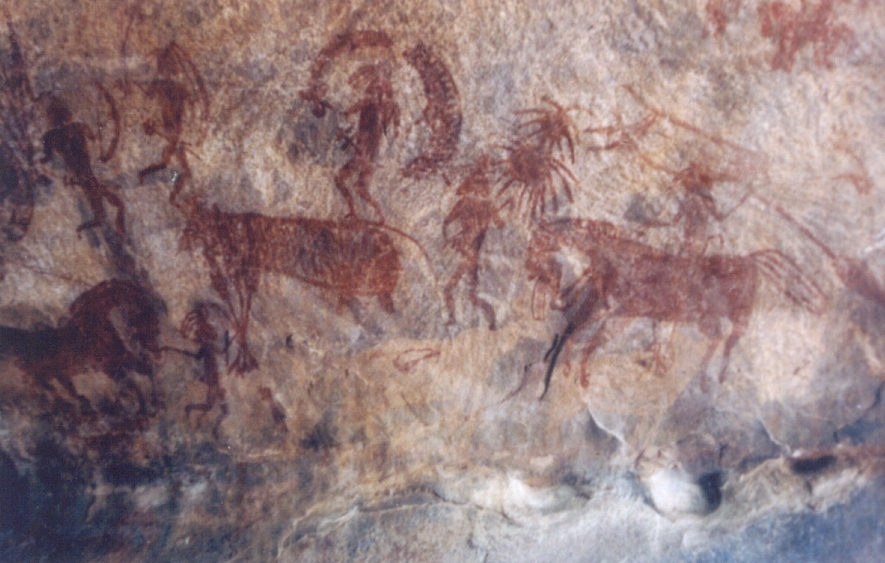
نگاره‌ای در غار بیمبتکا در هندوستان
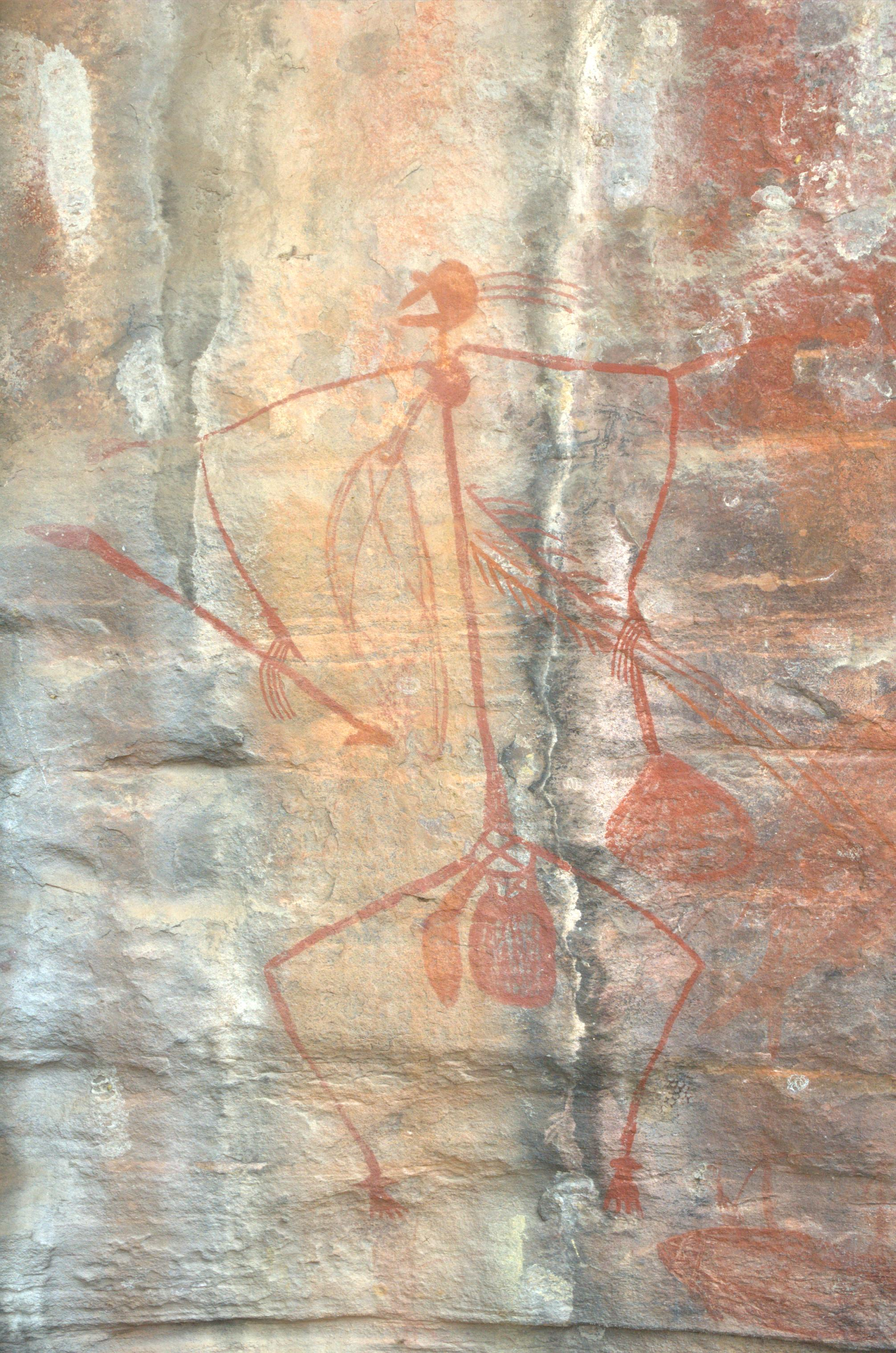
نگاره روی سنگ بومیان استرالیا در پارک ملی کاکادو، در هنر گاه اوبیر

### خط

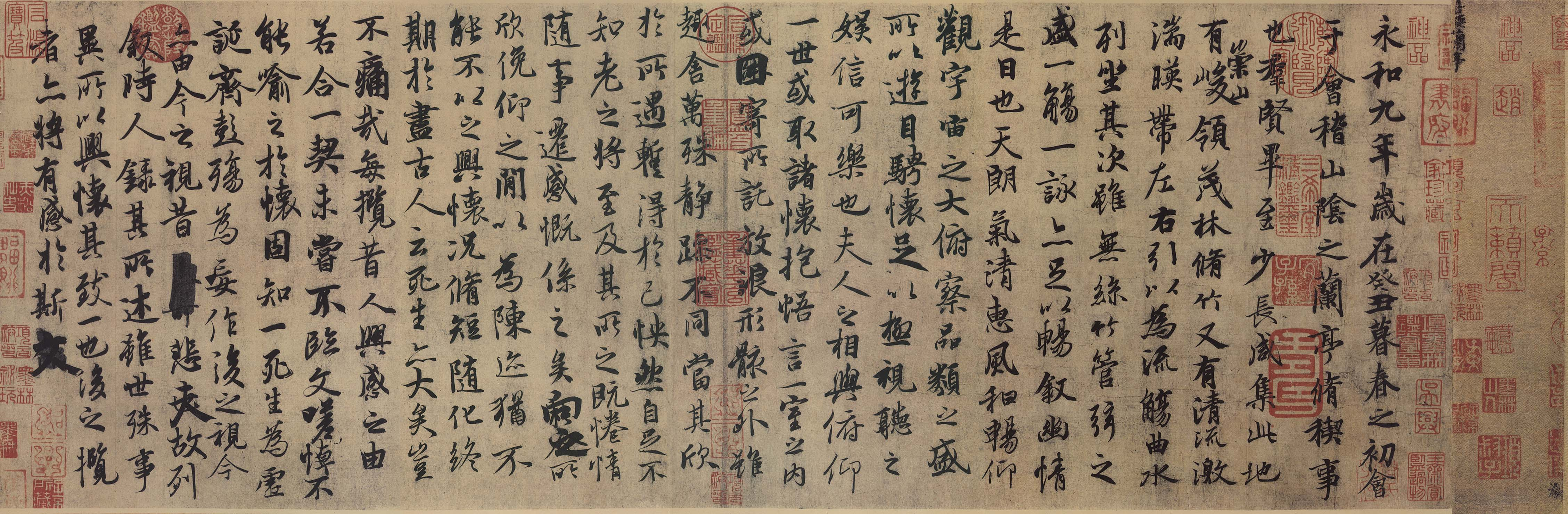
لانت اینگچی هسو (蘭亭序) یا «درآمدی بر شعرهای سروده در تالار ارکید» نوشتهٔ خطاط نامی چین ونگ خیژی. در سال ۳۵۳ میلادی
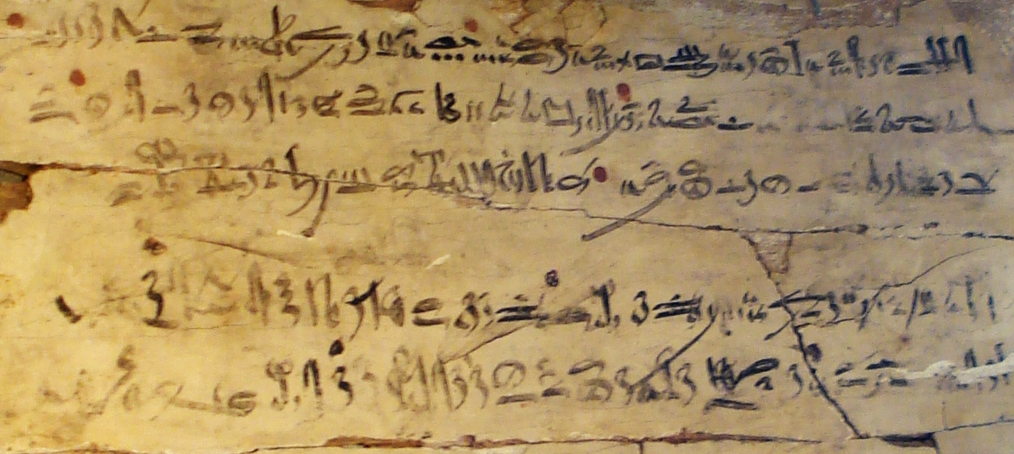
چرک‌نویس تمرینی یک خطاط مصری با متنی کاهنانه، سلسله هجدهم، عهد سلطنت آمنهات[۱۷] اول در ۱۵۱۴-۱۵۹۳ پیش از میلاد.
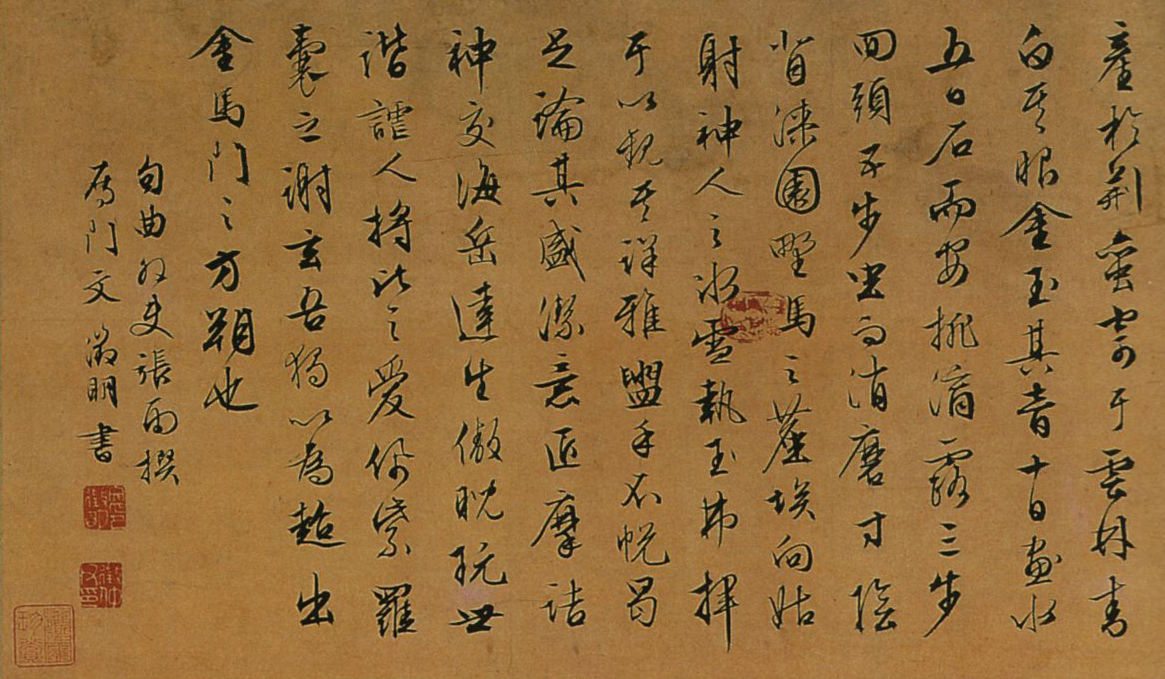
نمونه‌ای از خط چینی به نوشتهٔ خطاط ون ژنمینگ.[۱۹] متن آوند نتیجه‌گیری است از شرح زندگی نی زان[۲۰] به قلم خیو ینگ[۲۱] . سلسله مینگ، ۱۵۴۲ میلادی
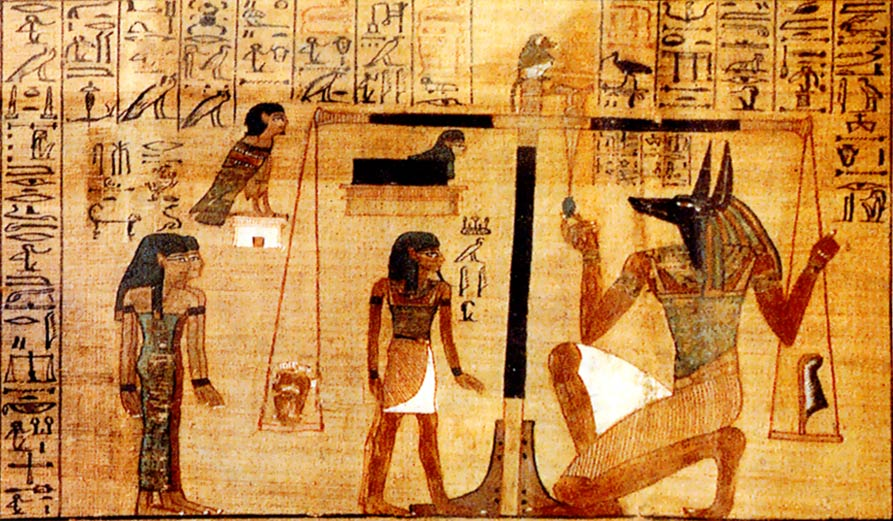
نوشته‌ای مصری با یاری از نمادها. این نوشته بخشی از پاپیروس انی می‌باشد. پاپیروس انی نمونه‌ای از کتاب مرگ است برای نویسنده‌ای به نام انی. ۱۲۷۵سال پیش از میلاد.

## نخستین کتاب‌های گرافیک: اسلیمی
کتاب‌های دینی بهترین مثال برای طراحی گرافیک می‌باشند. از جمله این کتاب‌ها می‌توان کتاب‌های انجیل را که در سده‌های ششم تا نهم میلادی در صومعه‌های ایرلند، اسکاتلند و انگلیس وجود داشت نام برد. چهار نمونه از کارهای گرافیک در این کتاب‌ها را در اینجا نشان می‌دهیم. این کتاب‌ها از کارهای گرافیکی عربها و مسلمانان تأثیر پذیرفته‌اند. مسلمانان که نمی‌توانستند مانند یونانیان و رمی‌ها از شکل انسان در تزیین ساختمان‌ها و کتاب‌های خود استفاده برند. شکل‌های هندسی و خط نگاری را برای ایجاد طرح‌های تزیینی انتزاعی بکار بردند و از این رو اروپائیان این کارهای گرافیک را اسلیمی آرابسک (عرب‌وار) می‌خوانند.

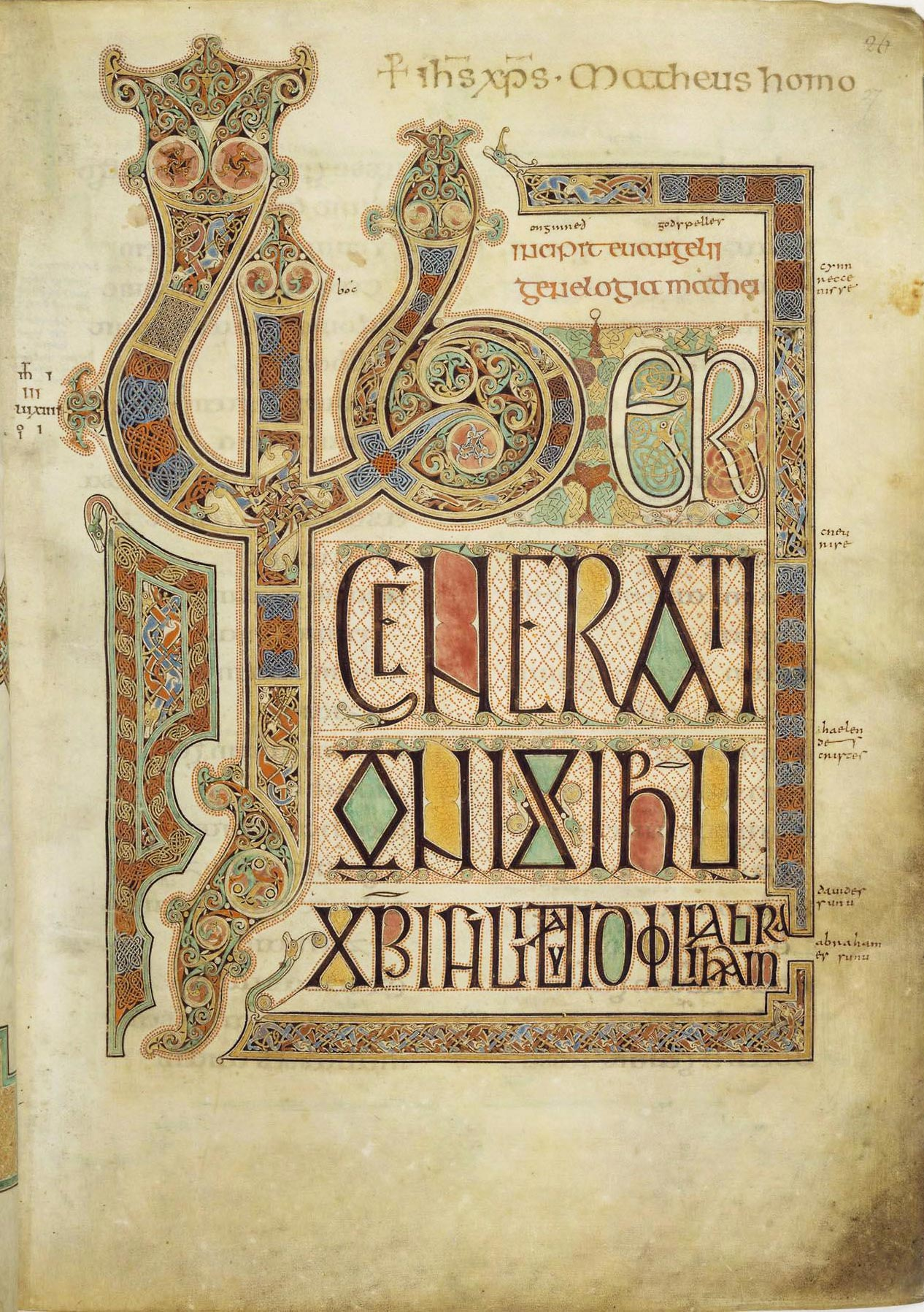
برگی از انجیل دست‌نویس لیندیز فارن،[۲۵] در پایان قرن هفتم یا اوائل قرن هشتم.
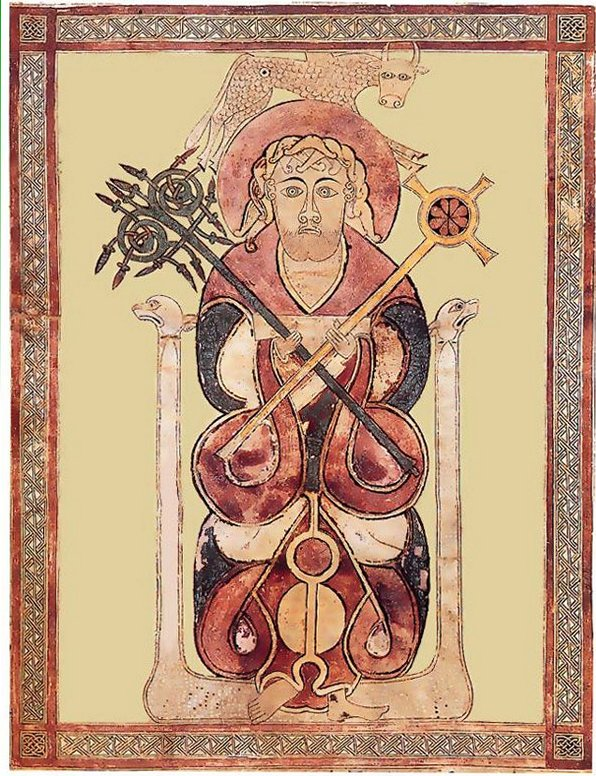
یک کار گرافیک از انجیل دست‌نویس لیکفیلد[۲۶] مربوط به قرن هشتم.
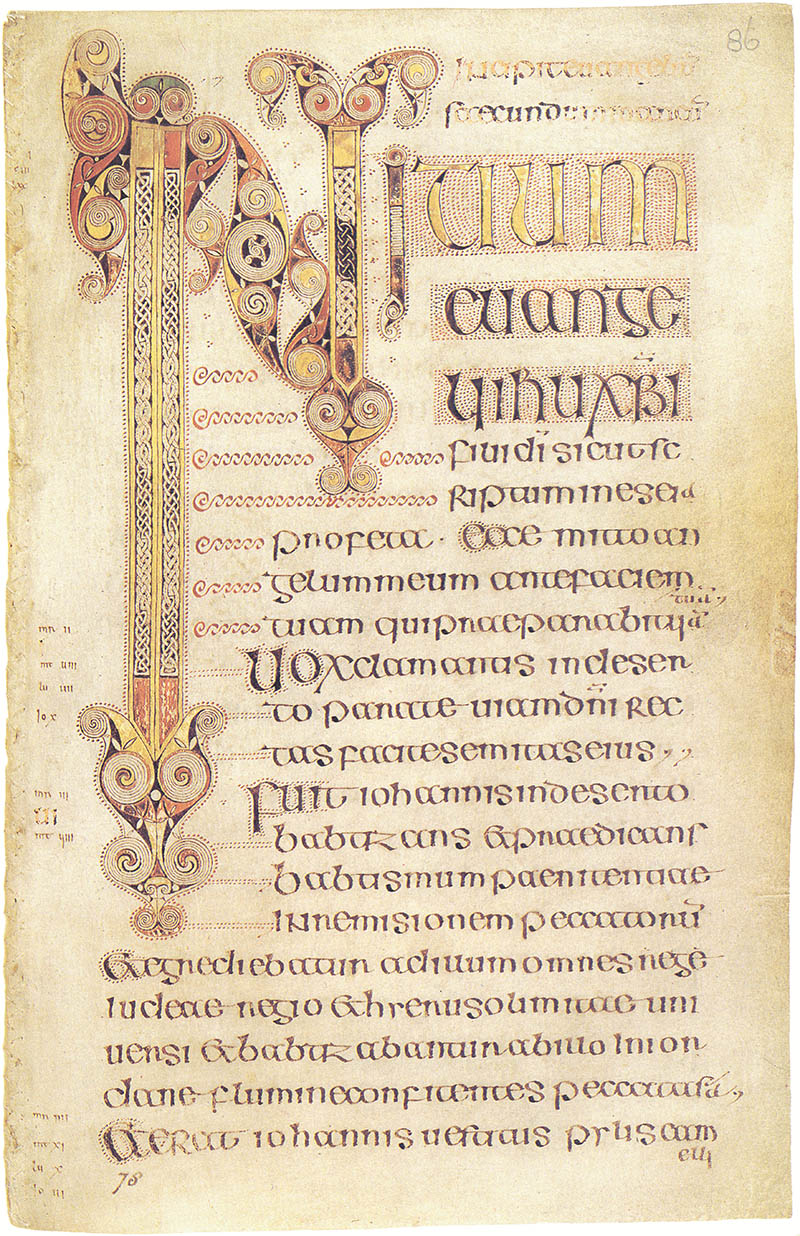
صفحهٔ آغاز انجیل مارک در کتاب دورو[۲۷] مربوط به قرن هفتم.
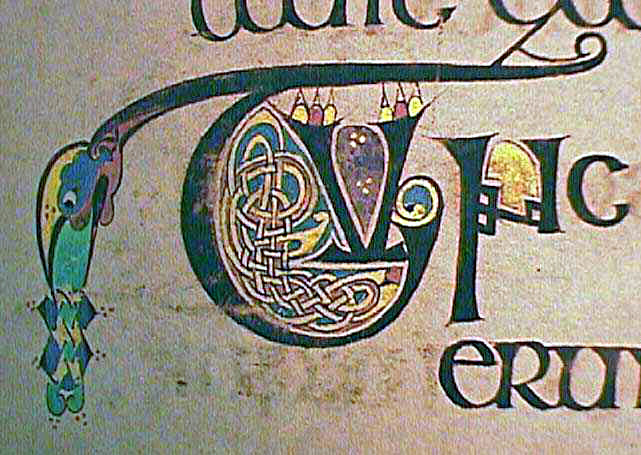
طراحی گرافیک راهبان ایرلندی در کتاب کلز[۲۸] استفاده از آرابسک را به اوج زیبایی رسانده‌است. هر صفحهٔ این انجیل با طرحی گرافیک آغاز می‌شود. مربوط به قرن ششم تا نهم

### کارهای گرافیک در قرآن‌های دست‌نویس
در کشورهای اسلامی کهن‌ترین طرح‌های گرافیک و خطاطی را می‌توان در قرآن‌های خوشنویسی شده یافت که با مرکب سیاه‌روی کاغذهایی از پوست آهو یا پاپیروس با خطوط زاویه‌دار، مانند خط کوفی، نوشته شده‌اند. خطوط قرآنی در سده هشتم میلادی آشکار شدند و در سده دهم به کمال نسبی رسیدند. بعدها صفحه‌آرایی، حاشیه‌کاری، تذهیب و دیگر تکنیک‌های پیچیده به لحاظ تزیین به وجود آمد. در سده دوازدهم میلادی خط نسخ به اوج زیبایی و خلوص رسید این خط برخلاف کوفی زاویه‌دار نبود و از فرم‌های هلالی و منحنی‌ها تشکیل شده بود. این خط در سراسر جهان اسلام گسترده شد. در کنار نسخ شیوه‌های دیگر مانند مُحقَّق، ریحان، ثلث، رقاع و توقیع نیز استفاده می‌شد. هر یک از این خطوط کاربرد مجزایی داشتند و در نوشتن قرآن، یا برای تزیین بناها و ظروف سفالی و اشیاء فلزی و پارچه‌بافی یا در نگارش نامه‌ها و امور دیوانی به کار گرفته می‌شدند.

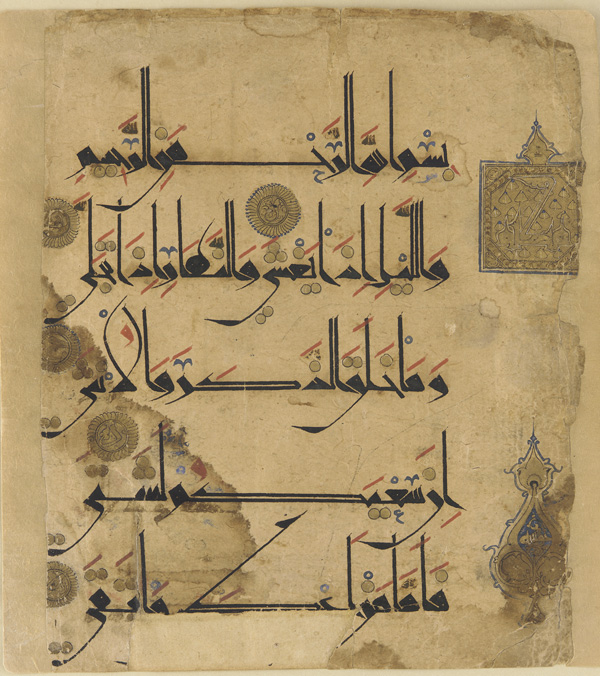
برگی از کار گرافیکی ایرانی در قرآن دست‌نویس، قرن یازدهم میلادی.
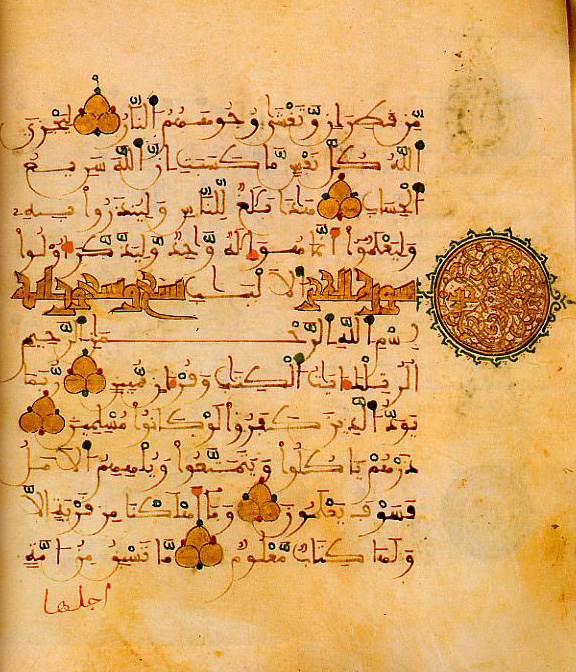
برگی از کار گرافیکی در قرآن مصری دوره عباسی، در قرن نهم یا دهم میلادی.
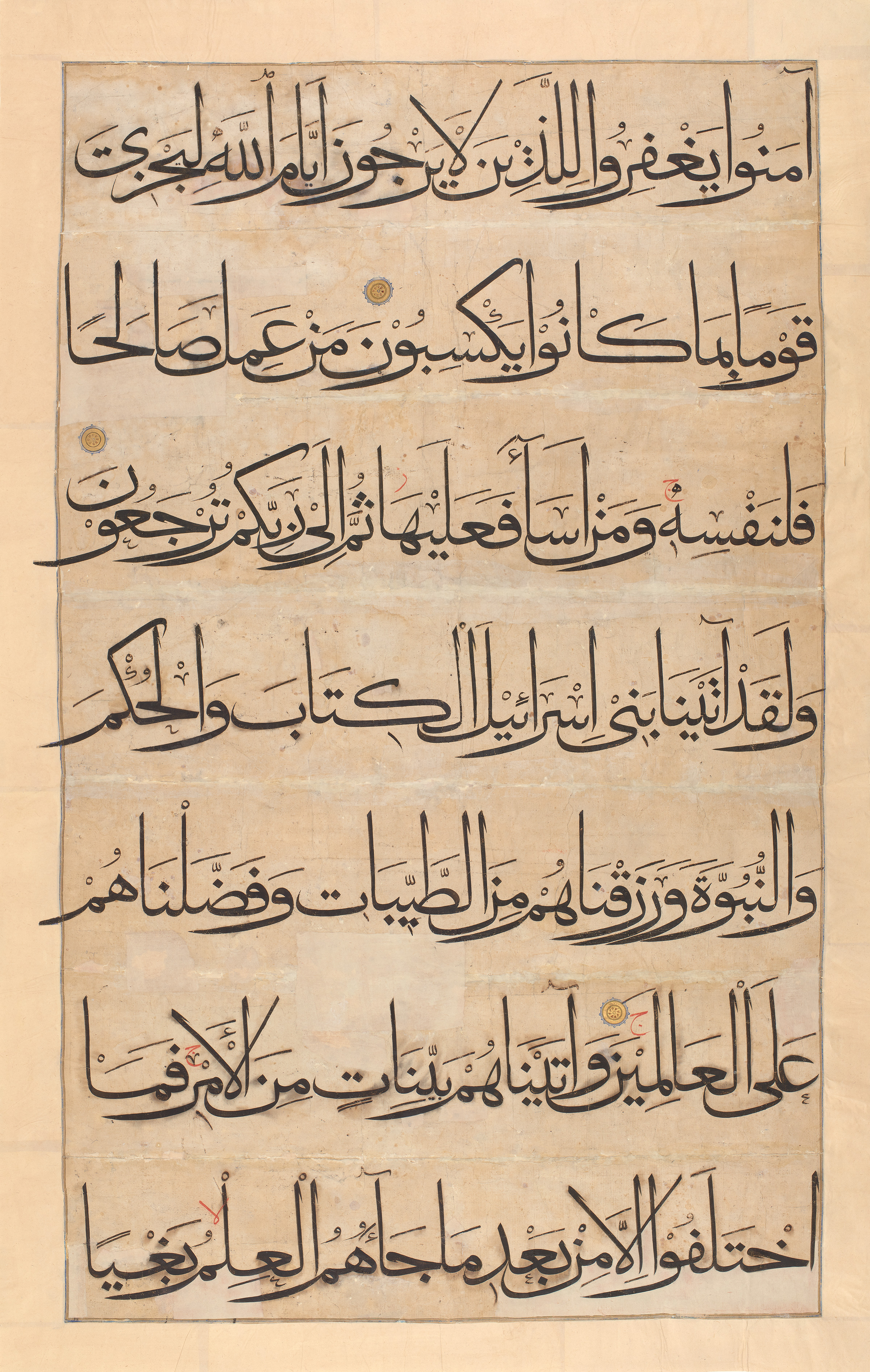
برگی از کار گرافیکی در قرآن ایرانی دست‌نویس دوره تیمور در ازبکستان، قرن پانزدهم میلادی.
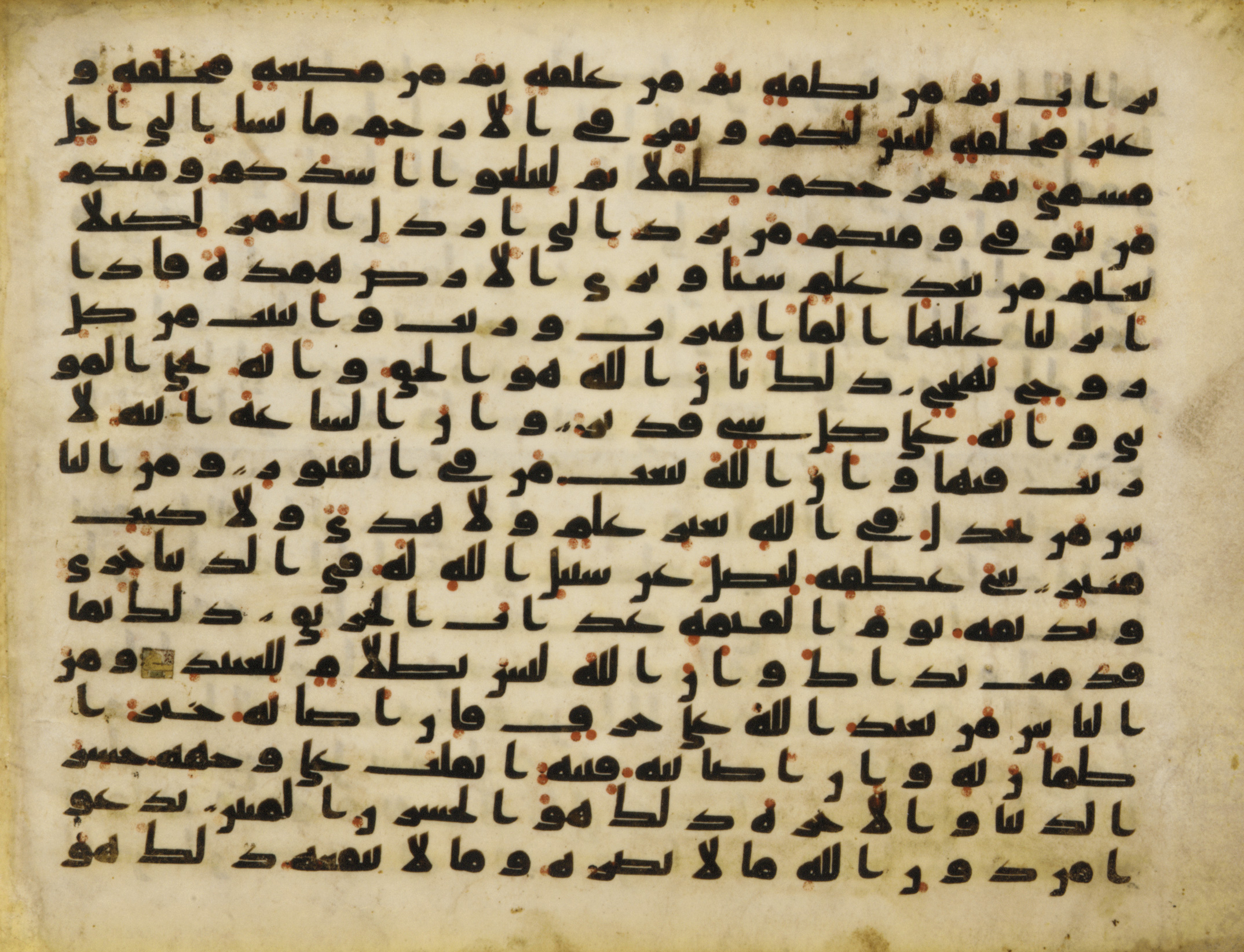
برگی از کار گرافیکی در قرآن کوفی دست‌نویس در قرن دوازدهم.

### خطاطی و خوش‌نویسی

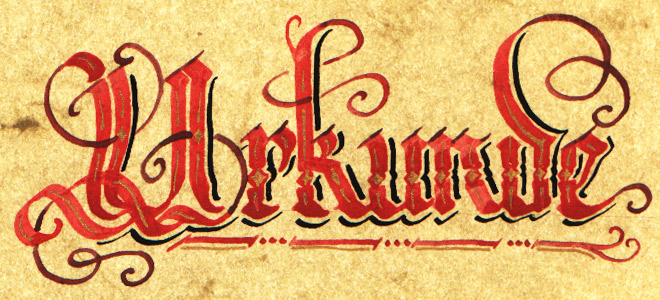
خوش‌نویسی و خطاطی در طول تاریخ و درمیان همهٔ اقوام ارجمند بوده‌است. از خطاطی فصیح و با شکوه برای رسمیت دادن به پیمان نامه‌ها و تعهدات رسمی استفاده می‌شود. برای نمونه در این قباله یا ارکوند[۳۰] آلمانی زیبایی طراحی گرافیک به این برگه رسمیت داده و پیام‌آور ارزش این قباله‌است.
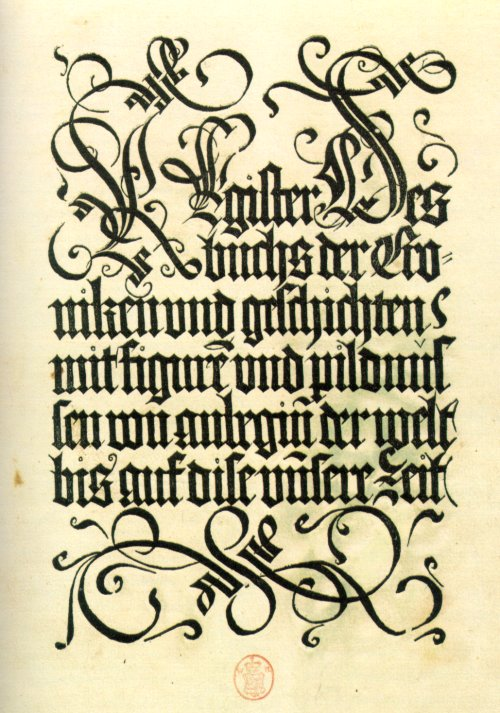
هنر خطاطی گرافیک همچنین از رازگونه‌ای معنوی برخوردارست که با دل و احساس بیننده رابطه برقرار می‌کند. این چنین است که در نوشتن کتاب‌های دینی و شعری از این هنر استفاده می‌شود تا در خواننده احساسی آشاوان پدیدآورد. هنر خطاطی در صومعه‌های غرب به وسیله راهبان به وجود آمد.
در کشور چین در طول قرون از خطاطی برای رساندن رابطه‌های معنوی و افکار فیلسوفانی چون کنفوسیوس و افکار مکتب‌های صدگانه فلسفه (諸子百家; zhūzǐ bǎijiā") استفاده می‌شود. هنر خوش‌نویسی در چین به دو هزار سال پیش از میلاد بازمی‌گردد.[۳۳][۳۴]
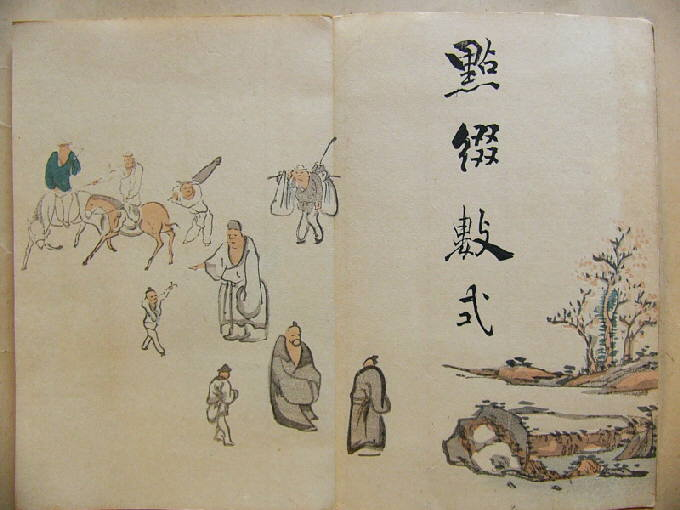
هنر خطاطی چین در سده سوم پیش از میلاد شاید به وسیلهٔ هنرمندان فراری در زمان جنگ‌های استان‌های چین وارد کره شد. خطاطی در عصر آسوکا (۶۴۶-۵۵۲) وارد ژاپن شد، این در هنگامی بود که ژاپنی‌ها به مذهب بودا گرویدند و سایر ویژگی‌های فرهنگی چین و کره را پذیرفتند. ژاپنی‌ها شعرهای چار بیتی هایکو[۳۵] را با خط زیبا بر روی پرچم‌ها می‌نویسند و آن‌ها را برای تزیین جشن‌هایشان بکار می‌برند.

### کارهای گرافیک و مینیاتور

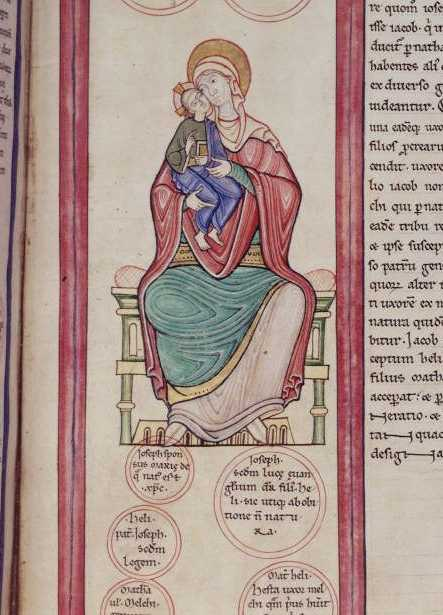
در این مینیاتور مریم و کودکش عیسی در انجیل ابی[۳۷] (قرن دوازدهم) بسیاری از اصول طراحی گرافیک پایه‌گذاری شده‌است. مینیاتورهای انجیل به شدت از نخستین نقاشی‌های کلیسایی تأثیر پذیرفته بودند. پانل‌های نقاشی قرن سیزدهم با رنگ آمیزی طلایی و دیگر رنگ‌های روشن از نقاشی‌های بیزانتین[۳۸] تأثیر گرفته بود.
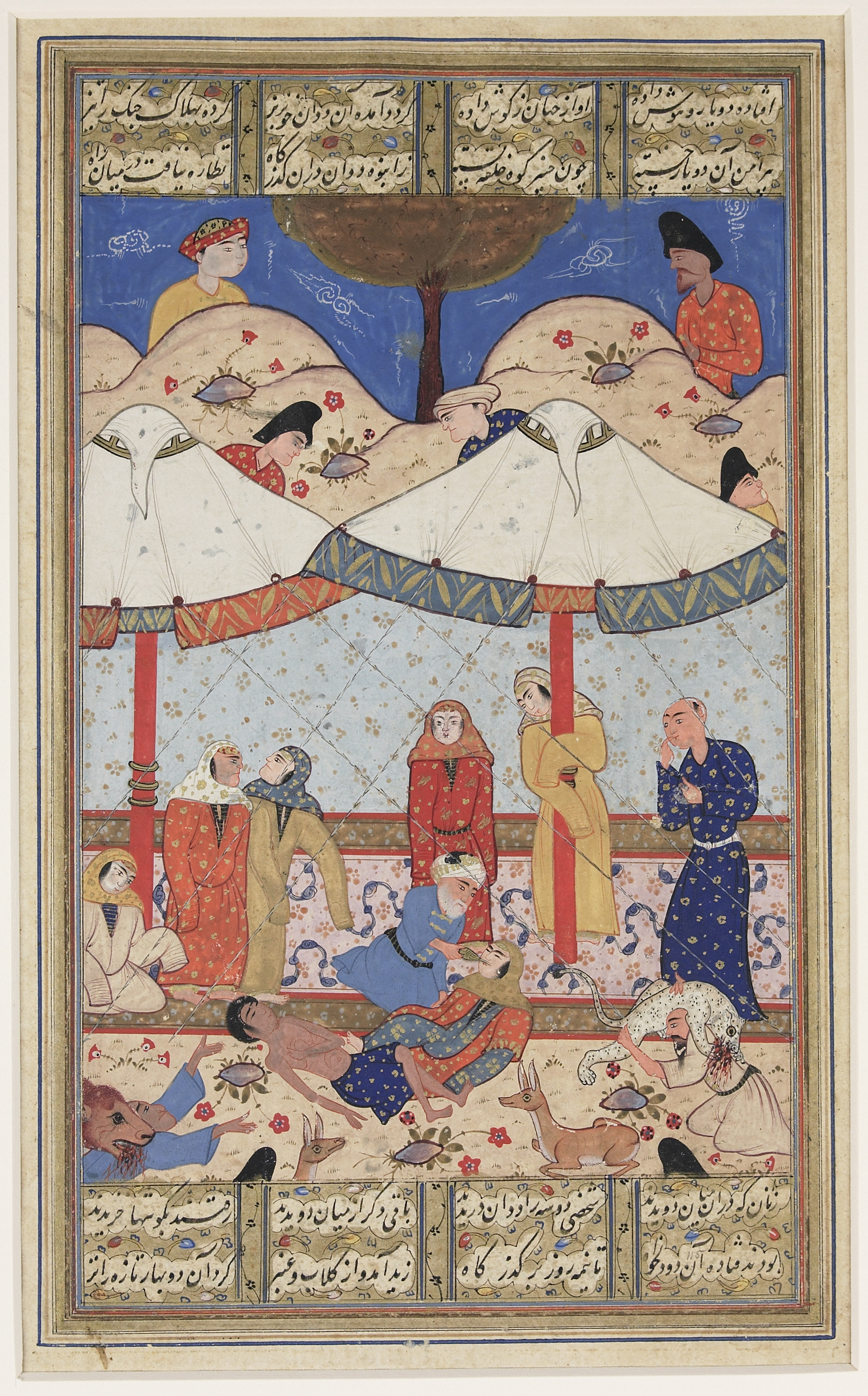
در این مینیاتور ایرانی لیلی و مجنون از سرودهٔ نظامی گنجوی(نیمه دوم قرن شانزدهم) سطح‌های تصویر و پرسپکتیو به استادی شکسته شده و بااستفاده از خط‌نویسی پیام شاعر در چند سطح مختلف رسانده شده‌است.
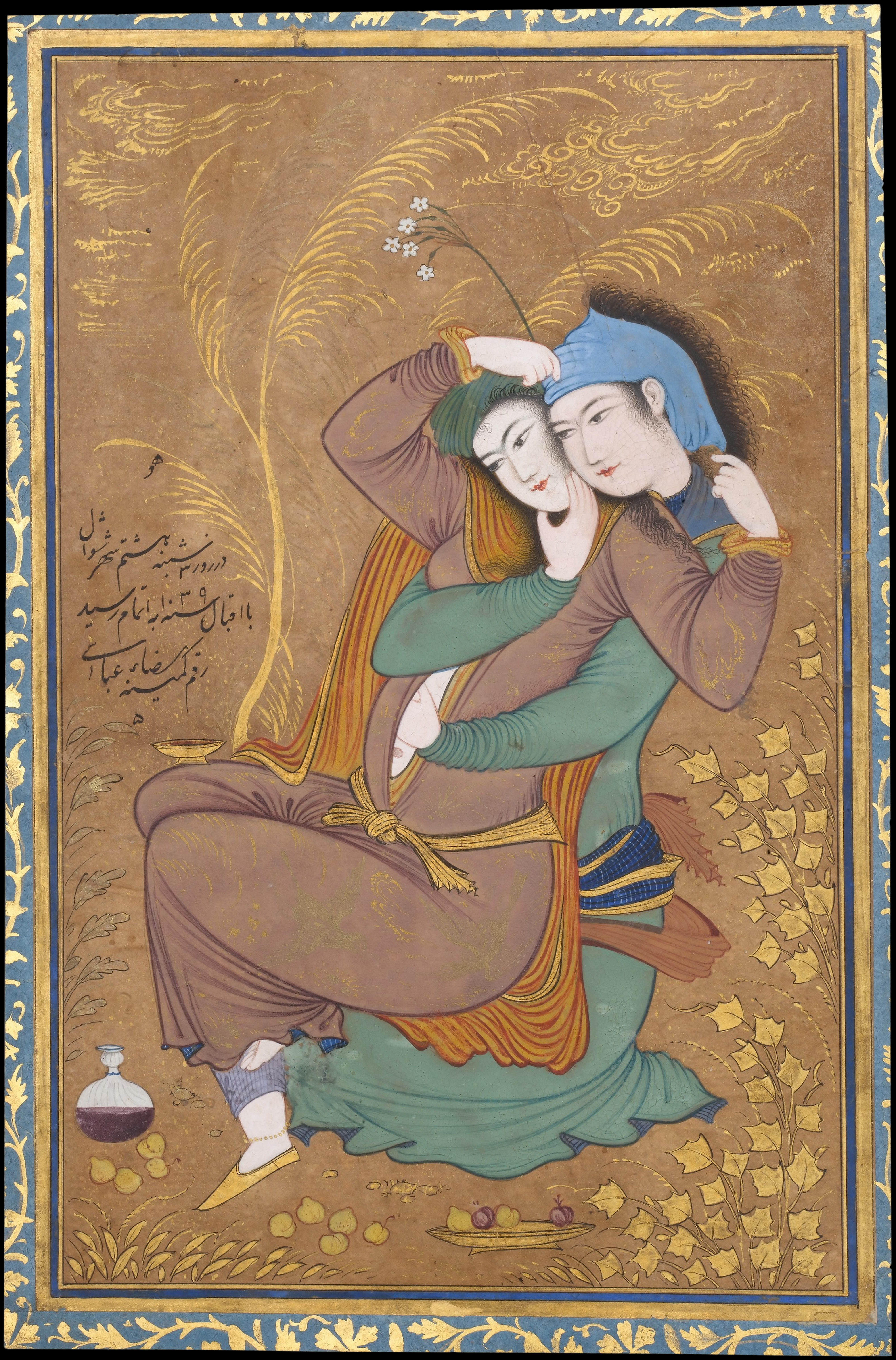
مینیاتوری از رضا عباسی مربوط به قرن شانزدهم. سادگی طرح گرافیک و در عین حال هماهنگی ترکیبی رنگ‌ها در اثر هنری.
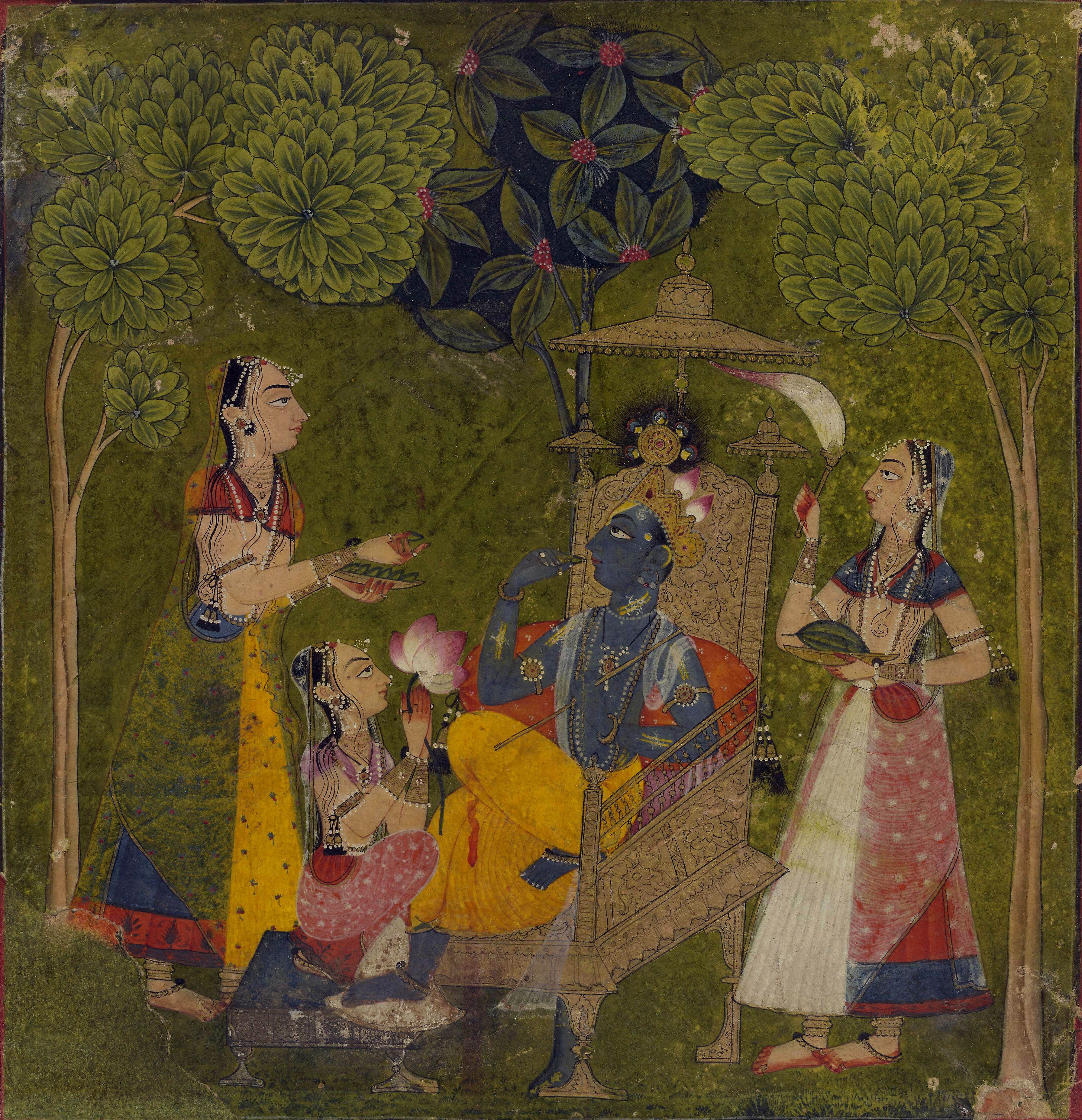
گرافیستهای ایرانی دربار هند، میر سید علی و عبدالسناد خان در نیمهٔ دوم قرن شانزده شیوه مینیاتورهای ایرانی را با نقاشی هندی آمیخته و آن را غنی تر ساختند. ترکیب‌بندی گرافیک در این مینیاتور قرن هیجدهم هندی نشانه بارزی از این تأثیر است.

### ترکیب‌بندی‌های گرافیک در نقاشی‌های آسیایی چین و ژاپن و ویتنام

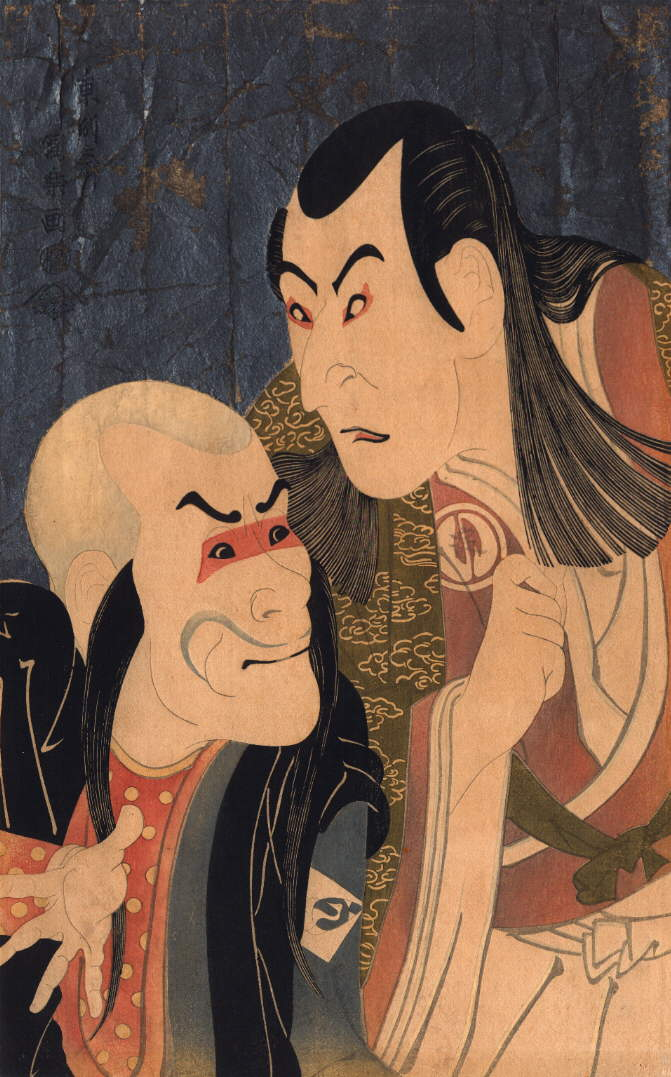
در این چاپ چوبی ژاپنی کار توشوسی شاراکو،[۴۲] در انتهای قزن هجدهم بسیاری از سادگی‌های ترکیب گرافیک دیده می‌شود. این سادگی درسطوح رنگی یک بعدی و ترکیب‌بندی استادانه با تضاد رنگ‌های گرافیکی کار به چشم می‌خورد. چاپ‌های ژاپنی تأثیر عمیقی بر هنرمندانی چون تولوز لوترک داشت.
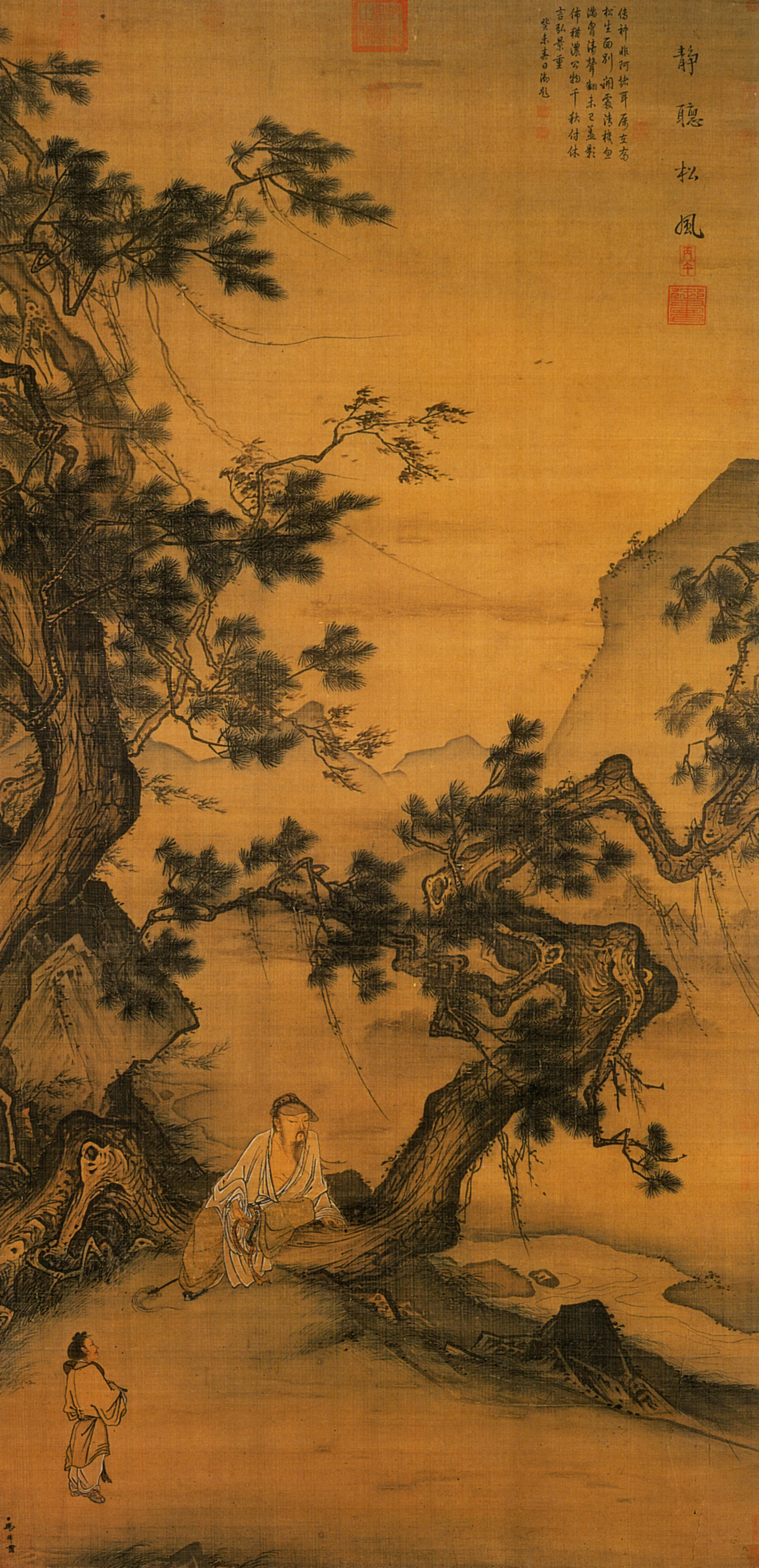
طراحی و قلم‌گیری گرافیکی در این نقاشی چینی کار ما لین Ma Lin، در ابتدای قرن سیزدهم با شکستن تناسب‌های اندازه‌ای، به صورتی که فرد جلوی تابلو بسیار کوچکتر از شخص عقبی است و فرم درخت‌ها که به اهمیت شخصیت اصلی تابلو می‌افزاید در کارهای مدرن گرافیک تقلید می‌شود.
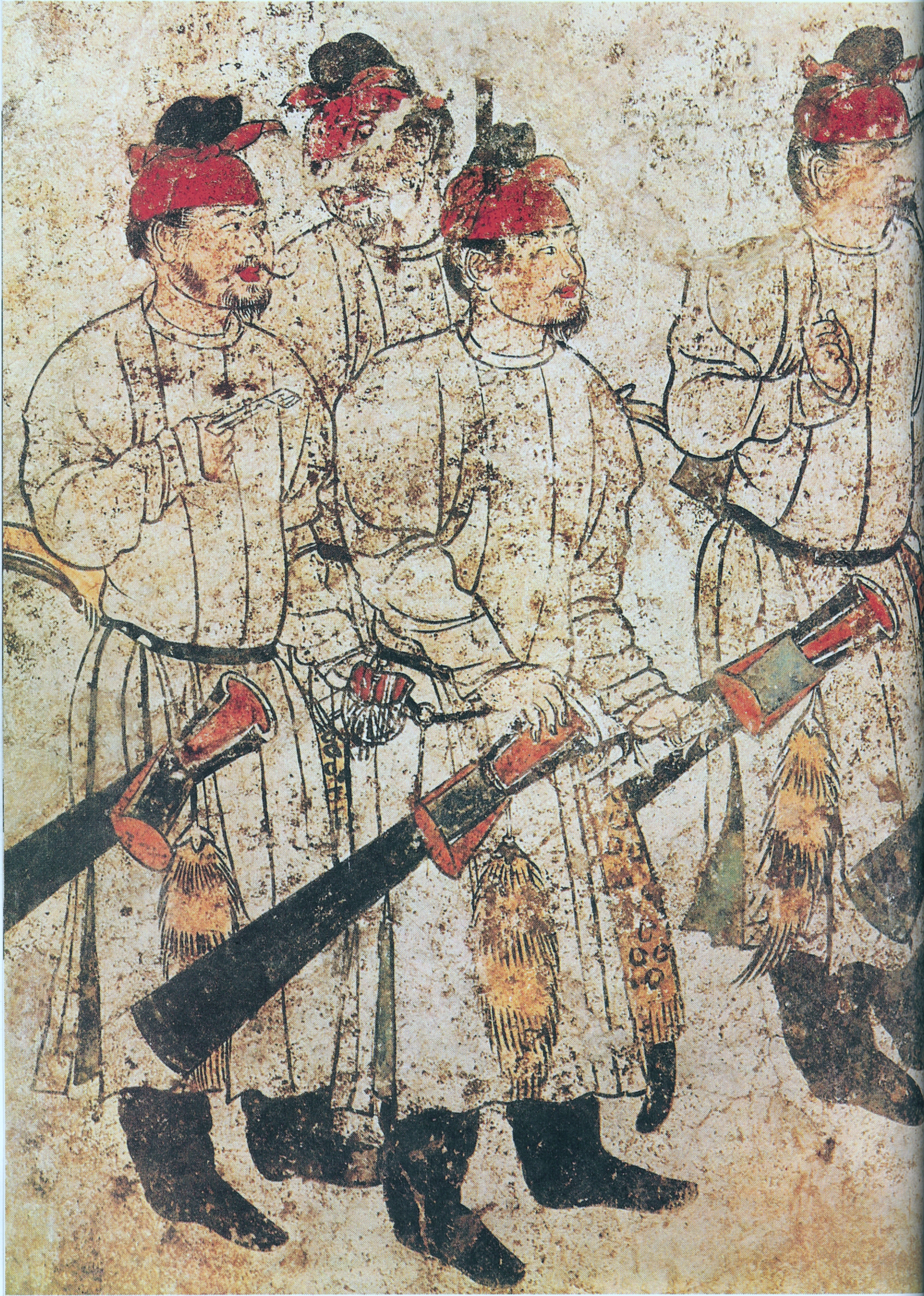
این نقاشی دیواری سلسله تانگ در قرن هفتم با سادگی طراحی استادانه و استفاده هوشمندانه از ترکیب‌های موازی سلاح‌ها کلاه‌های قرمز و چکمه‌های سیاه سربازان و هماهنگی ترکیبی رنگ‌ها پیش آهنگ پوسترهای گرافیک مدرن است.
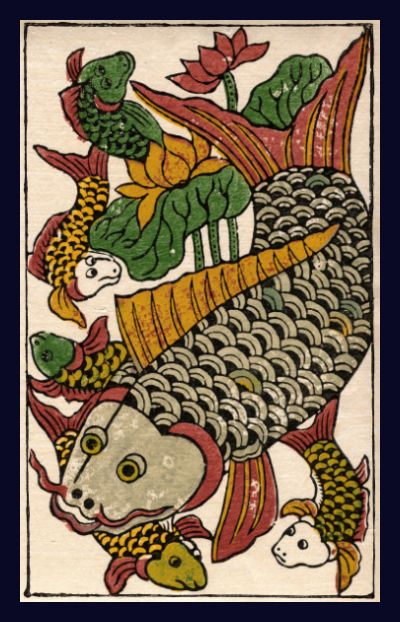
این طرح چاپ دستی ویتنامی دونگ هو Dong Ho با کنده کاری روی چوب به معنای مدرن گرافیک ترکیب‌بندی گرافیکی است که قدرت بارز آن چشمگیرست.

## کاربردها
گرافیک، شامل یک سری عناصر بصری است که اغلب برای هدایت خوانندگان و بینندگان به سوی اطلاعات خاص استفاده می‌شود. این عناصر همچنین برای تکمیل متن در تلاش برای کمک به خوانندگان در درک یک مفهوم خاص، جهت واضح تر و جالب تر کردن مفهوم، استفاده می‌شوند. مجلات معروف، مانند تایم، وایرد و نیوزویک، برخلاف اکثر مجلات علمی، معمولاً حاوی مطالب گرافیکی فراوانی برای جذب خوانندگان هستند. در محاسبات، از آنها برای ایجاد یک رابط گرافیکی برای کاربر استفاده می‌شود. و گرافیک یکی از پنج عنصر کلیدی فناوری چند رسانه ای است. از طرفی در زمینه‌های تجاری، گرافیک یکی از راه‌های اصلی تبلیغات فروش کالا یا خدمات می‌باشد.

### اقتصاد
گرافیک معمولاً در تجارت و اقتصاد برای ایجاد نمودارها و جداول مالی استفاده می‌شود. اصطلاح گرافیک تجاری در اواخر دهه ۱۹۷۰ مورد استفاده قرار گرفت، زمانی که رایانه‌های شخصی به جای استفاده از قالب جدولی، قادر به رسم نمودارها شدند. از طرفی گرافیک تجاری می‌تواند برای برجسته کردن تغییرات در طول زمان استفاده شود.

### تبلیغات
تبلیغات یکی از سودآورترین کاربردهای گرافیک است. هنرمندان با استفاده از گرافیک اغلب کارهای تبلیغاتی انجام می‌دهند یا در هنگام خلق آثار هنری پتانسیل تبلیغاتی را در نظر می‌گیرند تا شانس فروش اثر هنری را افزایش دهند. مهم‌تر از همه، گرافیک هر زمان که به کار می‌رود جلوه خوبی به آثار هنری می‌دهد. عناصر گرافیکی به چشم‌انداز کلی یک اثر هنری طراحی‌شده کمک می‌کند، این به نوبهٔ خود باعث می‌شود که عموم علاقه‌مندان به اثر هنری نگاه کنند یا آن را خریداری کنند. هر اثر گرافیکی (مخصوصاً تبلیغات) یا هر اثر هنری که طراحی ضعیفی داشته باشد، مخاطب را متقاعد نمی‌کند؛ بنابراین، برای اینکه یک تبلیغ بتواند خوانندگان یا بینندگان را راضی و متقاعد کند، باید به خوبی با ابزارهای گرافیکی مورد نیاز طراحی شود تا برای طراح یا تبلیغ کننده سود به همراه داشته باشد.

### سیاسی
استفاده از گرافیک برای مقاصد آشکارا سیاسی با ایجاد کارتون، گرافیتی، هنر پوستر، طراحی پرچم، و غیره، قرن‌هاست که امروزه در هر نقطه از جهان رواج دارد. نقاشی‌های دیواری ایرلند شمالی یکی از این نمونه هاست. نمونه جدیدتر پوستر «امید» باراک اوباما در انتخابات ریاست جمهوری آمریکا در سال ۲۰۰۸ شپرد فیری است. این اولین بار در وب منتشر شد، اما به زودی راه خود را در خیابان‌های سراسر ایالات متحده یافت. همچنین طرح پرچم‌های ملل مختلف را می‌توان یک کاربرد گرافیک در سیاست دانست.

### تحصیلات
گرافیک در کتاب‌های درسی، به‌ویژه کتاب‌های مرتبط با موضوعاتی مانند جغرافیا، علوم و ریاضیات، به‌شدت مورد استفاده قرار می‌گیرد تا نظریه‌ها و مفاهیمی مانند آناتومی انسان را نشان دهد. از عناصر گرافیکی در نمودارها همچنین برای برچسب گذاری عکس‌ها و تصاویر استفاده می‌شوند.
انیمیشن آموزشی یک زمینه مهم در حال ظهور گرافیک است. هنگام توضیح موضوعی که در طول زمان تغییر می‌کند، گرافیک‌های متحرک نسبت به گرافیک‌های ایستا مزایای آشکاری دارند.
فرهنگ لغت مصور آکسفورد از تصاویر گرافیکی و فنی استفاده می‌کند تا مطالب خواندنی را جالب تر و قابل درک تر کند. در یک لغت نامه، از گرافیک برای نشان دادن مفاهیم و نشان دادن نمونه‌هایی از موضوع خاص مورد بحث استفاده می‌شود.
برای اینکه یک گرافیک به عنوان یک کمک آموزشی به‌طور مؤثر عمل کند، یادگیرنده باید بتواند آن را با موفقیت تفسیر کند. این ظرفیت تفسیری یکی از جنبه‌های گرافیک است.

### فیلم و انیمیشن
گرافیک کامپیوتری اغلب در اکثر فیلم‌های بلند جدید، به ویژه آنهایی که بودجه زیادی دارند، استفاده می‌شود. فیلم‌هایی که به شدت از گرافیک کامپیوتری استفاده می‌کنند شامل سه‌گانه فیلم ارباب حلقه‌ها، فیلم‌های هری پاتر، مرد عنکبوتی و جنگ دنیاها می‌شود.

## تزیینات گرافیک روی ظروف
طرح‌های گرافیک از دیر باز برای تزیین ظروف و گلدان‌ها و دیگر وسایل به کار گرفته شده‌اند.

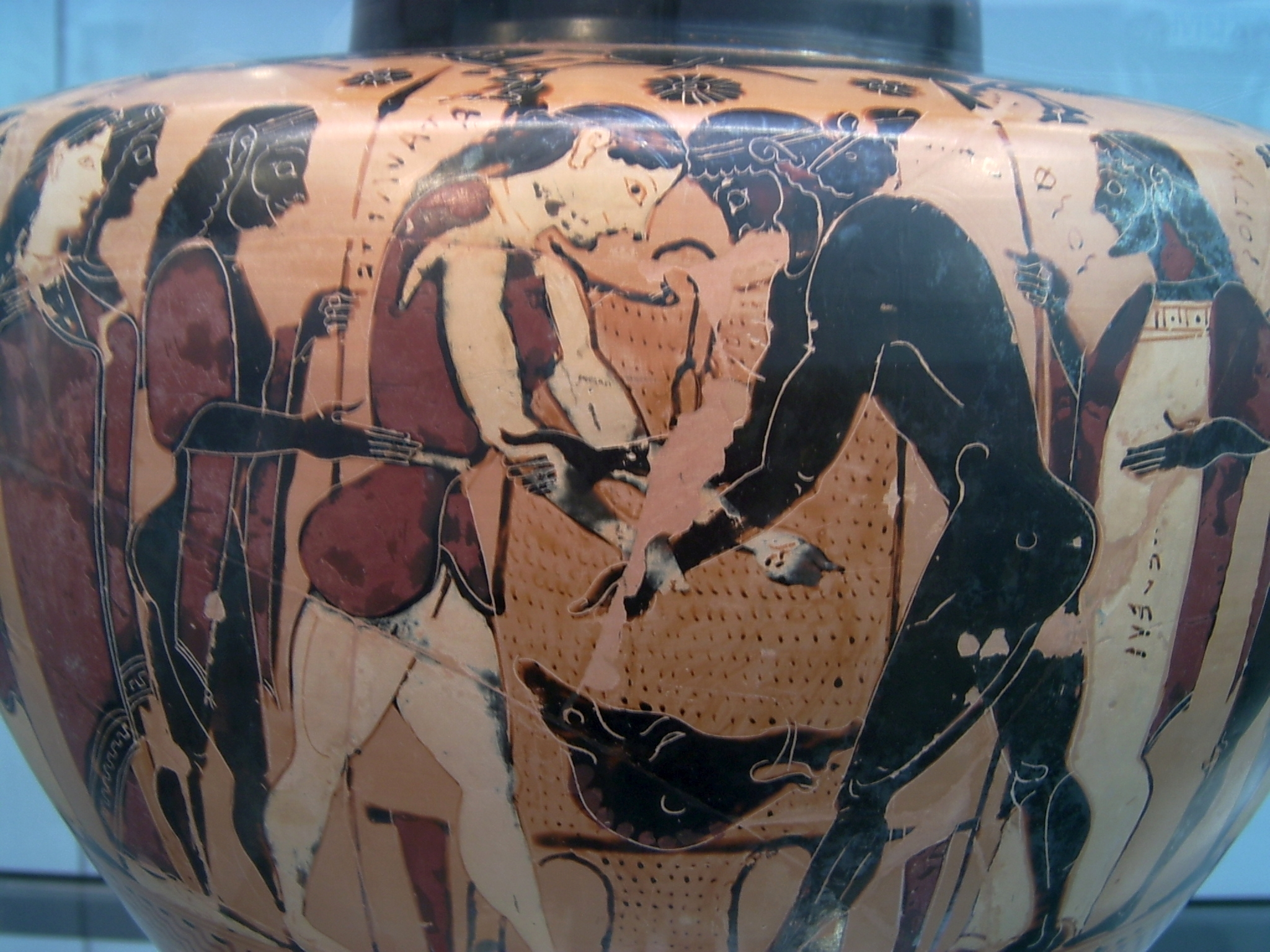
گلدان یونانی با طراحی گرافیک کشتی پلسوس و آتلانتا در بازی‌های در سوگ مرگ شاه پلیاس. پاداش برنده کشتی که پوست و سر گراز کالیدون است در زمینهٔ طرح تصویر شده‌است. نام‌ها با الفبای شالیکز در ابوآ نوشته شده‌است. (۵۵۰ پیش از میلاد)
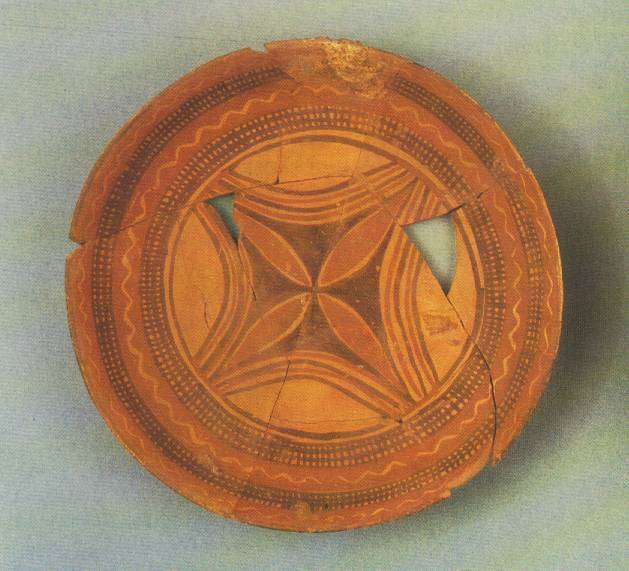
این بشقاب مربوط به ۶۵۰۰-۵۵۰۰ سال پیش از میلاد در جامعه کشاورزی هلف[۴۷] در شمال بین‌النهرین و سوریه از طراحی گرافیکی ساده و محکم با تعادل هندسی تزیینی ساخته شده‌است. کوزه گران هلف منابع گل رس شان متفاوت از همسایگان شان بود و این بر کیفیت تولیدشان می‌افزود.

## هنر گرافیک و بومیان آمریکا

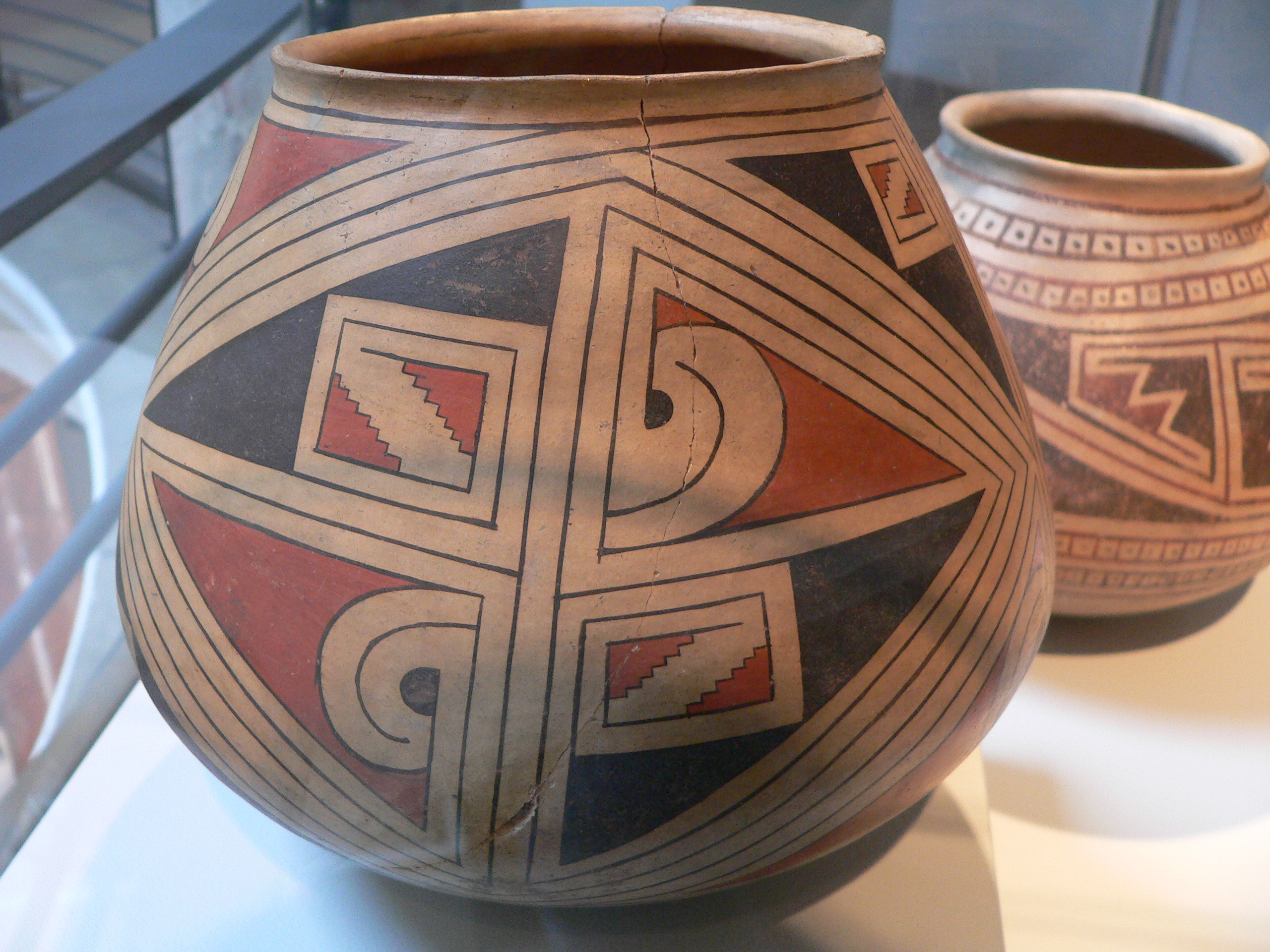
هنر و مذهب برای بومیان آمریکا تفکیک ناپذیرند. این بومیان با بیش از پانصد گروه متفاوت فرهنگی و ملیت‌های تباری طرح‌های هوشمندانه و پیچیدهٔ گرافیکی را برای تزیین ابزارهای دینی و اشیای روزمره خود به کار می‌برند.
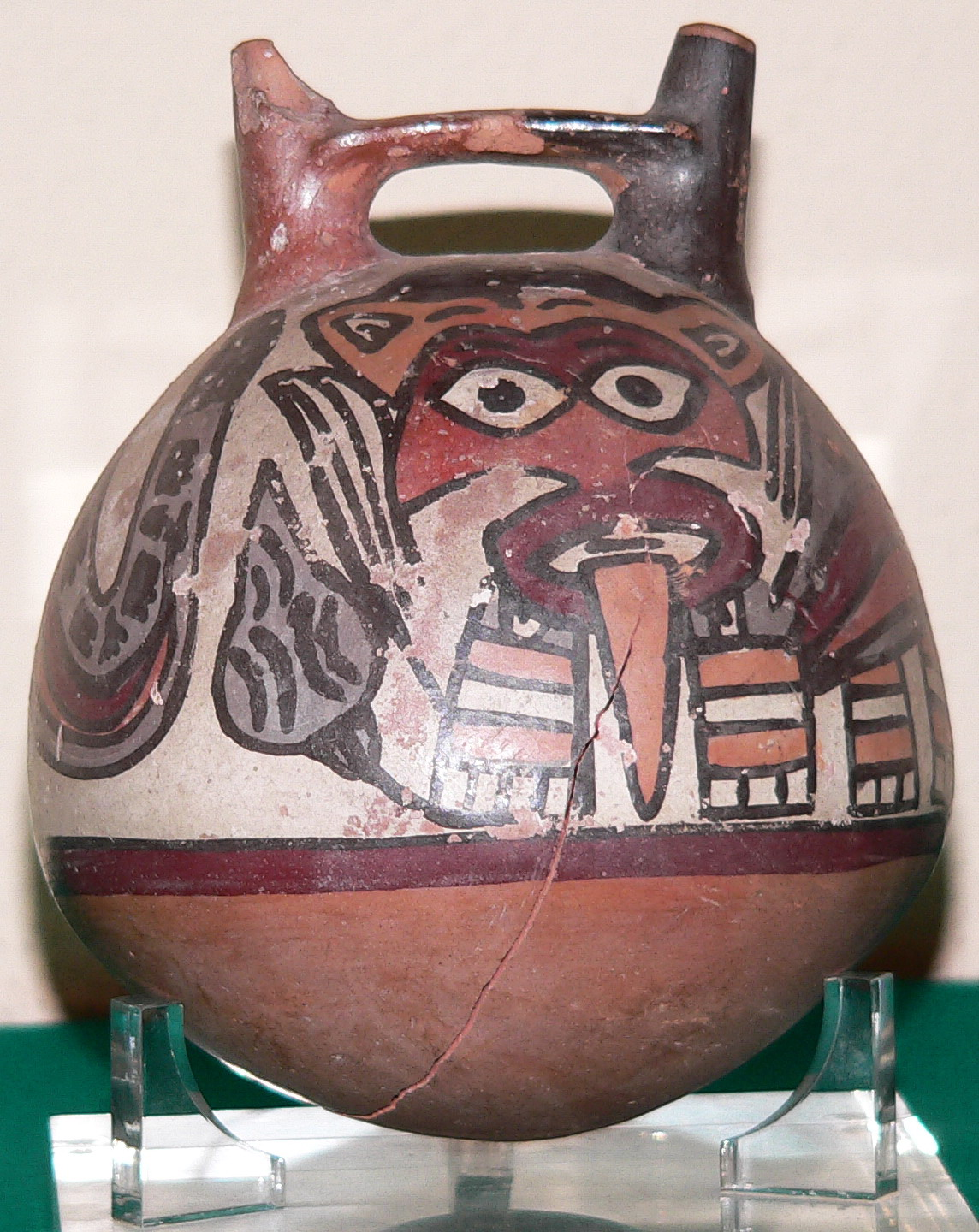
نازکا Nazcaها که از بومیان کشور پرو هستند بخاطر کوزه‌گری رنگ آمیزشان و طرح‌های استوار گرافیکی آن‌ها شهرت یافته‌اند.
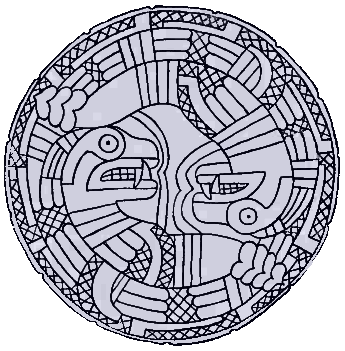
بشقابی سنگی از بومیان می سی سی پی آمریکا با طرح گرافیکی مار زنگی پردار
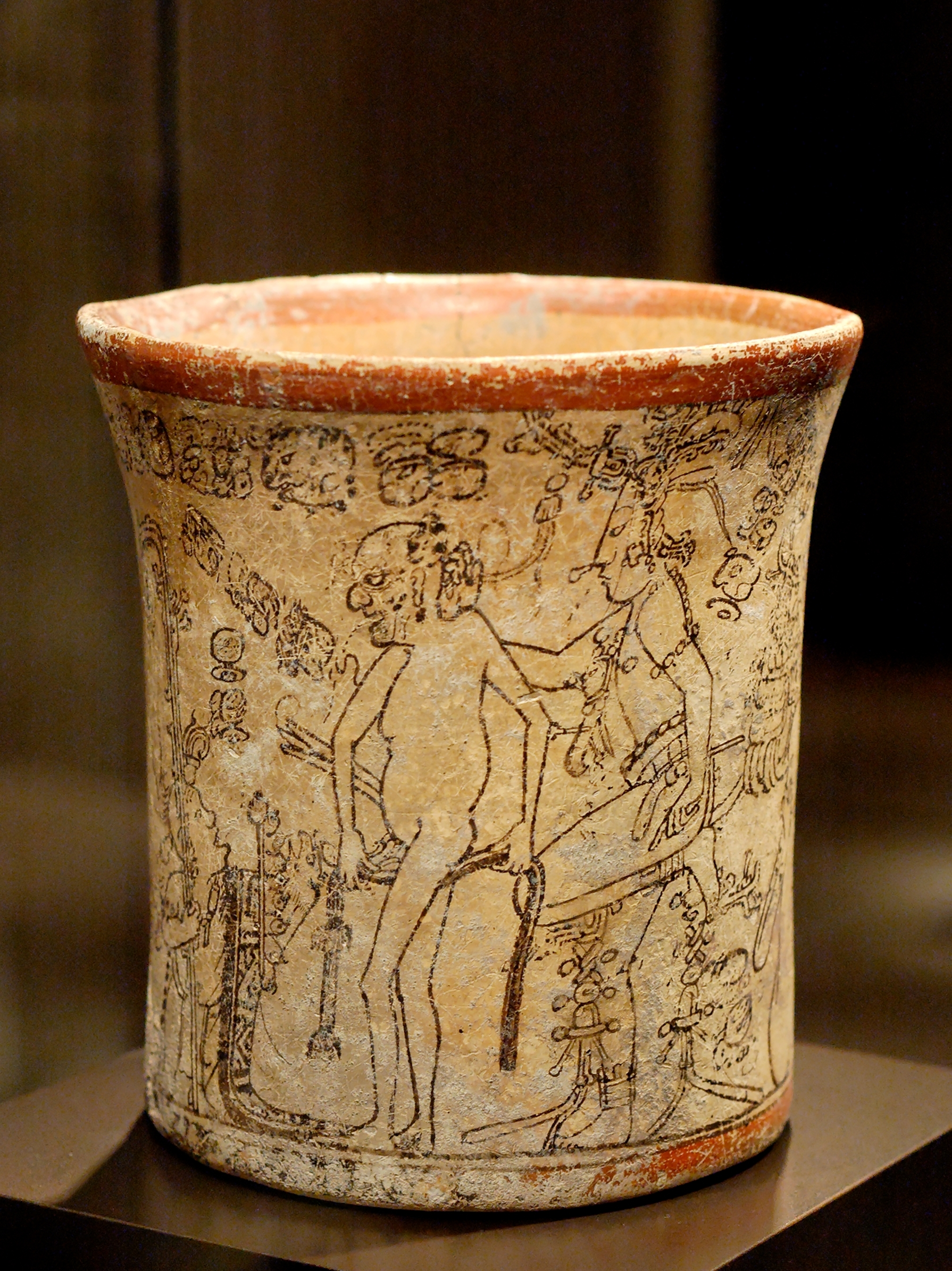
این گلدان رس ساخته مردم مایا، ایزد دنیای زیرین را نشان می‌دهد که جامهٔ خود را به دست ایزد جوان ذرت و با یاری یک کوتوله و یک گوژپشت از دست داده و برهنه شده‌است. شمال پتن، گواتمالا قرن هفتم تا دهم میلادی

## هنر گرافیک در نزد مردم مایا و ازتک

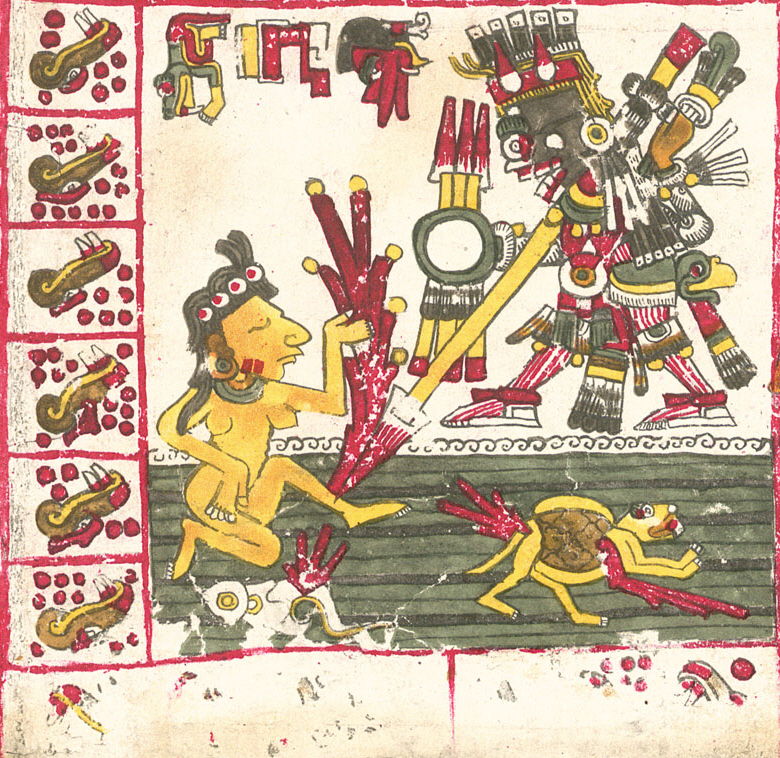
رساله بورجیا که[۵۳] اینک در کتابخانهٔ اپوستلیک واتیکان[۵۴] است یکی از معدود دستنوشته‌های قوم ازتک است که نابود نشده‌است. بسیاری را باور بر این ست که این رساله متعلق به بومیان ساکن در بلندی‌های مرکزی مکزیک در نزدیکی پوبلا[۵۵] می‌باشد. این مکان پیش از غلبه اسپانیایی‌ها در زیر فرمانروایی قوم ازتک بوده‌است.
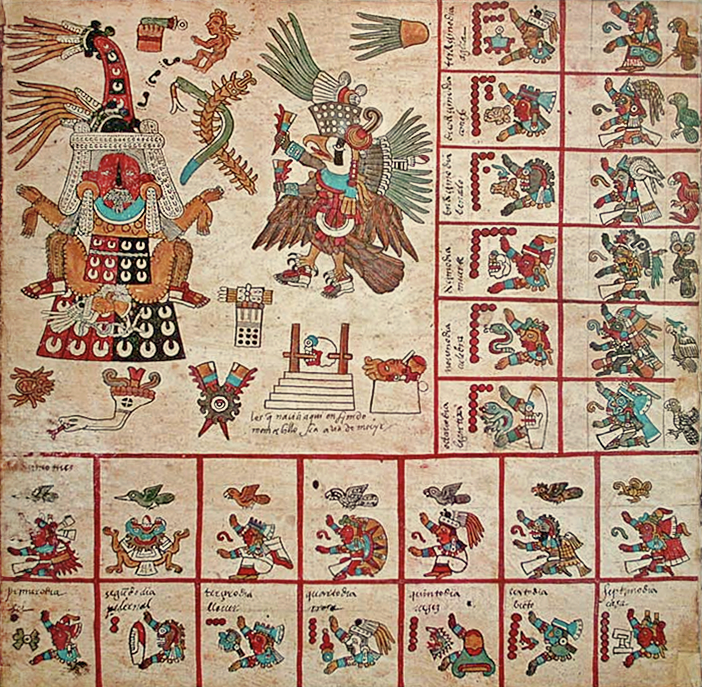
رساله بوربونیکوس[۵۷] اندکی پیش از غلبه اسپانیایی‌ها بر مکزیک به دست کاهنان قوم ازتک نوشته شده‌است. مانند همهٔ رساله‌های پیش از آمدن اروپایی‌ها به آمریکا این رساله همه با تصویرهای گرافیک است. اگرچه بعدها تفسیری به زبان اسپانیولی بر آن افزوده شده‌است
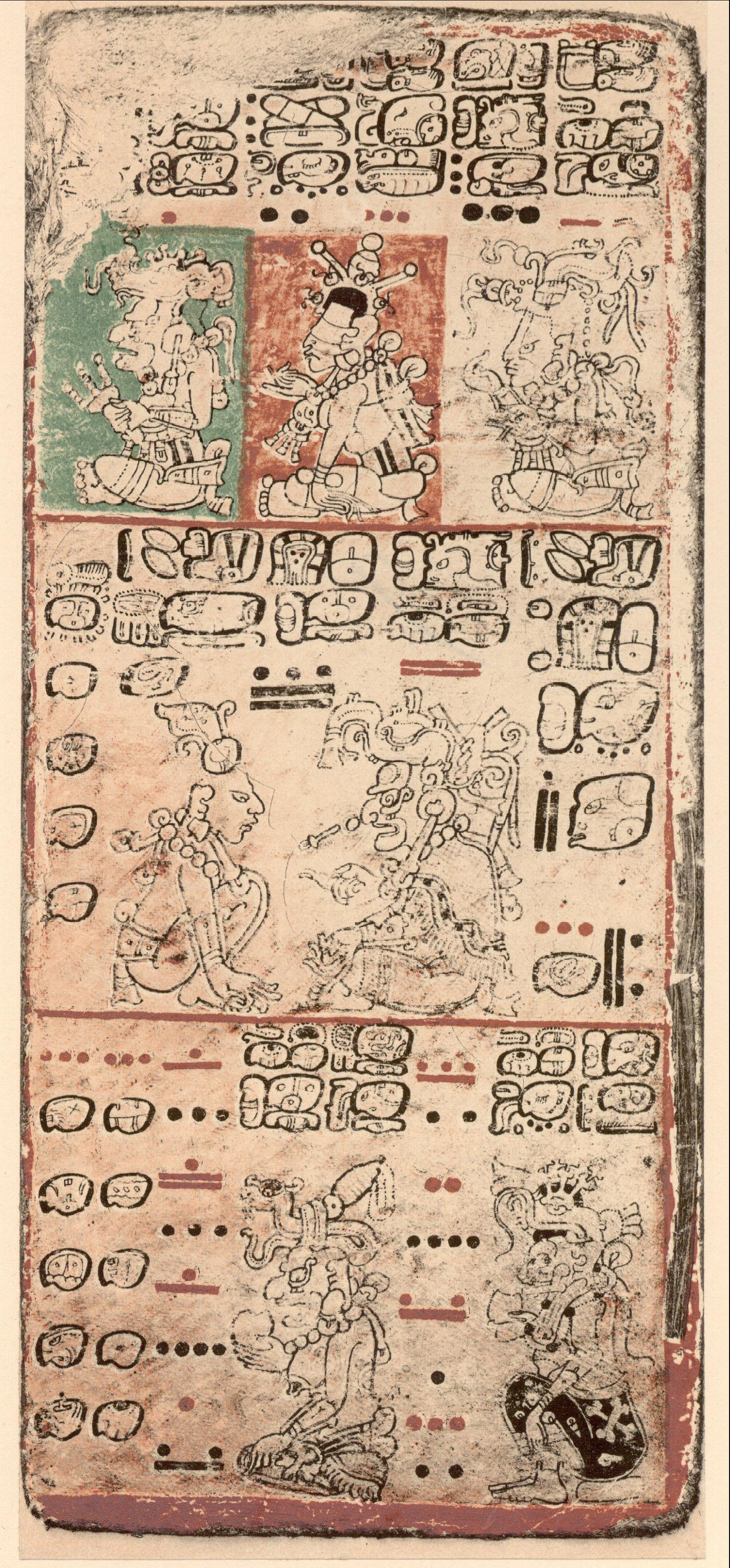
رساله درزدن[۵۹] کتابی کهن از قوم مایا ست. این کتاب تصویرشده در قرن یازدهم یا دوازدهم میلادی متعلق به قبیله یوکاتکان[۶۰] مایاست که حاوی طرح‌های گرافیکی بسیار بارز می‌باشد. بسیاری از بخش‌های کتاب شامل مراسم آیینی (از چمله گاه شمار آن) ویا ستاره بینی است. کتاب‌های بسیاری ازین دست در زمان غلبهٔ اسپانیایی‌ها بر یوکاتان در قرن شانزدهم وجود داشت که به فرمان اسقف کاتولیک دیه گو دو لاندا Bishop Diego de Landa در ماه ژوئیه ۱۵۴۵ از میان رفتند. این رساله‌ها مدارک تمدن شگرف قوم مایا بودند.
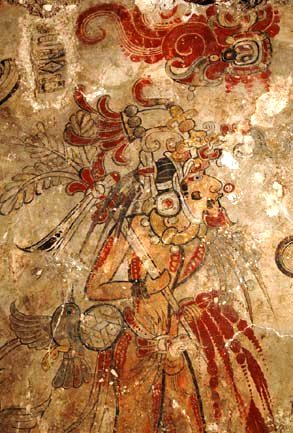
تمدن مایا به خاطر هنر، معماری، ریاضیات، و سامان ستاره شناسیش درخور توجه است. در سان بارتولو در بخش پتن در شمال گواتمالا نقاشی‌های دیواری مربوط به قرن اول میلادی تصاویر گرافیک ایزد ذرت را دربردارند. رنگ آمیزی این تصاویر آرام و بی تظاهر است و شیوهٔ کار با وجود قدمت پخته و استادانه ست. .

## هنر گرافیک در آفریقا

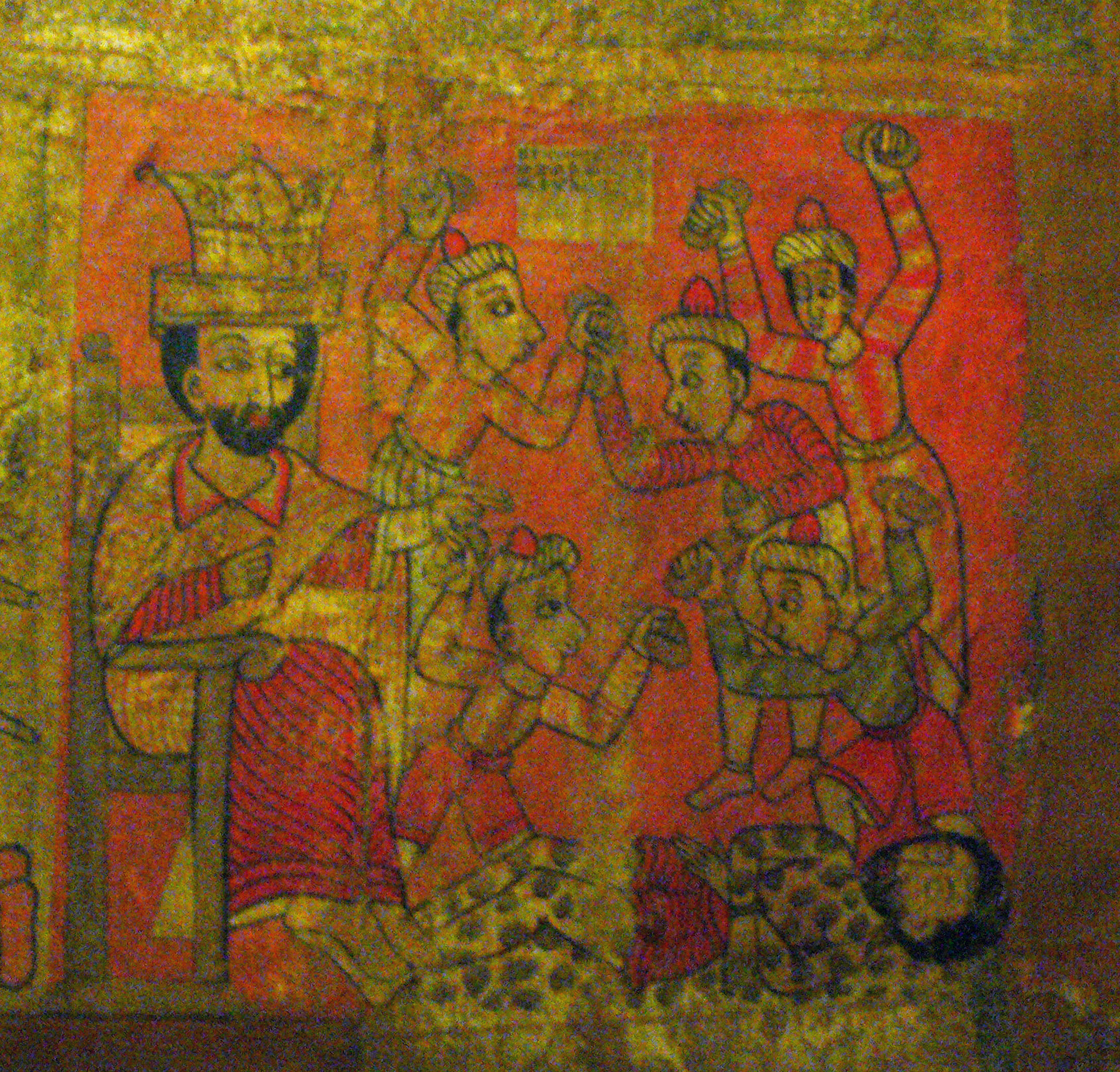
این نگاره بخشی از نقاشی حبشه ایست که با قلم‌گیری و رنگ آمیزی گرافیک خود پیش گام بسیاری از ارته‌های به کاربرده شده در پوسترهای مدرن است. (قرن هفدهم)
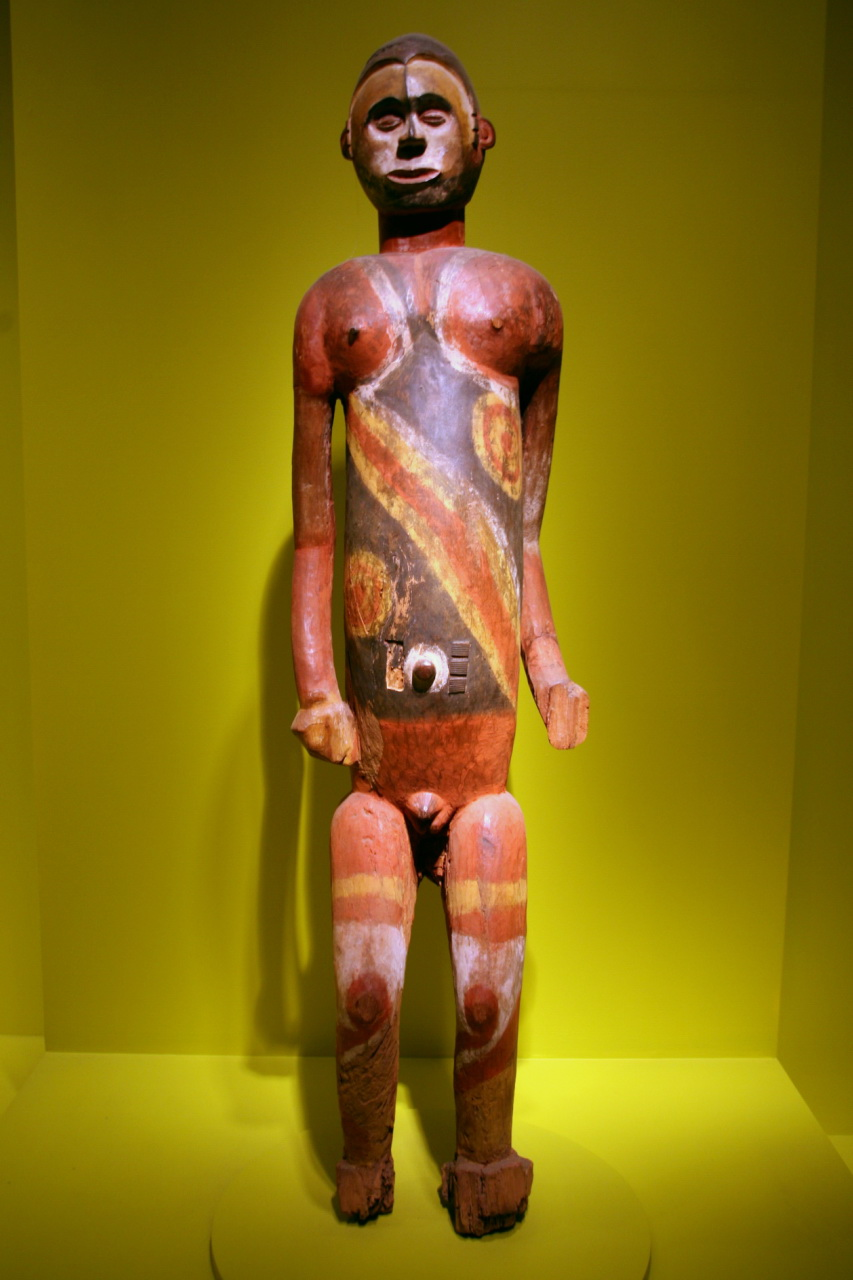
استفاده از طرح گرافیکی جسورانه با بکاربری نوار پهن رنگ آمیزی که بر قدرت کنده کاری می‌افزایند از خصوصیات چشمگیر هنر آفریقاست. در میان مردمان ایگبو Igbo این چنین پیکره‌ها را مردان می‌تراشند و زنان رنگشان می‌زنند.
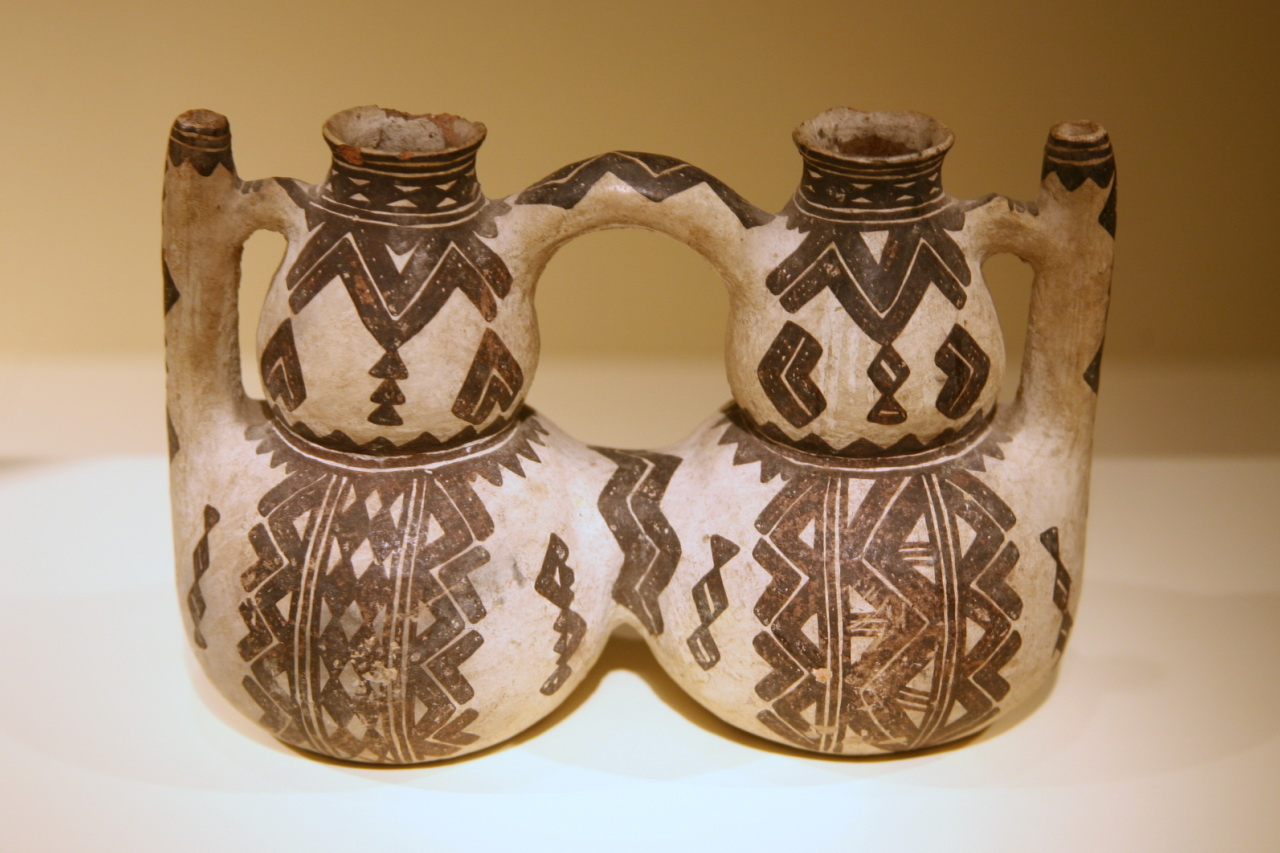
کوزه‌گری دست ساخت مردم کبیل Kabyle قدمتشان به دو هزار سال پیش از میلاد می‌رسد. این تصویر بازساختی از نمونه‌های قدیمی است. تا به امروز زنان کبیل ظروف خود را با طرح‌های گرافیکی هندسی زیبا می‌آرایند.
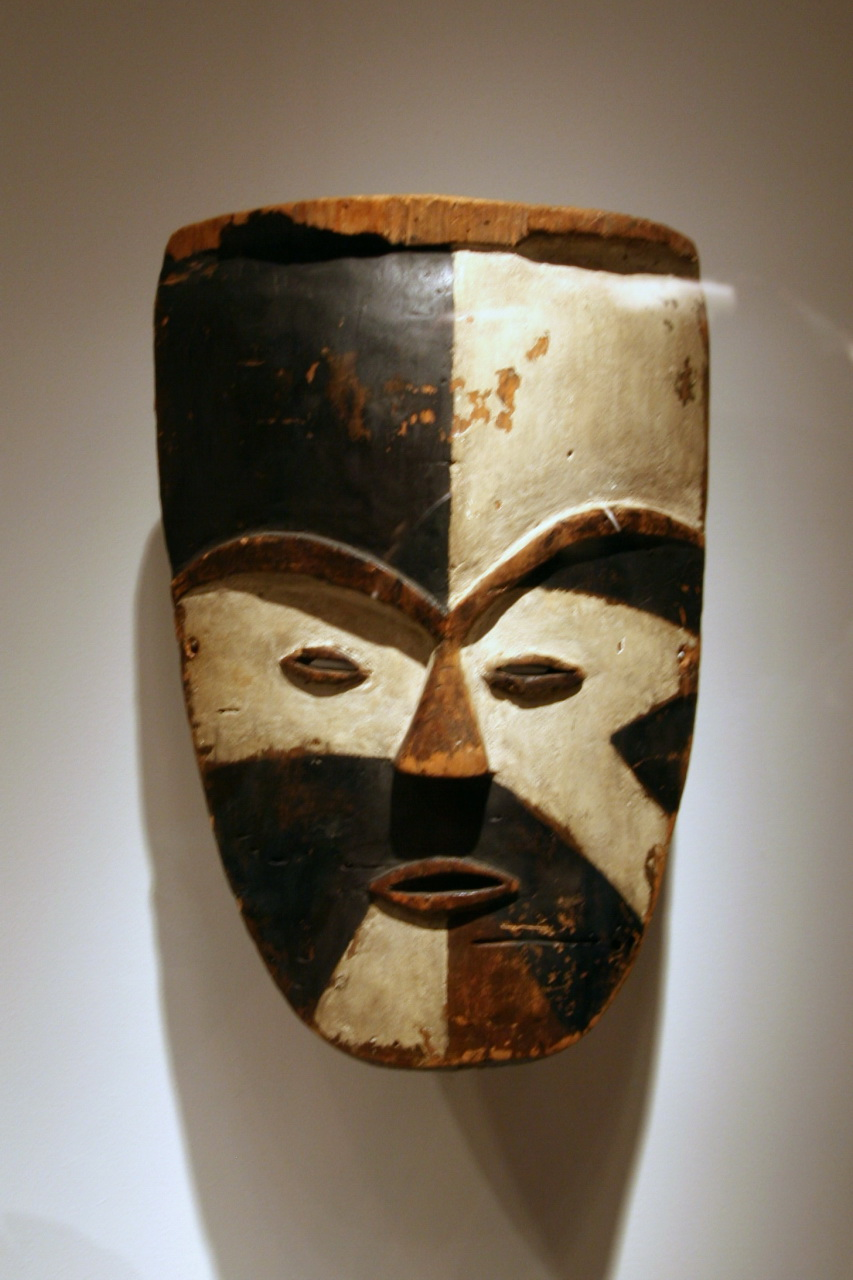
در این ماسک آفریقایی ناپیوستگی چشمگیر میان بخش‌های سطوح رنگ شده و کنده کاری خود ماسک از ویژگی‌های هنر آفریقا بود که از همان ابتدا موجب شیفتگی تماشاگران غربی گردید. این ماسک ساختهٔ مردمان تسوگو[۶۶] در منطقهٔ رودخانهٔ اوگوی[۶۷] در کشور گابون است. (قرن نوزدهم یا ابتدای قرن بیستم)

## موندریان و ساده‌سازی
پیت موندریان Piet Mondrian نقاش هلندی در سال‌های ۲۱–۱۹۲۰ با شجاعت به ساده پردازی طراحی و ترکیب‌بندی در نقاشی پرداخت و تنها از رنگ‌های خام آبی، زرد، قرمز، به همراه سیاه و سفید برای رنگ آمیزی کارهایش استفاده نمود. تجربه‌های او در این زمینه‌ها راه‌های نویی را برای هنرمندان گرافیک باز نمود.
موندریان با ترکیب‌بندی‌های قرمز، آبی، زرد خود نشان داد که هر گونه دگرگونی اندک در جابجایی سطوح رنگی و تناسب اندازه‌های آن‌ها می‌تواند احساس بالقوهٔ یک تابلو را به کلی دگرگون نماید؛ و این پیام گرافیک مدرن است. او با شجاعت از ترکیب‌بندی‌های خود می‌کاهید تا به ساده‌ترین و خردترین ترکیب هماهنگ دست یابد. مینی مالیسم او برای هنرمندان گرافیک که می‌باید پیامی را به صورت سرراست و با حداقل مداخله عوامل خارجی به مخاطب برسانند موهبتی بود. (۱۹۳۹)

«ترکیب‌بندی شماره ۱۰» اثر پیت موندریان،
سال ۴۲–۱۹۳۹

## انسان با تصویر سخن می‌گوید

این علامت «سگ ممنوع!» در اسپانیاست. تصویر سگ (پیکتوگرام) pictogramme یا نمانگار خوانده می‌شود.[۷۰] دایره قرمز با قطر مورب آن رسانندهٔ اندیشه ممنوعیت می‌باشد. وانرا (ایدئو گرام) idéogramme یا ایده نگار' می‌خوانند.[۷۱] ارزش ایده نگار در آنست که دریافت پیام از این علامت، به فرهنگ، زبان، و درجهٔ تحصیلات مخاطب بستگی ندارد.
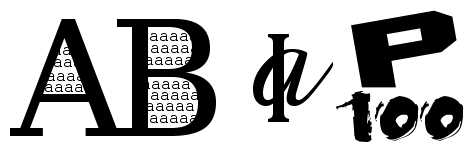
علاماتی که رساننده آوا هستند «۳۰ گار» به جای « سیگار» را ریباس rébus (از لاتین به معنای «به وسیله») می‌خوانند. مانند این علامت که به فرانسه می‌گوید «یک کشیش بزرگ، پر از اشتها از سراسر پاریس گذشت بدون نهار»[۷۲] ریباس‌هایی از این سان برای سرگرمی و شوخی‌اند. ولی در گذشته آن‌ها نقش مهمی، در ایجاد الفبای آوایی بازی کرده‌اند.
این نشان خانوادگی بوربون‌های اسپانیا است که ترکیبی از نشان‌های کاستیل، آراگون، ناوار، گرانادا و بوربون-آنژو است. نشان‌های نمادین از زمان‌های باستان برای تبارها و ملیت‌های مختلف وجود داشته‌است.[۷۴] طراحی نشان‌های خانوادگی Héraldique مبتنی بر قواعدی مشخص می‌باشد. این قواعد به صورت ترتیبی دقیق و اصولی محکم توصیف شده‌اند.[۷۵]

### نشان‌های بازرگانی
هرگونه نام، نماد، نشان، شکل، حرف و واژه که مورد استفادهٔ یک تولیدکننده یا بازرگان باشد تا کالاهای او را از دیگر کالاهای همسان که دیگر تولیدکنندگان آن‌ها را تولید می‌کنند ممتاز نماید علامت بازرگانی Trademark خوانده می‌شود. علامت بازرگانی یک نوع دارایی شخصی است که معمولاً به ثبت رسانیده می‌شود تا به دارنده آن اطمینان دهد که هیچ‌کس دیگر حق استفاده از آن را ندارد.

این کار گرافیک فرانک ماسون رابینسون Frank Mason Robinson در ۱۸۸۵ نماد بازرگانی Logotype کوکاکولا است. که بیش از یک قرن ماندگار مانده‌است. یک کار گرافیکی زیبا می‌تواند احساس وفاداری را در مشتریان ایجاد کند.[۷۷]
نماد بازرگانی فولکس واگن یکی از ساده‌ترین نشان‌ها در جهان است که بلافاصله قابل‌شناسی است[۷۸] و از این دوی یکی دیگر از نخستین تجربه‌های موفق هنر گرافیک مدرن است. این لوگو را فرانتس زویر ریمسپیس Franz Xaver Reimspiess طراحی نموده‌است.[۷۹]
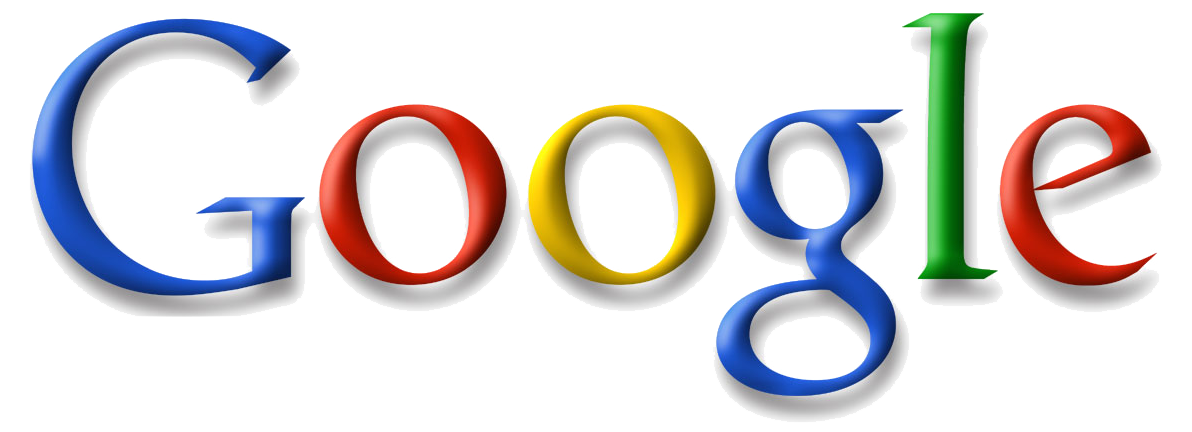
گوگل یک کمپانی نسبتاً جوان است. این طرح ساده کار روث کدار Ruth Kedar است که مینیمالیزم موندریان را تداعی می‌کند. بنا به گفته روث کدار این نشان بازیگوش و به فریب دهی ساده‌است. و آنقدر زیرکانه‌است که به نظر ناطراحی می‌آید و خواندنش سهل است. رنگ‌ها یادآور کودکان است در هنگام بازی... بافت هر حرف به صورت نا مزاحمی با سایه کاری رنگی برجسته شده و این در همان حال که به طراحی سنگینی می‌دهد سبک است."
این شکل ساده یک پروانه که نماد بازرگانی کمپانی MSN (The Microsoft Network) است، یک کار گرافیکی ست که پیام سیرو سیاحت در اینترنت را با از «هر چمن گلی» به زیبایی می‌آمیزد.

### نشان‌های دوستی و فرهنگ

در این پرچم بازی‌های المپیک به طراحی پیردو کوبرتون[۸۱] تأثیر گرافیکی ساده کاری‌های موندریان به خوبی آشکار است.
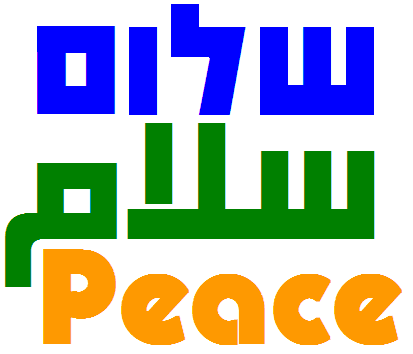
این نشان صلح در خاورمیانه یک کار گرافیک است که از ترکیب واژه‌های عبری، عربی و انگلیسی صلح درست شده‌است.
این پرچم یونسکو (سازمان آموزش، دانش و فرهنگ ملل متحد) است. که نوعی استفاده از مینی مالیسم را نشان می‌دهد.[۸۳]
دراین پرچم استان هلند جنوبی واقع در جنوب هلند بابه کاربری از اصول مینی مالیسم و استفاده درست گرافیکی از نمادهای قومی از نظر زیباشناسی یک کار گرافیکی زیباست.[۸۴]

### نشان‌های اطلاعاتی شیوهٔ ویَنی[۸۵]
ورود کارهای گرافیک مدرن در نشان‌های اطلاعاتی با ایجاد موزهٔ اقتصادی و اجتماعی در وین به همت اتو نوراث اقتصاد دان اتریشی در ۱۹۲۱ آغاز شد؛ و چنین بود که «شیوهٔ ویَنی» (که سپس به ISOTYPE شناخته شد) پایه گرفت. این شیوه سیستمی برای نشان دادن اعداد آماری پیشنهاد می‌کرد که به تماشاگر کمک می‌نمود تا مسائل و مشکلات اقتصادی و اجتماعی را به نحو آسانتری به صورت بصری ببیند و آن‌ها را به خاطر بسپرد. در ماه می ۱۹۲۵ نخستین نمایشگاه گرافیکی این موزه افتتاح شد. در این نمایشگاه همچنین طرح‌های گرافیکی برای بهداشت و تندرستی، رفاه جامعه و ورزش ارائه شد.

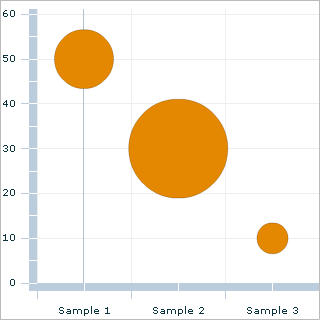
این یک نمودار سه بعدی آماری ست. که چارت حبابی Bubble chart خوانده می‌شود.
در این کار گرافیکی اطلاعاتی، زاویه دید یک بیننده را در برابر دو توپ زرد و آبی در تصویر فوق - و اینکه آن دو توپ در دید بیننده چگونه پدیدار می‌شوند در تصویر زیرین نشان داده شده‌است. این گونه طراحی‌ها در کتب درسی و در کتابچه‌های دستورالعمل برای کار برد وسایل پیچیده الکتریکی و مکانیکی نقش بسیار مهمی را ایفا می‌کنند.[۸۹]
نشان‌های ایزوتایپ ورزشی مانند این علامت پاروزنی، ارتباطات را در مجامع بین‌المللی مانند المپیک بسیار آسان کرده‌است. به وجود آوردن این علامت نیاز به نوشتن برای راهنمایی به زبان‌های مختلف را از میان برد.[۹۰]
نشان‌های گرافیکی ایزوتایپ، مانند این نشان که مواد آتش زا و محترقه را مشخص می‌کند. درداد و ستد و حمل و نقل بین‌المللی این مواد بسیار کمک‌کننده بوده‌است.

### طراحی پویانما و گرافیکهای سه بعدی در رایانه‌ها

پویانمایی پیش از اختراع سینما و هنر فیلم برداری به وجود آمد. این پویانمایی از روی عکس‌های ادوارد مویبریج[۹۱] است که در سال ۱۸۸۷ منتشر شده‌اند. امروزه با مدل‌های ریاضی این گونه پویانمایی وارد دنیای رایانه‌ها شده‌است.[۹۲]
هنر گرافیک رایانه‌ای به همهٔ پدیدارهائی گفته می‌شود که به صورت بصری با کاربران رابطه ایجاد می‌کنند. نقش ارتباطی گرافیک در رایانه‌ها امروزه شاید بیش از مفاهیم نوشته شده و پرونده‌های صوتی رایانه اهمیت دارد.[۹۳]
در این کار گرافیکی یک مکعب از جهات مختلف نشان داده شده‌است. امروزه با پیشرفت تکنولوژی ساختن نمودارهای گرافیک دینامیک از این گونه میسر است. با انیمیشنی از این گونه می‌توان تحول یک پدیده را در طول زمان نشان داد.[۹۴] :
با پیشرفت فناوری گرافیک رایانه‌ای ایجاد طرح‌های سه بعدی پویا ممکن گشته‌است. این گونه کارها از لحاظ هنری هنوز گام‌های نخستین را برمی‌دارند.

## آفیش،[۹۵](آگهی‌های دیواری یا پوستر[۹۶])
آگهی‌های دیواری (آفیش به فرانسه و پوستر به انگلیسی) از زمان‌های کهن وجود داشته‌اند. سنگ نگارهای باستانی ایران که داستان وقایع تاریخی را دربردارند، «آکسون» های یونانیان و «آلبوم» رمی‌های باستان با طراحی‌هایشان و اطلاعاتی که دربرداشتند شباهتی با پوسترهای مدرن دارند. در یونان باستان نام ورزشکاران و لیست بازی‌ها بر روی ستون‌های چهار گوشه کنده می‌شد و آن‌ها با نیروی آب یا بردگان به آهستگی به دور خود می‌چرخیدند. رمی‌ها دیوارهایی را در چهارراه‌های مهم شهر سپید می‌کردند و آن‌ها را به چهارگوش‌های مساوی تقسیم می‌نمودند و بر روی هرکدام از آن چهارگوش‌ها بازرگانان، رباخواران و برده فروشان آگهی‌های خود را با رنگ زغال یا گل اکر و سرخ می‌نوشتند و برای جلب توجه مشتریان آن‌ها را با طرحی می‌آراستند.

### سنگ نگارهای باستانی

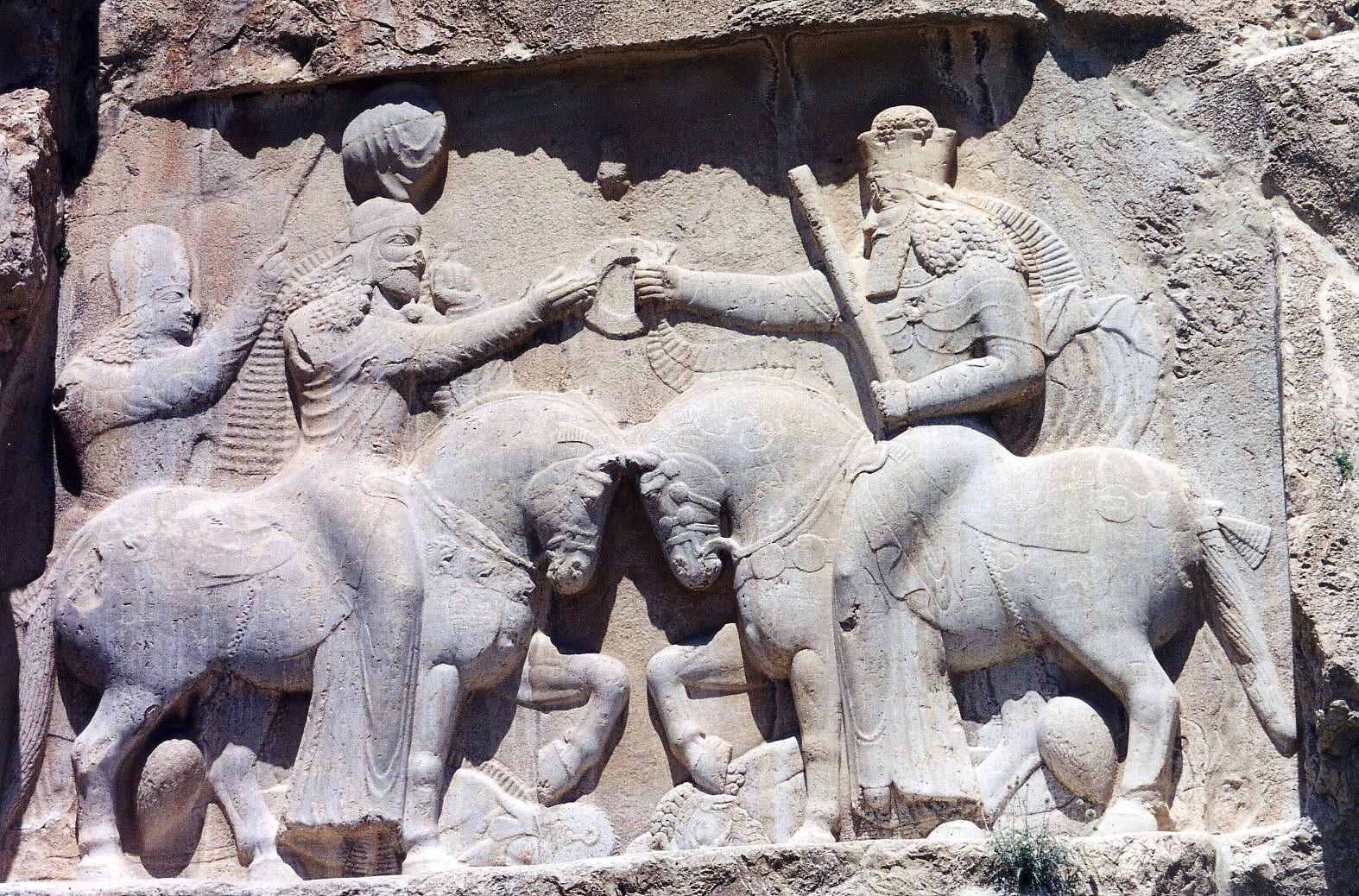
این سنگ نگارهٔ باستانی در نقش رستم داستان تاجگذاری اردشیر یکم نخستین پادشاه ساسانی را دربردارد. در این نگاره روان داریوش هخامنش فره ایزدی را به اردشیر می‌سپارد. با این سنگ نگاره اردشیر قانونی بودن تبار ساسانیان ایران را به آوند جانشین بر حق هخامنشیان اعلام می‌دارد. در زیر سم اسب اردشیر اردوان پنجم اشکانی به خاک درغلطیده است و در زیر سم اسب داریوش گوماتای مغ (بردیای دروغین) افتاده‌است اردشیر در این سنگ نگاره برپایی شاهنشاهی را در میان ایرانیان، پس از غلبهٔ اسکندر به یادبود می‌دارد. در سنگ نوشتهٔ این نگاره به سه زبان پارسی، پارتی و یونانی می‌خوانیم: «این نگارهٔ کی اردشیر اورمزد پرست است که تبارش از ایزدان است»
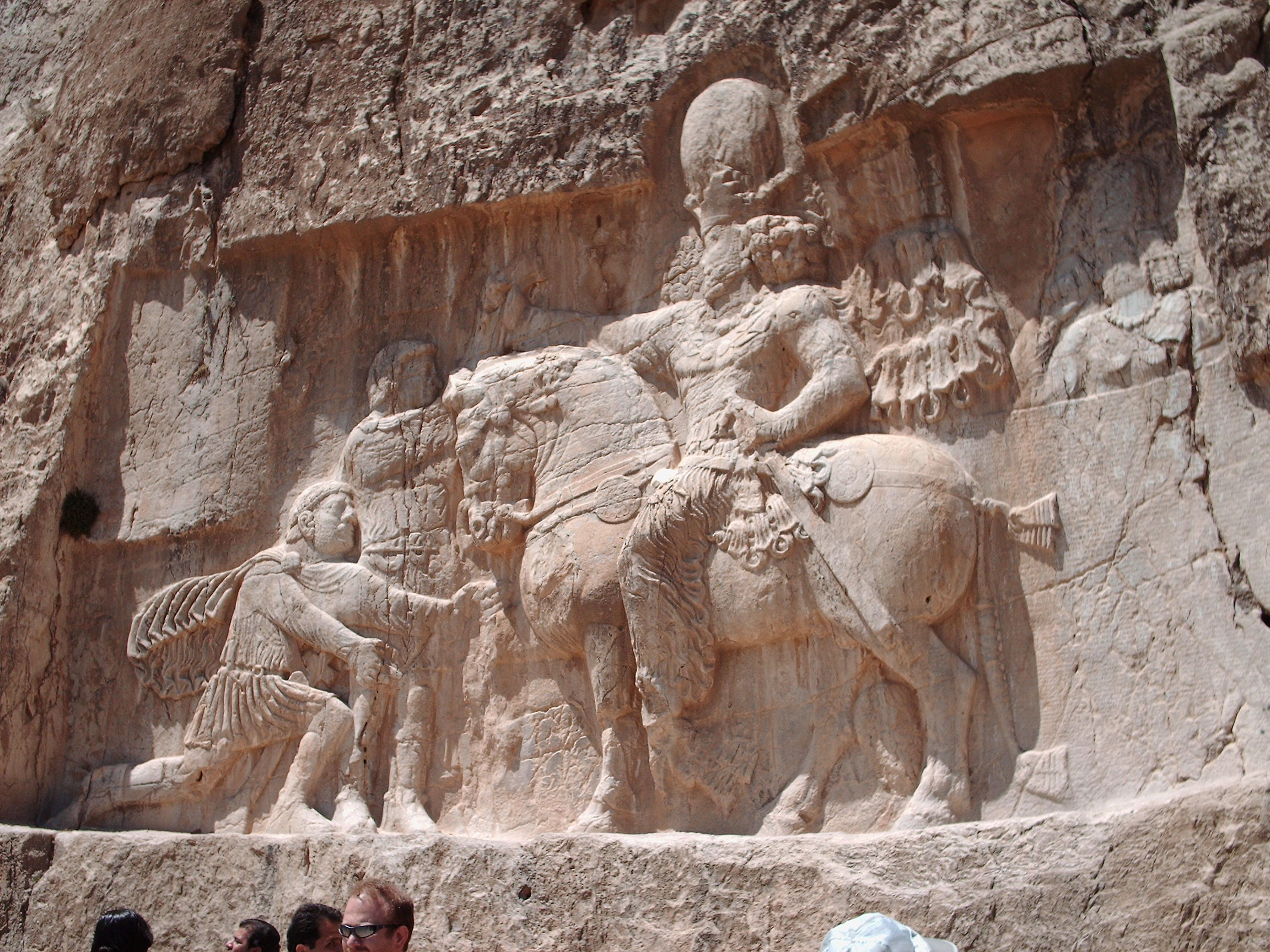
با این پوستر سنگی در مرودشت استان فارس، شاپور اول ساسانی غلبهٔ ایرانیان را بر رمی‌ها، با زانو زدن فیلیپ لیسینیوس والریانوس امپراتور روم، به یادمان می‌دارد. به کین خواهی از سال‌های خواری ایرانیان در زیر یوغ جانشینان اسکندر اعلام می‌دارد. بنا به نوشتهٔ شاپور: «درست در آن هنگام که ما بر اریکه پادشاهی استوار شدیم، امپراتور گردیانوس در سراسر امپراتوری رم لشکری از تبارهای گوث وجرمن فراهم نمود... و به نبرد با ما تاخت. رزمی بزرگ و رویاروی درگرفت. و سزار گوردیان به خاک افتاد و ما لشکر رم را درهم شکستیم. و رمی‌ها فیلیپ را به امپراتوری برگزیدند. و سزار فیلیپ نزد ما آمد برای پیمان آشتی و پانصد هزار دینار به باج داد برای زندگیش و سپس باج‌گزار ما شد»
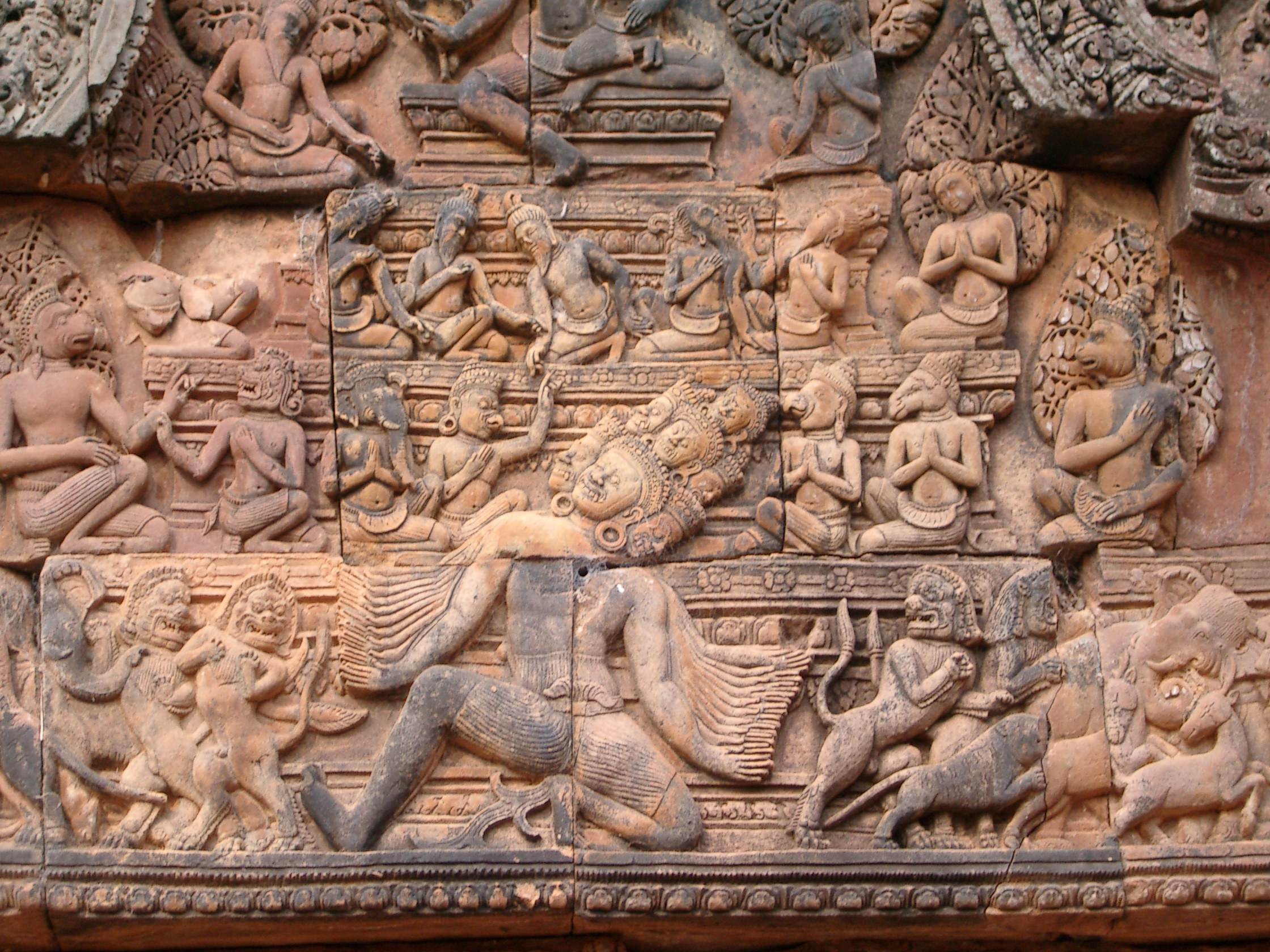
در این سنگ نگاره در بانتی سری[۱۰۰](شهر زنان) در انگکور[۱۰۱] کامبوج ساخته در سال ۹۶۷ میلادی به وقف ایزد هندو شیوا ست در میانهٔ این نگاره شاه راوانای ده سر ایستاده ست که با دست‌هایش کوه را به لرزه‌ای گران آورده ست. و جانوران از دهشت به هر سوی گریزانند بزرگان و دانایان و از ما بهتران در نجوایند برای چاره جویی. بنا بر داستان شیوا با نهادن شصت پای خود بر کوه آن را از لرزیدن بازداشت. و راوانا برای هزار سال در زیر کوه به دام افتاد.
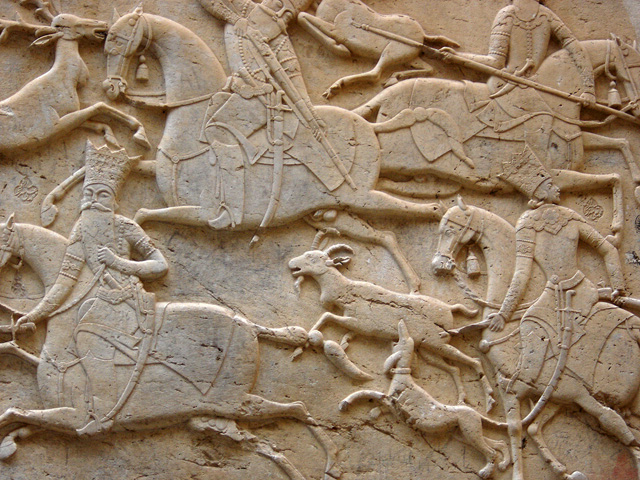
در سنگ نگاره‌های قرن نوزدهم میلادی در تنگه ساوشی، در حدود ۱۵ کیلومتری شمال غربی شهرستان فیروزکوه، وقایع زمان فتحعلی شاه نقش شده‌است. بزرگ‌ترین نقش برجسته این کتیبه‌ها، نقش شکارگاه با تصویر اسب، نیزه و شکارهایش است که در اطراف آن می‌توان عباس میرزا، علی قلی میرزا و علی نقی میرزا پسران فتحعلی شاه و همچنین نوادگانش را در حال شکار دید.

### پدیداری صنعت چاپ
در نزدیکی‌های سال ۱۴۵۰ میلادی جوناتان گوتنبرگ کتاب‌های متعددی را در چاپخانه‌اش منتشر نمود. آلدوس مانتیوس طرح ساختن و صفحه بندی کتاب را به وجود آورد که بنیان انتشار کتاب را در غرب شکل داد. با اختراع روندار چاپ سنگی به وسیلهٔ آلیوس سنه فلدر از مردم چک در اتریش، در سال ۱۷۹۸، چاپ پوستر و آفیش عملی گشت. اگرچه پوسترهای دست نوشت از پیش وجود داشت اما آن‌ها بیشتر برای اعلامیه‌های دولتی بودند. در انگلیس ویلیام کاکستون در ۱۴۷۷ چاپخانه‌ای بنا نهاد. و نخستین پوستر را منتشر نمود. در ۱۸۷۰ نخستین پوسترهای تبلیغاتی ظاهر شدند.

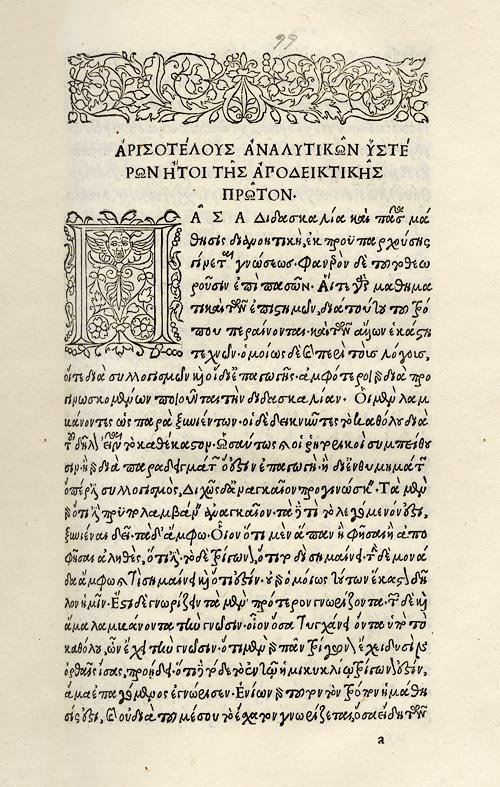
کتاب ارسطو به چاپ آلدوس مانتیوس در ۹۸ -۱۴۹۵ کتابخانهٔ باستانی پرگلیاسکو در تورین
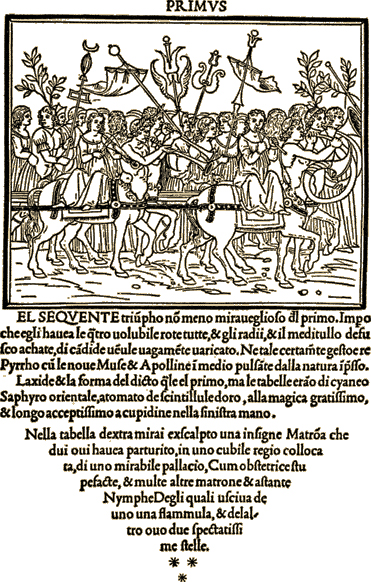
برگی از کتاب هیپنروتماکیا پولیفیلی[۱۱۳] به نوشتهٔ فرانچسکو کلونیا[۱۱۴] و به چاپ آلدوس مانتیوس
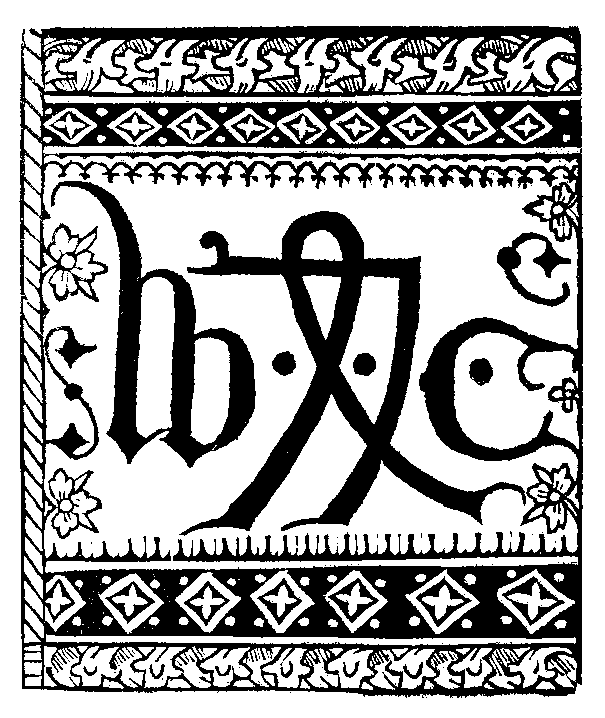
کتاب چاپی از انتشارات ویلیام کاکستون در انگلیس - ۱۴۷۸ میلادی
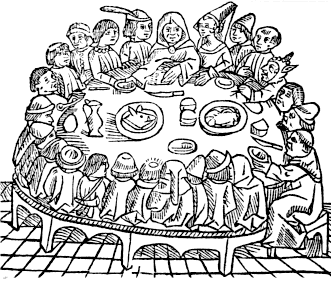
چاپی چوبی از پاپ دوم قصه‌های کانتربوری به چاپ ویلیام کاکستون در ۱۴۸۳

## تولد گرافیک مدرن
شاید بتوان گفت که پدر گرافیک مدرن ویلیام موریس است زیرا چاپخانهٔ کلمسکات او در نیمهٔ دوم سده نوزدهم بسیاری از طراحی‌ها ی گرافیک بسیار مهم را تولید نموده و بازار مهمی در میان توانمندان برای کارهای گرافیک به وجود آورد. او در آکسفورد با نقاشانی چون سر ادوارد بورن-جونز و دانته گابریل روزتی دوست شد و باهم گروه پیش از رافائل گرایان را به وجود آوردند.

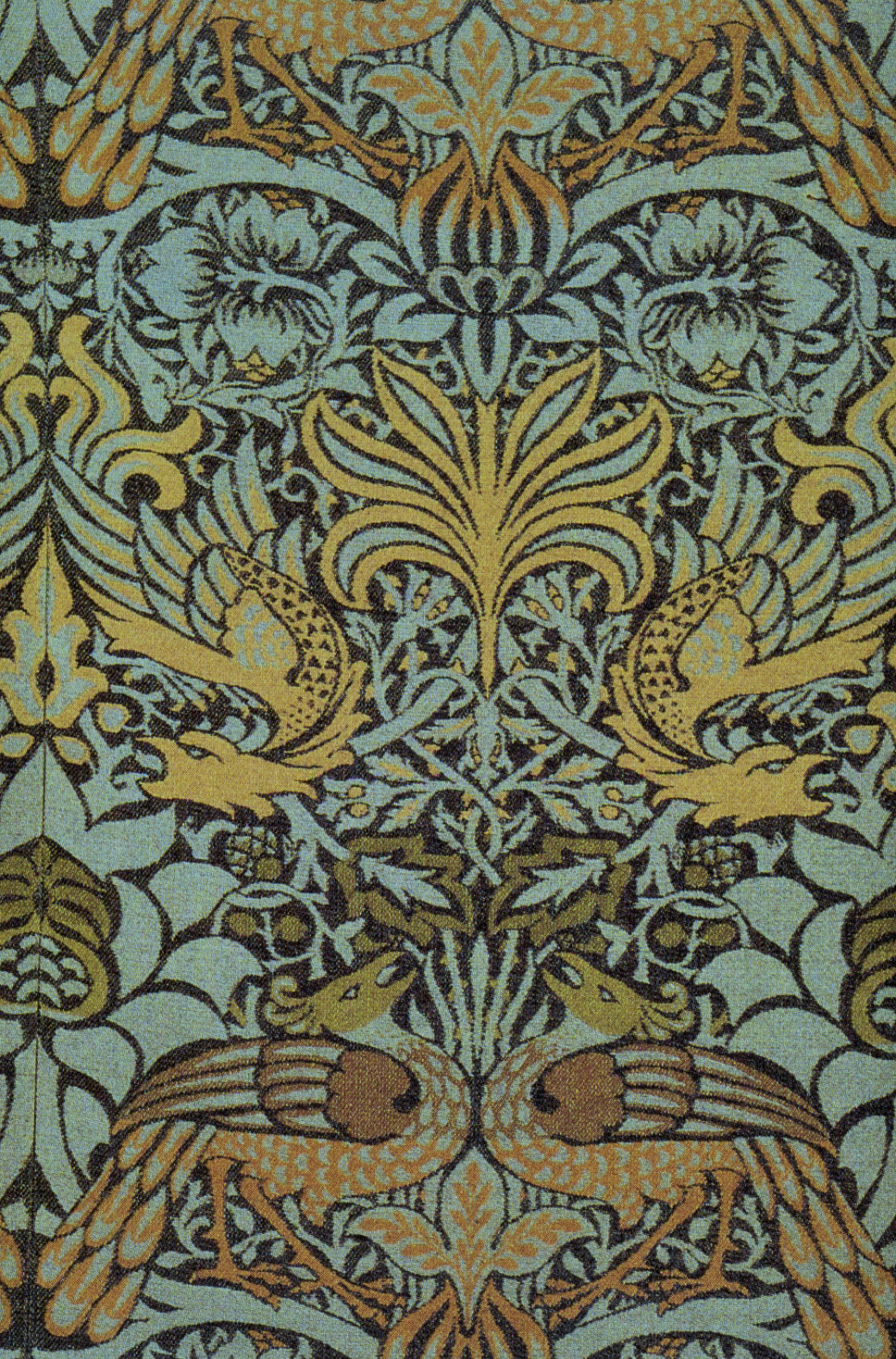
طراحی پارچه: طاووس و اژدها، کار ویلیام موریس یک طراحی گرافیک تزیینی است. این گونه نقش‌ها در ۱۹۶۰ با جنبش هیپی دو باره زنده شد.(۱۸۷۸)
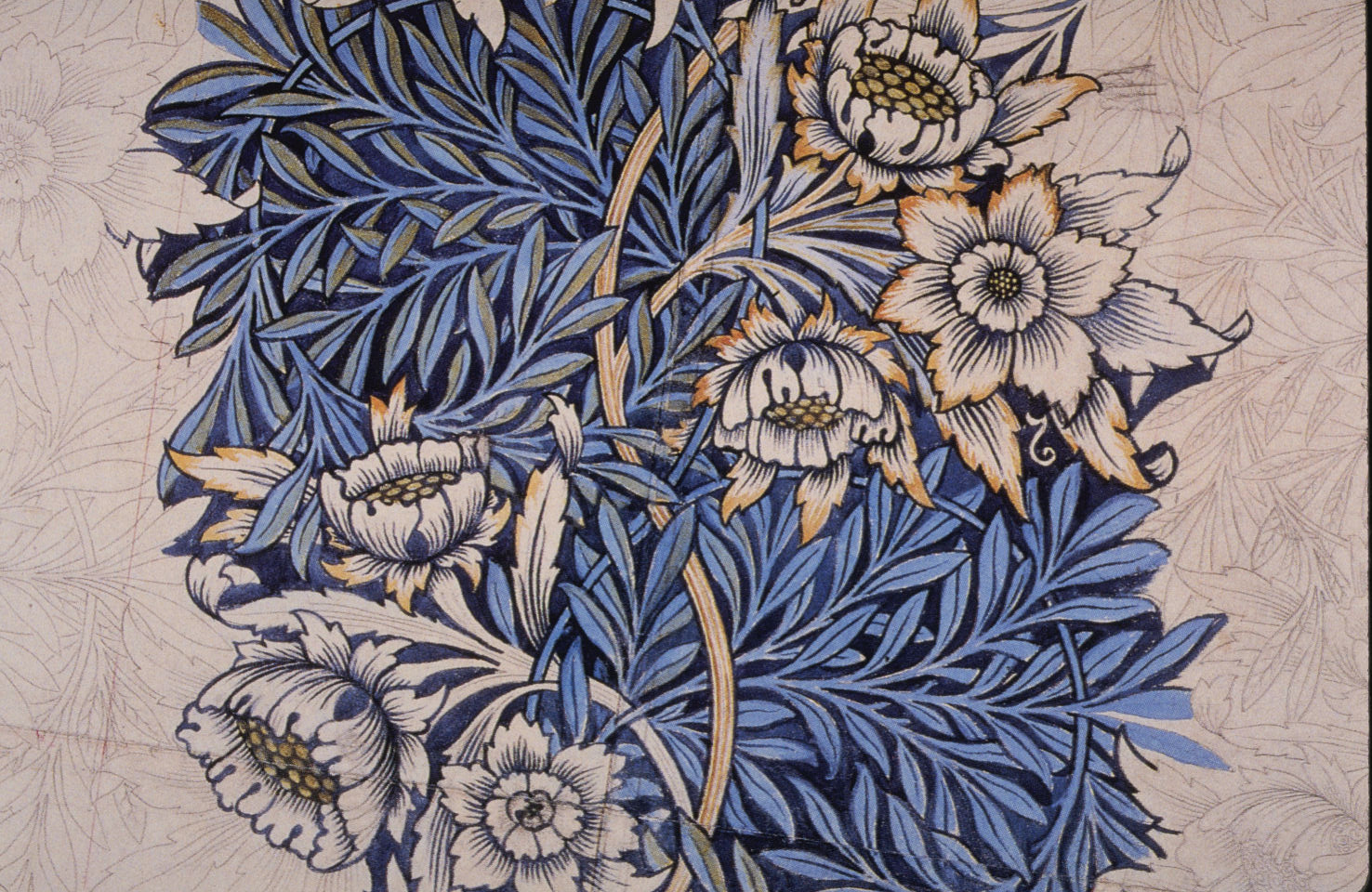
این طراحی موریس از نخستین تجربه‌های هنر گرافیک مدرن است.(۱۸۷۳)
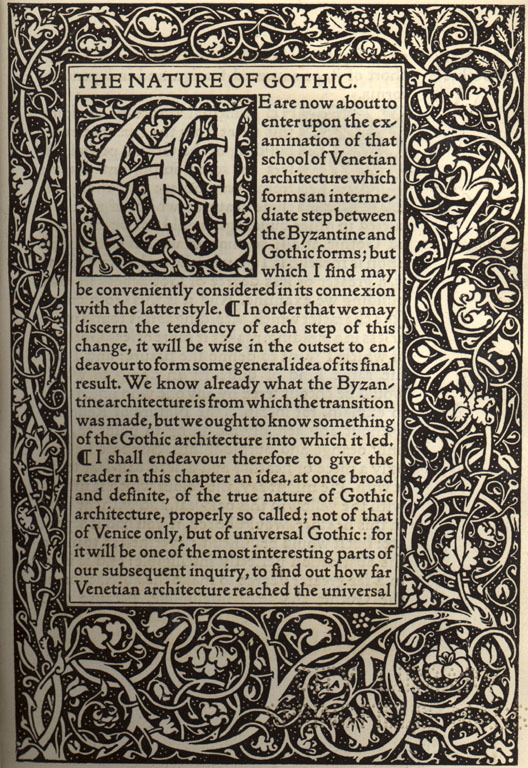
کتاب طبیعت گوتیک The Nature of Gothic نوشتهٔ جان راسکین John Ruskin به وسیله انتشارات کلمسکات به چاپ رسیدٌ صفحهٔ نخست این کتاب با تذهیب گرافیکی کلاسیک تزیین شده بود.
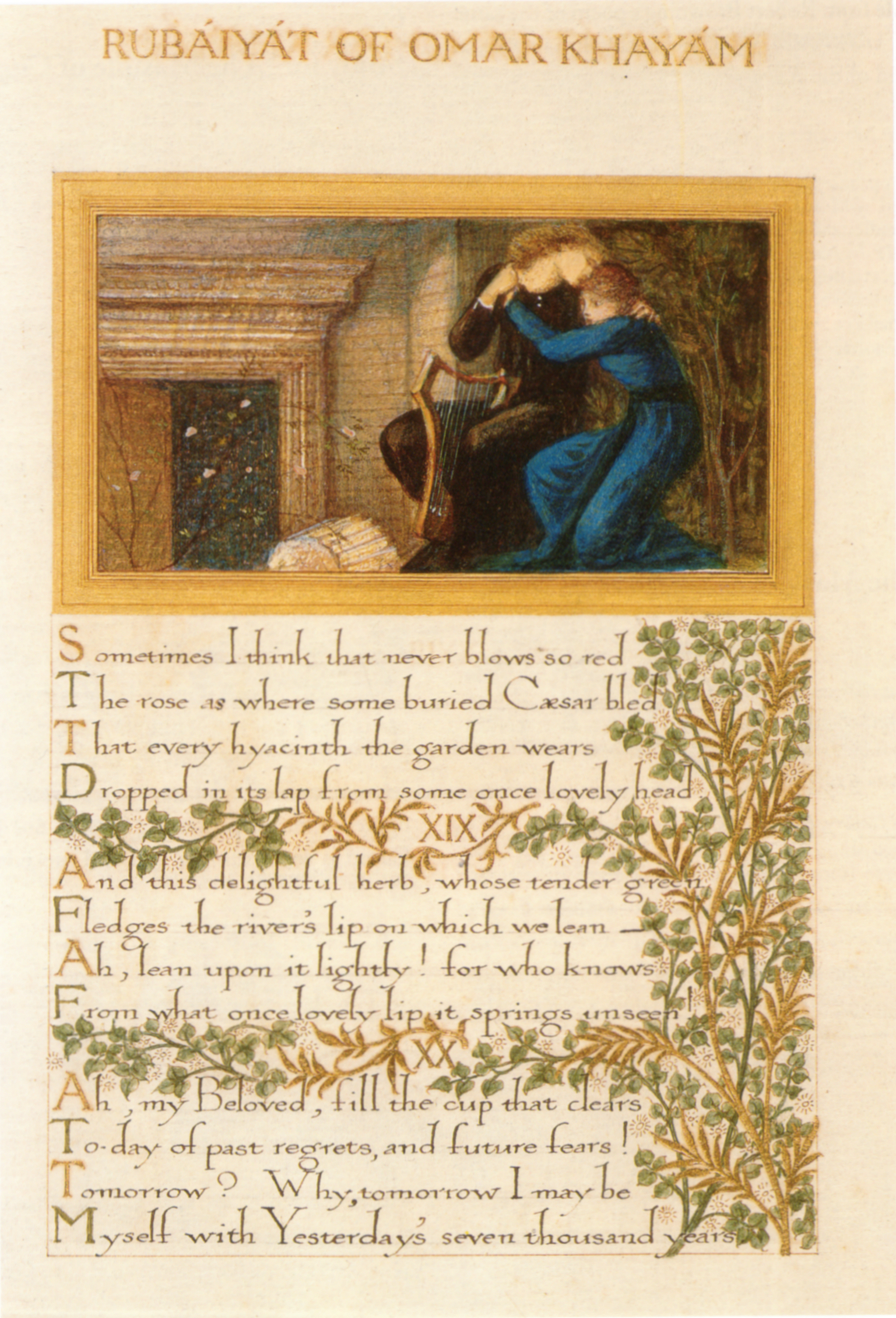
این کار که تلفیقی از خط و نقاشی و تزیین گرافیکی است، صفحه‌ای از رباعیات عمر خیام است که موریس آن را تذهیب نموده و بورن-جونز نقاشی‌های آن را کشیده‌است.

### آغاز دورهٔ پوستر مدرن
از نمونه‌های پوستر در اروپای سده هفدهم پوسترهای نمایش‌های تئاتری، اعلامیه‌های سربازگیری برای قشون شاه و همچنین آگهی تجاری کمپانی هند شرقی در۱۶۷۰ را می‌توان نام برد. در سده هیجدهم پوسترهای بزرگ گاوبازی در کوریدا دل تروس در سویل Seville اسپانیا در ۱۷۶۱ پدیدارشد. اما پیشرفت تکنیک‌های چاپی به ویژه اختراع تکنیک لیتوگرافی در ۱۷۹۶ به وسیلهٔ آلواس سنفلدر آلمانی Alois Senefelder موجب انقلابی بزرگ در هنر پوستر شد. این تکنیک‌ها باعث آن شدند که تولید باشمار زیاد پوستر با هزینه کم ممکن گردد. به ویژه، اختراع کرومولیتوگرافی chromolithography که چاپ چندرنگه پوستر را در تعداد زیاد میسر می‌ساخت موجب شکوفایی هنر گرافیک در پوستر شد.
پس از اختراع تکنیک چاپ سنگی رنگی (کرومولیتوگرافی) نخستین پوسترهایی که به چاپ رسید سطحی و بازاری و ناهوشمندانه بود. تنها پس از ۱۸۶۷ و پیدایش پوسترهای ژول شاره بود که هنر پوستر به قابلیت بالقوه خویش رسید.

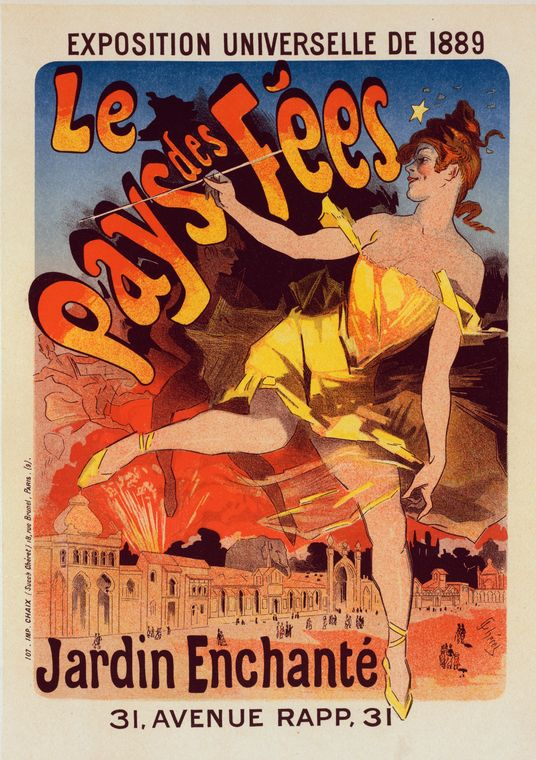
شره طراحی پوستر را دگرگون کرد. در پوسترهای پیش از او نقش تصویر به اهمیت نوشته نبود و در رساندن پیام پوستر، نقش اصلی را به عهده نوشته و متن می‌گذاشتند. اما چنان که از این پوستر پیداست شره طراحی را به صدر نشاند.(۱۹۰۰- ۱۸۹۶)
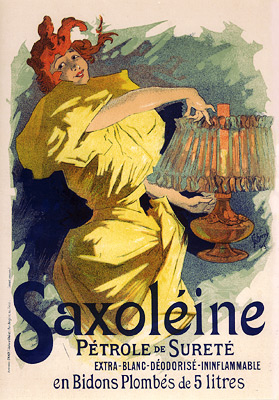
شره از تصویرکردن پیام پوستر به صورت خشک و منجمد و واقعی ابا داشت.[۱۲۳] زنان تصاویر او، مانند این دختر فروشندهٔ نفت برای چراغ نفتی، بیشتر ایده‌آلی بودند تا واقعی.
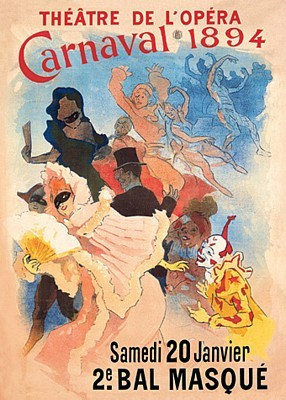
شره به زیبایی، سرزندگی و حرکت تأکید داشت. تخصص او درکشیدن پوسترهای تئاتری و نمایشی بود. استفادهٔ او از رنگ‌های پاستل به پوسترهایش طراوتی دلپسند می‌داد.
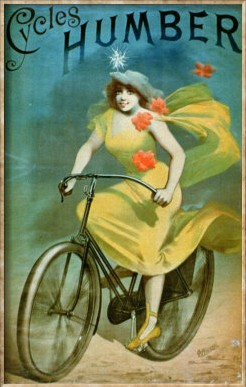
استفاده از نوشته در کارهای شره در حداقل است. در این پوستر برای نمون همهٔ اطلاعات لازم در یک جمله خلاصه شده‌است.

### پوسترهای سده نوزدهم در آمریکا

#### لوئی رهد

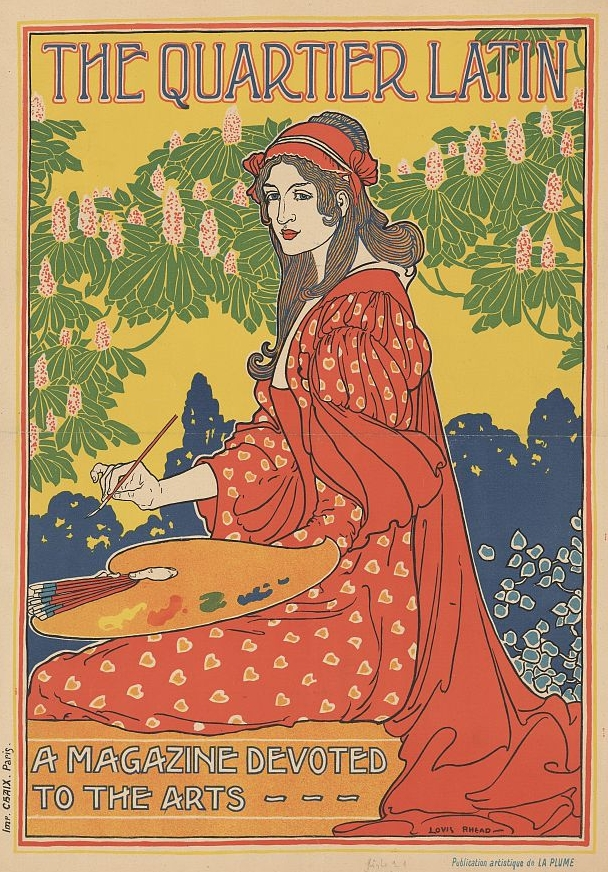
در ۱۸۸۳ لوئی رهد Louis Rhead هنرمند گرافیست انگلیسی که تحصیلات هنری خود رادر فرانسه به تازگی به پایان رسانده بود در سن ۲۴ سالگی به سمت مدیر هنری انتشارات دی.اپلتون D. Appleton  در نیویورک برگزیده شد. او با کاترین بوگارت ییتز ازدواج کرد و به تبعیت آمریکا درآمد. نگاه کنید به.
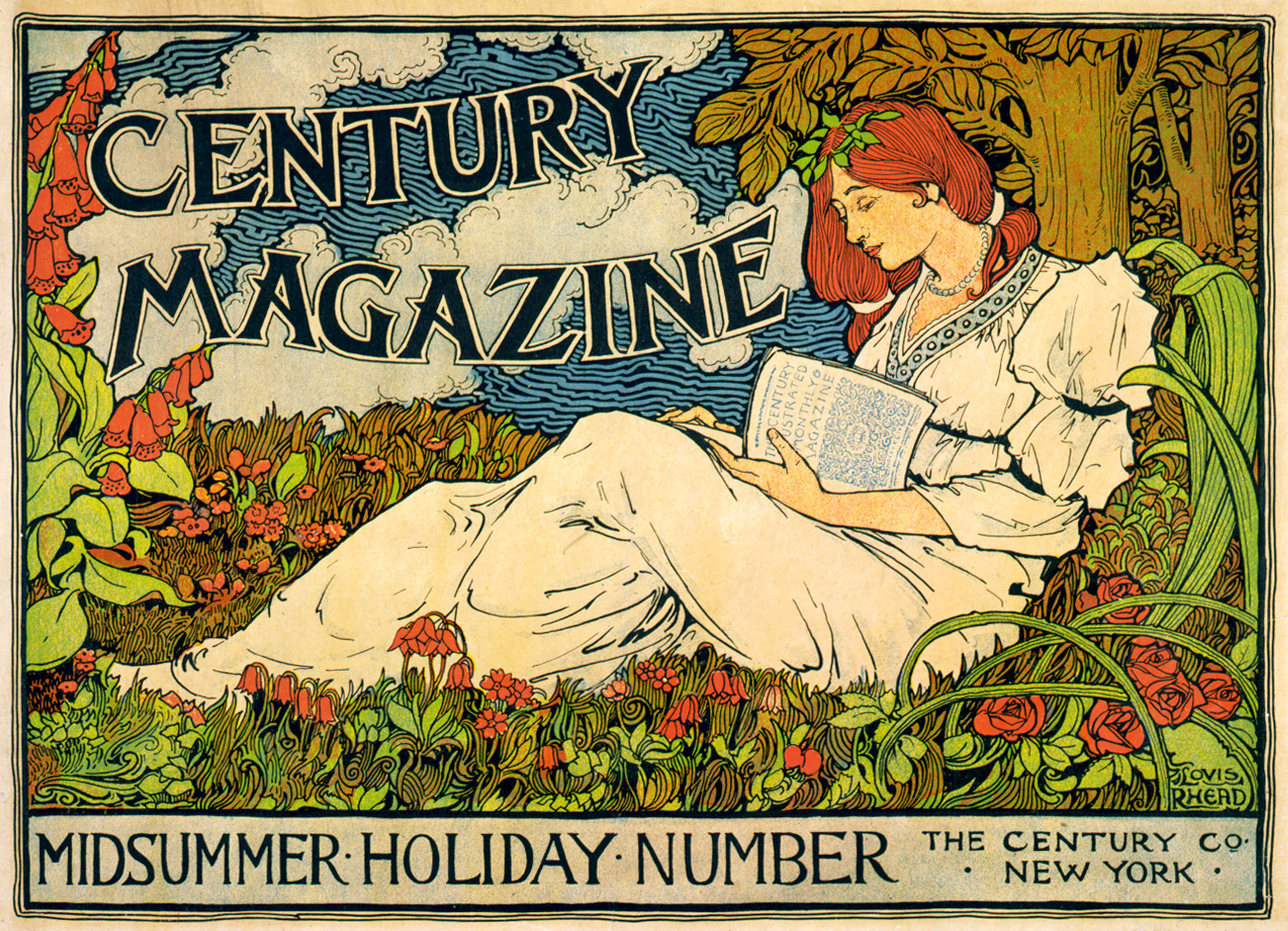
در سال‌های نخست دههٔ ۱۸۹۰ که در آمریکا هنر پوستر همچون تبی همه گیر بود رهد درکشیدن پوستر سرآمد معاصران خویش گردید. پوسترهای او در مجلات هارپرز بازار Harper's Bazaar، هارپرز، سنت نیکلاس St. Nicolas، سنچری Century، اسکرایبرز Scribner's و لیدیز هوم جورنال Ladies Home Journal منتشر می‌شد.
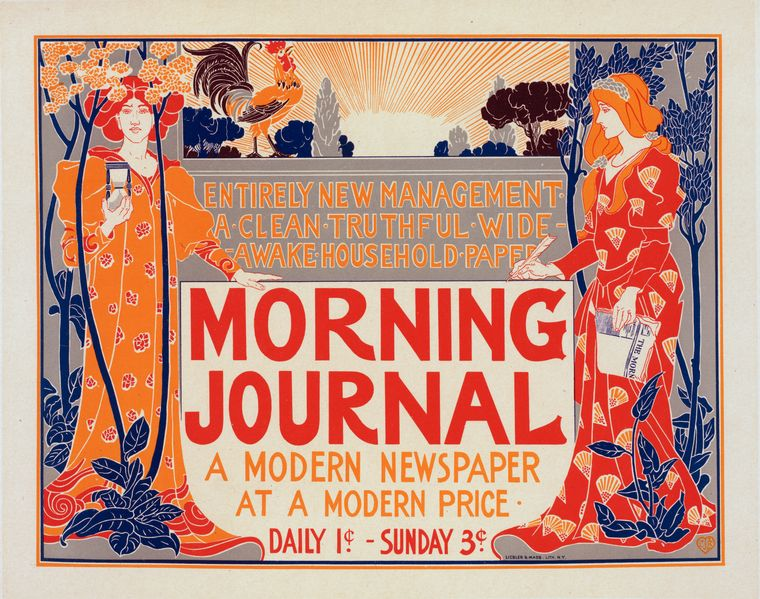
در ۱۸۹۵ پوسترهای او در نخستین نمایشگاه جهانی پوستر در بوستون برندهٔ جایزهٔ مدال طلا برای بهترین طراحی پوستر در آمریکا شد. در پایان دههٔ ۱۸۹۰ تب پوستر در آمریکا فروکش کرده بود و رهد توجه خودرا به نقاشی کتاب کودک معطوف نمود.
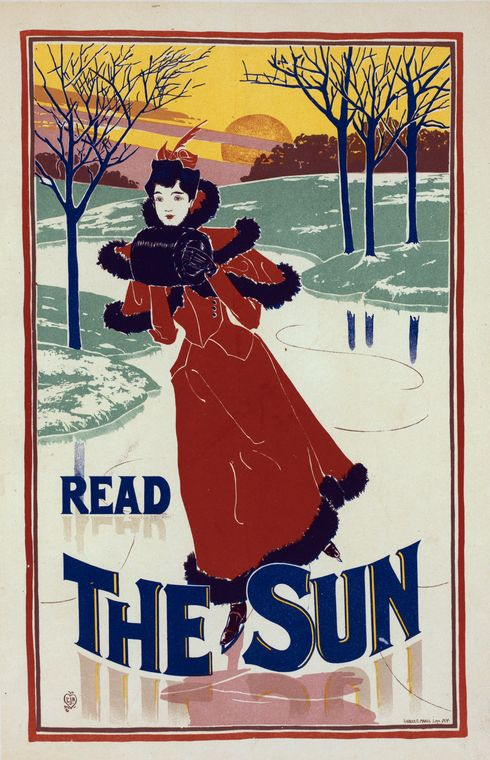
پوسترهای رهد از لحاظ طراحی و ترکیب‌بندی گرافیکی و هماهنگی رنگ‌ها استادانه و زیبا می‌نمودند. و در گسترش هنر گرافیک نقشی مهم ایفا کردند.

#### ادوارد پنفیلد

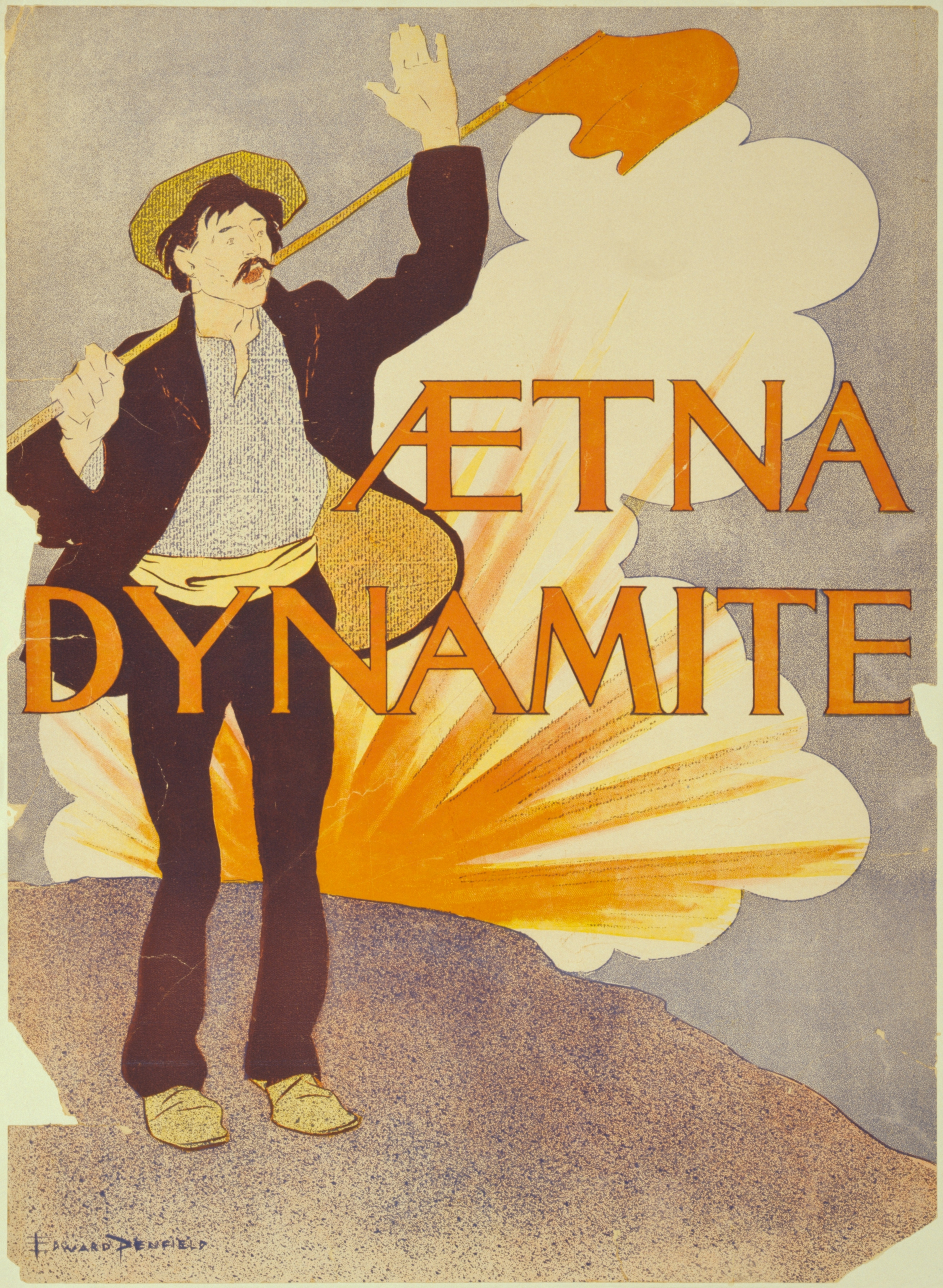
ادوارد پنفیلد را «بنیانگذار پوستر در آمریکا» خوانده‌اند. او در دوم جون ۱۸۶۶ در بروکلین نیویورک زاده شد. اگرچه پنفیلد را با پوسترهایی که برای مجله ماهانه هارپر[۱۲۷] کشیده‌است می‌شناسند ولی باید به خاطر داشت که دوران کار او در هارپر تنها یک سوم از دوران کارهای هنری اوست. او دراوان بیست سالگی در هنرکدهٔ آرت ستیودنت لیگ نیویورک[۱۲۸] ثبت نام کرد و در ۱۸۹۰ آموزش نقاشی را زیر نظر استاد امپرسیونیست اش جرج دو فوره براش[۱۲۹] آغاز کرد.
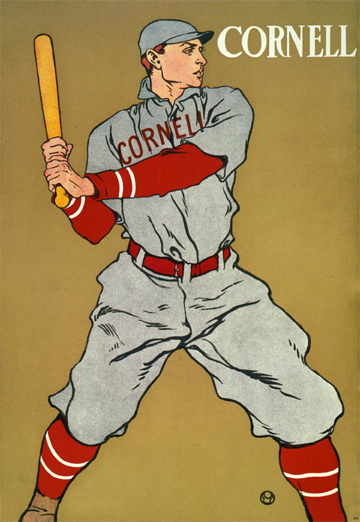
چندی نگذشت که یکی از ویراستاران هنری هارپر که کارهای پنفیلد را دیده بود به رئیس بخش هنری توصیه نمود تا او را به آوند تصویرگر استخدام نماید. نخستین کار پنفیلد در هفته‌نامه هارپر در ۱۸۹۱ به چاپ رسید. در کارهای اولیه‌اش، پنفیلد با آبرنگ و جوهر کارهایی به شیوهٔ هنرمندان گرافیست نسل پیش از خود می‌آفرید، هنرمندانی مانند دبلیو.تی. اسمدلی،[۱۳۰] دبلیو.ا. راجرز[۱۳۱] و ثور دو ثولسترپ
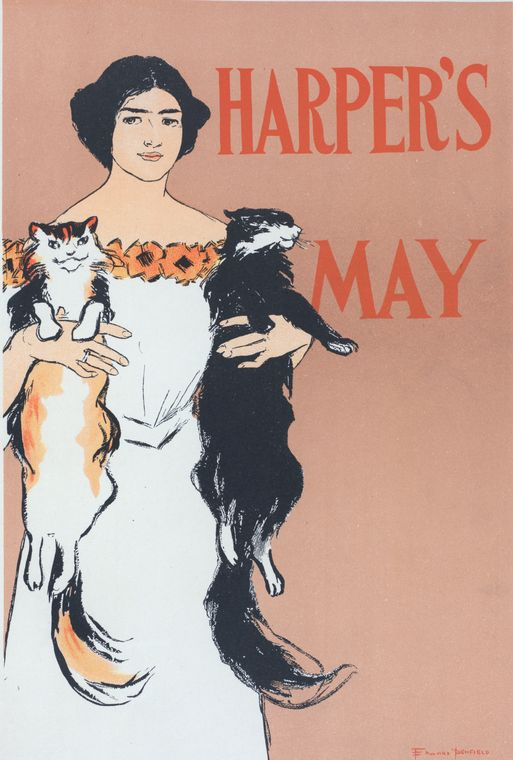
در ۱۸۹۲ پنفیلد به اروپا رهسپار شد تا در پاریس به آموزش هنری خویش زیر نظر جرج دوفوره براش ادامه دهد. اما اندکی نگذشت که به هارپر فراخوانده شد تا ریاست بخش هنری کمپانی را به عهده گیرد. پس از بازگشت از اروپا شیوهٔ ویژه او در قلم‌گیری و استفاده از سطوح رنگی به تدریج شکل گرفت. آنچه در کار او چشمگیر بود طراحی و تصویرگری استادانه اش بود. ویژگی‌های شیوه‌ای او از تأثیراتی متعدد مایه می‌گیرند که از آن جمله است: بینش ترکیبی و حالات خودمانی که در چاپ‌های ژاپنی دیده می‌شوند و همچنین مهارت‌های صنایع دستی و برداشت امپرسیونیستی پوسترهای پاریس و صراحت هنر انگلیس.
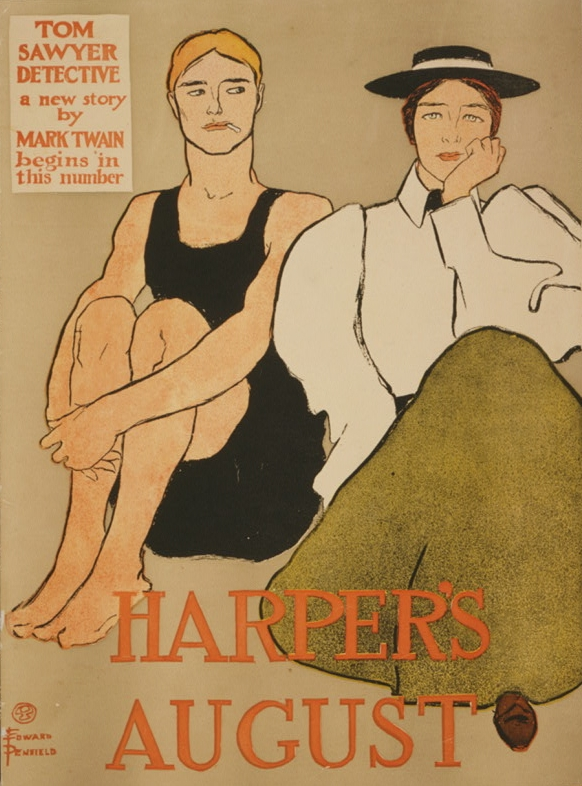
هنر گرافیک پنفیلد گواه دریافت تیز او از طراحی و ترکیب‌گری می‌باشد. بولتن هنری آوریل ۱۹۲۵ نقش او را در تصویرگری چنین بیان داشته‌است «در هرچه که آفریده ست، پنفیلد با خود استعداد بزرگش را در طراحی و مهارت صنعتگرانه اش و اخلاص شگرفش که هیچ گاه نقصان نمی‌گرفت و فروتنی روحی زیبایش را به همراه می‌آورد». از همان سال‌های نخست، به دوری ۱۸۹۴، کارهایش در پابلیشرز ویکلی[۱۳۵] چنین توصیف می‌شد. « پوسترهای تبلیغی در سالهای اخیر به سوی والایی هنری پرکشیده‌اند.» بسیاری از هنر شناسان فرم‌های ساده شدهٔ پنفیلد را موجب نفوذ آبستره در هنر تبلیغات تلقی کرده‌اند.

### تولوز لوترک و تولد هنر گرافیک در پوستر

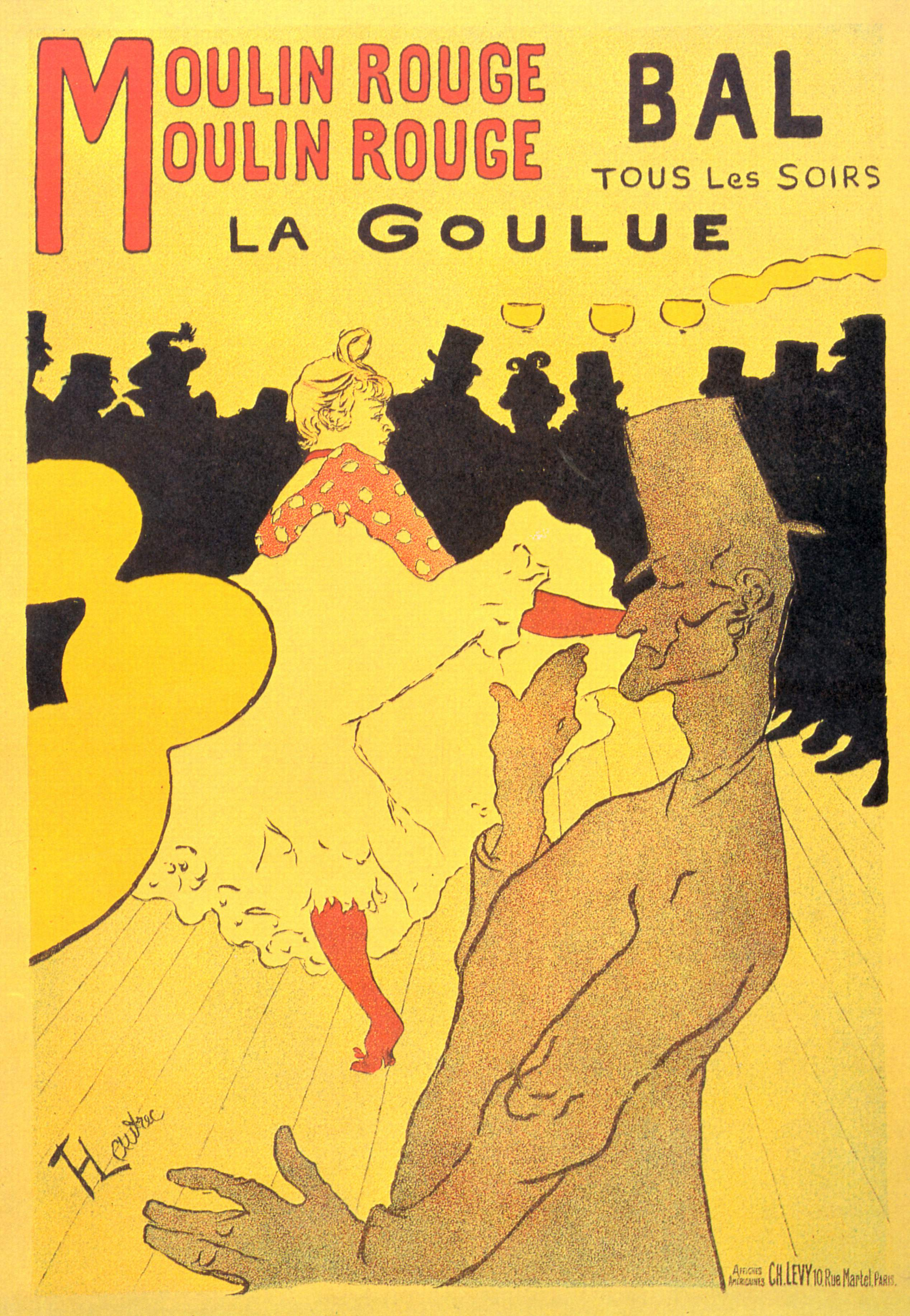
تولوز لوترک Henri de Toulouse-Lautrec والاترین استاد هنر پوستر در قرن نوزدهم است. او دگرگونی‌های ارزنده‌ای چه در محتوی و چه در سبک هنری پوستر به وجود آورد. بیش از هر چیز می‌توان گفت که هنر مدرن گرافیک در پوسترهای او به اوجی درخور رسید.(۱۸۹۱)
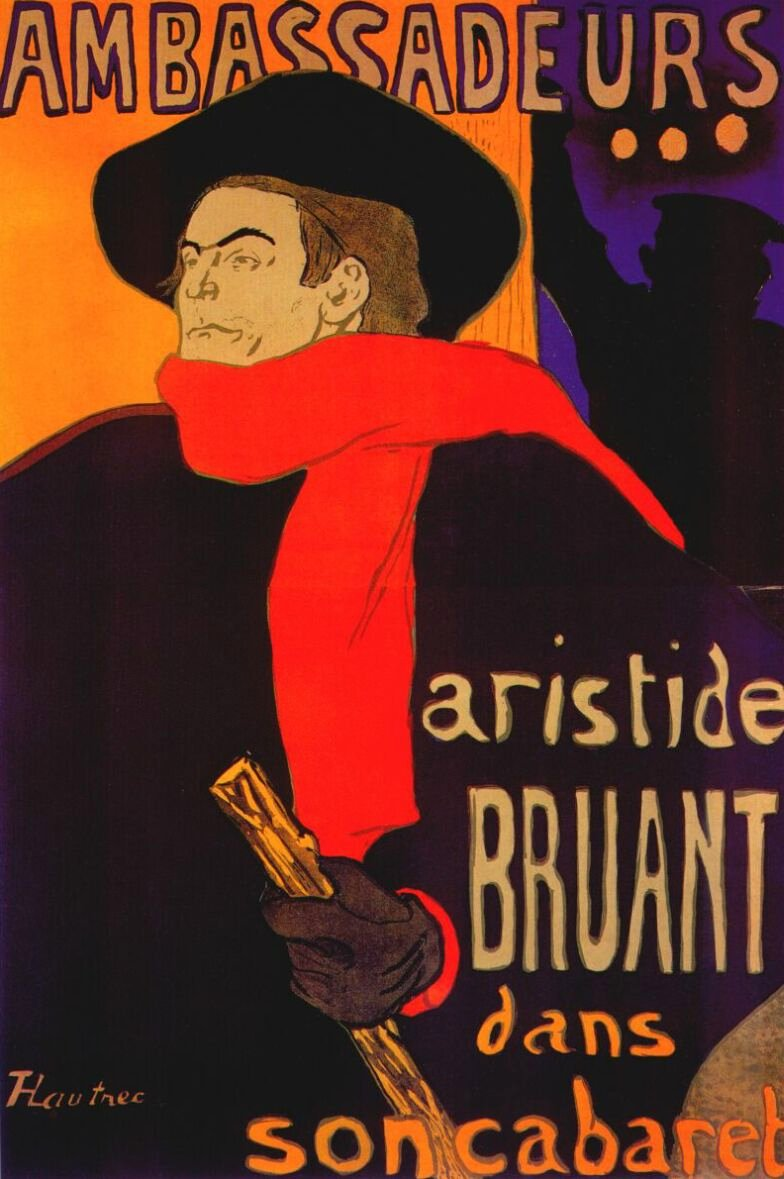
لوترک شیوهٔ شاعرانه و امپرسیونیسم را که در کارهای دیگر پوستر سازان به چشم می‌خورد کنار گذاشت و به جای آن تکنیک چاپ‌های ژاپنی را با سطح‌های رنگی بی عمق و صاف برای ارائه کارهای خویش به وام گرفت.(۱۸۹۲)
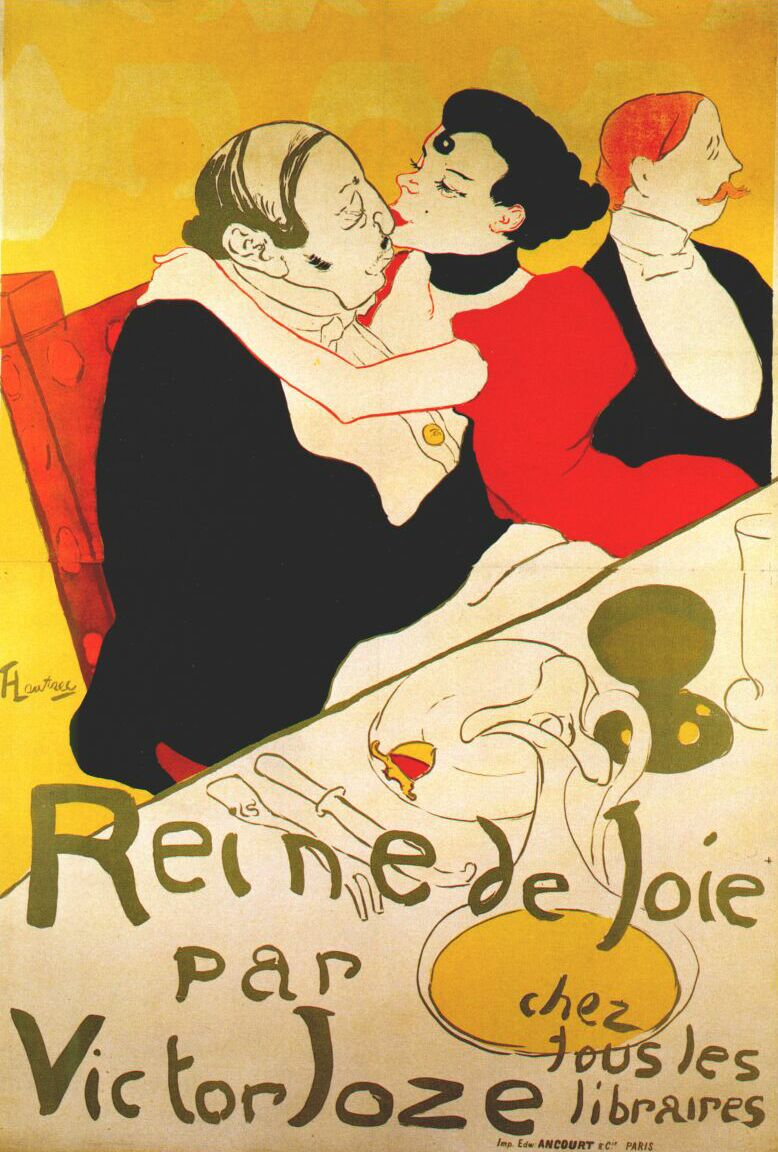
زنان زیبا و سرزنده که ایده‌آل شره بودند جایشان را به زنان واقعی دادند که لوترک حالات روحیشان با استفاده از تکنیک کاریکاتور آشکارتر کرده بود. این‌ها زنانی بودند که در بار شراب می‌نوشیدند و مانند این پوستر به کسب و کار بر سر میز مشتریان توانگرشان می‌آمدند. (۱۸۹۲)
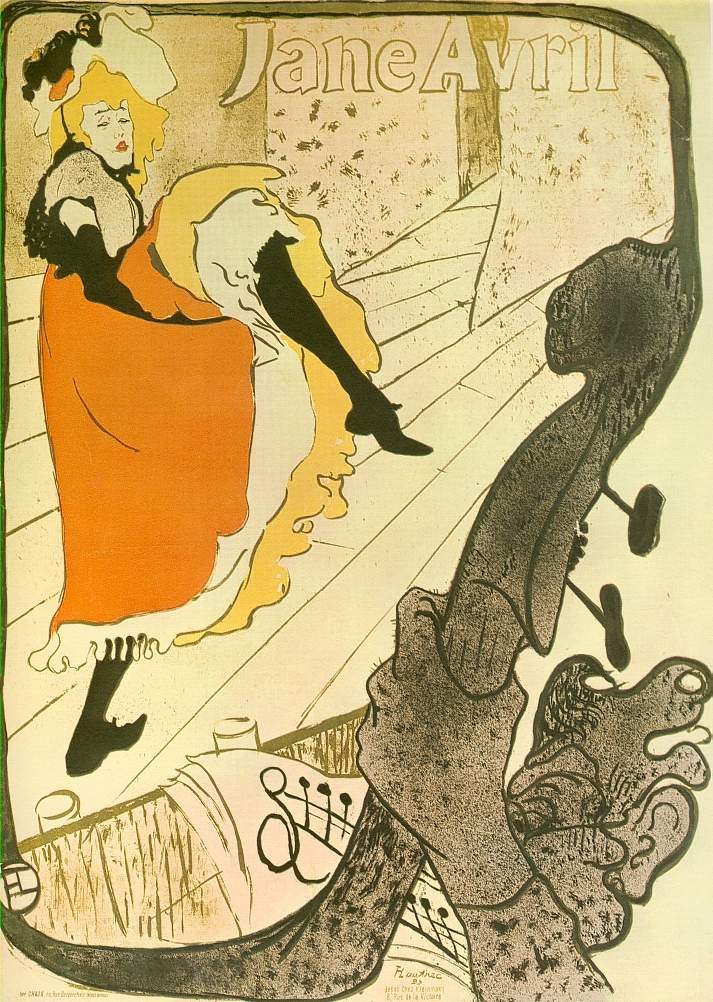
استفاده از نوشته در کارهای لوترک به تدریج به حداقل رسید تا آنجا که در این پوستر که آخرین کار اوست همهٔ اطلاعات لازم در نام رقاصه خلاصه شده‌است: جین آوریل. (۱۸۹۳)

### پوسترهای آرت نوو و هنر گرافیک در نقاشی

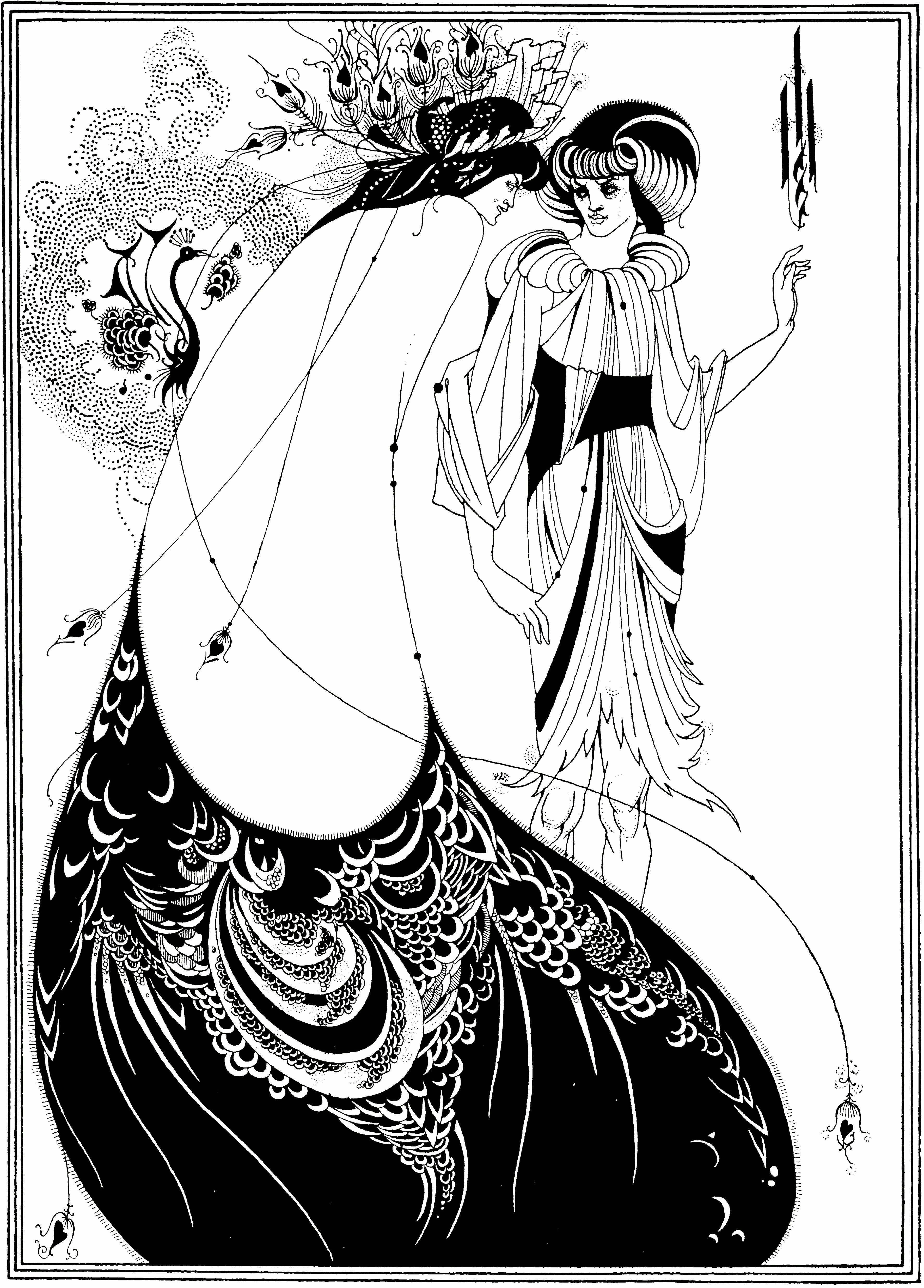
اوبری بردزلی Aubrey Beardsley انگلیسی و دیگر هنرمندان آرت نوو art nouveau در پوسترهایشان به جای سادگی هنر تولوز لوترک از خطهای تزیینی کشیده و روان و فرم‌های بلندبالای با شکوه، طرح‌های گرافیکی دلپذیر و پوسترهایی شیوا به وجود آوردند.
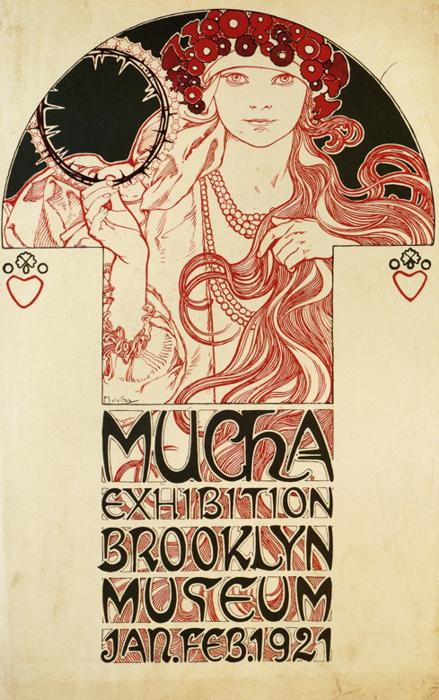
آلفونس موچا یکی دیگر از هنرمندان آرت نووست. سوژه کارهای او اغلب دخترانی زیبا و شادابند که با جامه‌هایی بلند در میان گل‌ها احاطه شده‌اند. رنگ‌های او درمقایسه با رنگ‌های پاستلی کم رنگتر بود.
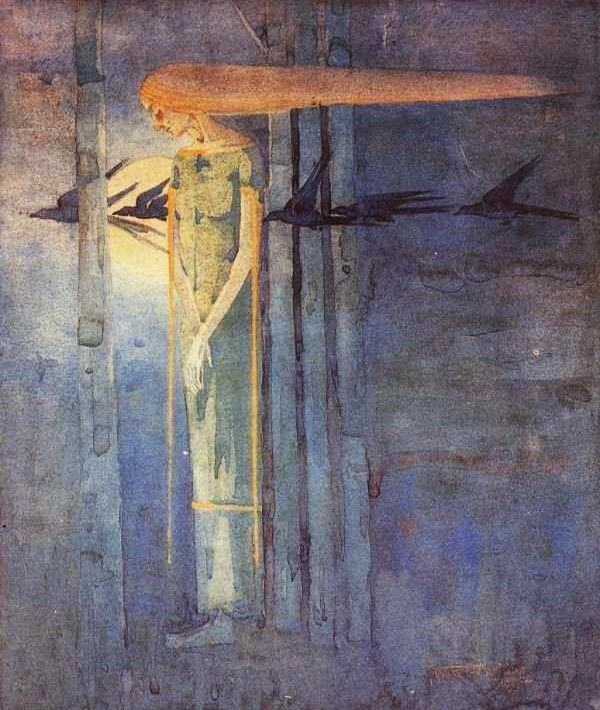
با کار هنرمندان آرت نوو مانند مارگرت مکدونالد مکین تاش[۱۳۹] و برادرش فرانسیس مک دونالد[۱۴۰] اسکاتلندی هنر گرافیک وارد حوزه هنر نقاشی شد.
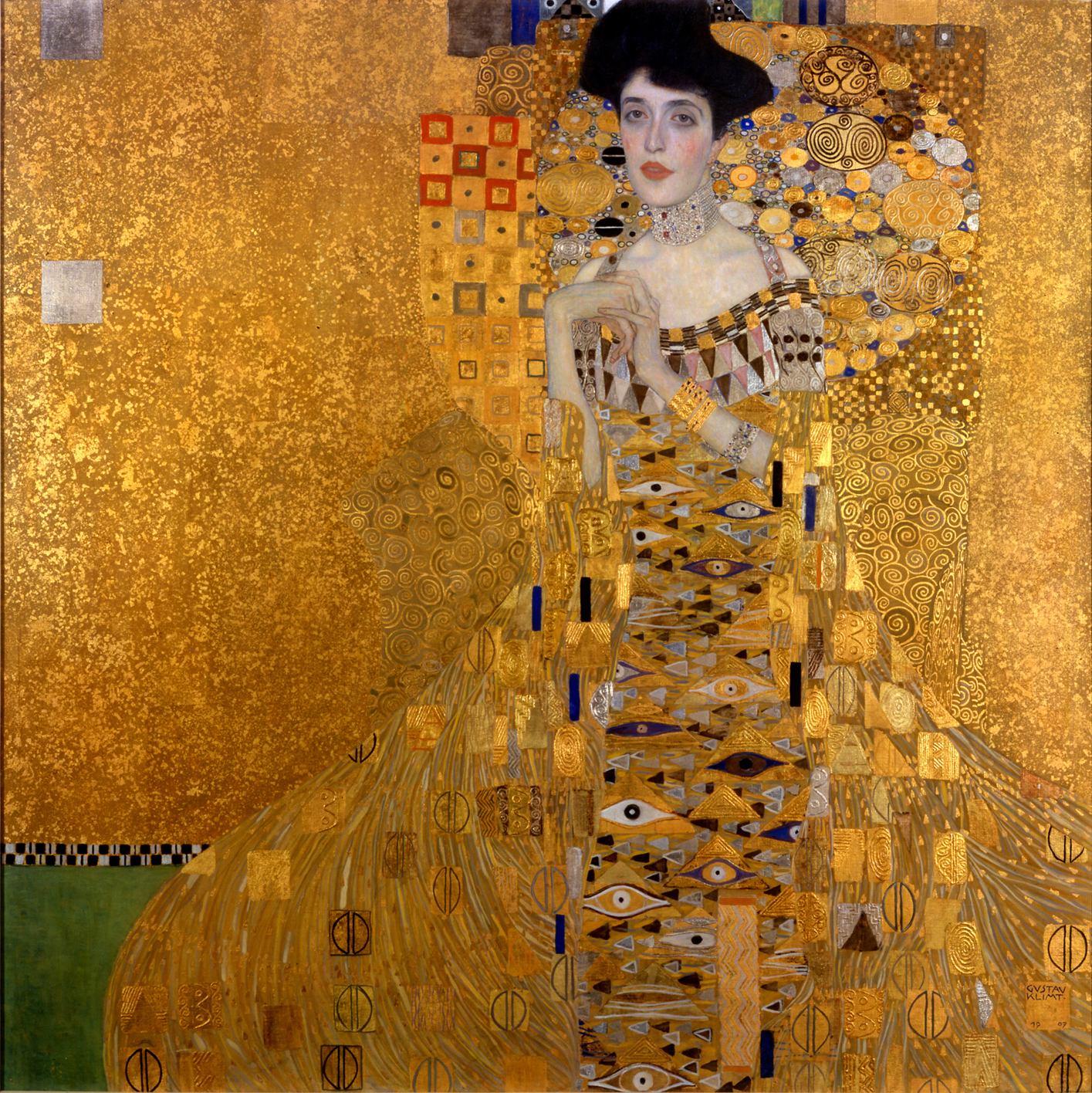
کارهای گوستاو کلیمت Gustav Klimt نقاش اتریشی تأثیر هنر گرافیک را در نقاشی به اوج رساند[۱۴۲] تا جایی که تفاوت میان نقاشی‌هایی همچون این اثر و پوستر به حداقل رسیده‌است.

### پوسترهای نیمهٔ اول سده بیستم

پس از جنگ جهانی اول هنر پوستر به کلی دگرگون شد و از پوستر به آوند وسیله‌ای برای پروپاگاند، سربازگیری و همچنین فروش اوراق قرضه دولتی برای تأمین مخارج جنگ استفاده شد. این پوسترها از لحاظ هنری در مقایسه با شاهکارهای قرن نوزدهم خام و کند بودند[۱۴۴]
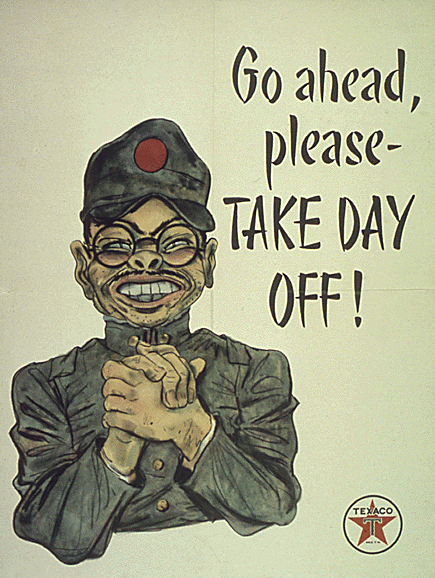
این پوستر یکی دیگر از پوسترهای تبلیغاتی زمان جنگ است. که از تکنیک‌های طراحی گرافیک به هوشمندی بهره برده‌است.
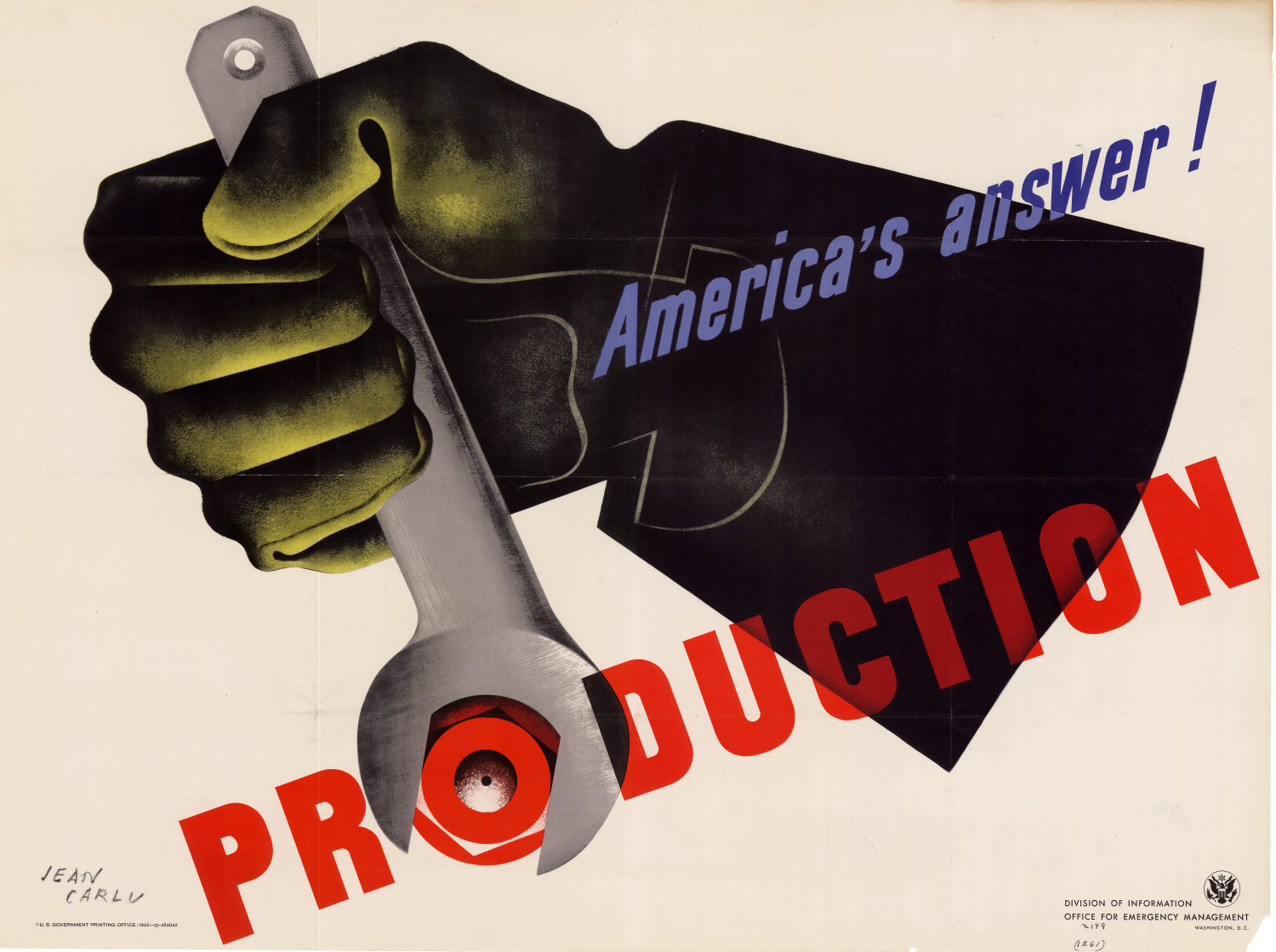
ژان کارلو ی فرانسوی در کارهای گرافیک خود از کوبیسم تأثیر پذیرفته بود. او از نخستین گرافیست‌هایی بود که به اهمیت کار گرافیک به ویژه رنگ‌های بیان‌کننده و فرم‌های فکرشده در علایم بازرگانی واقف شده بود. و از این رو پوسترهای او از اهمیت خاصی برخوردارند.
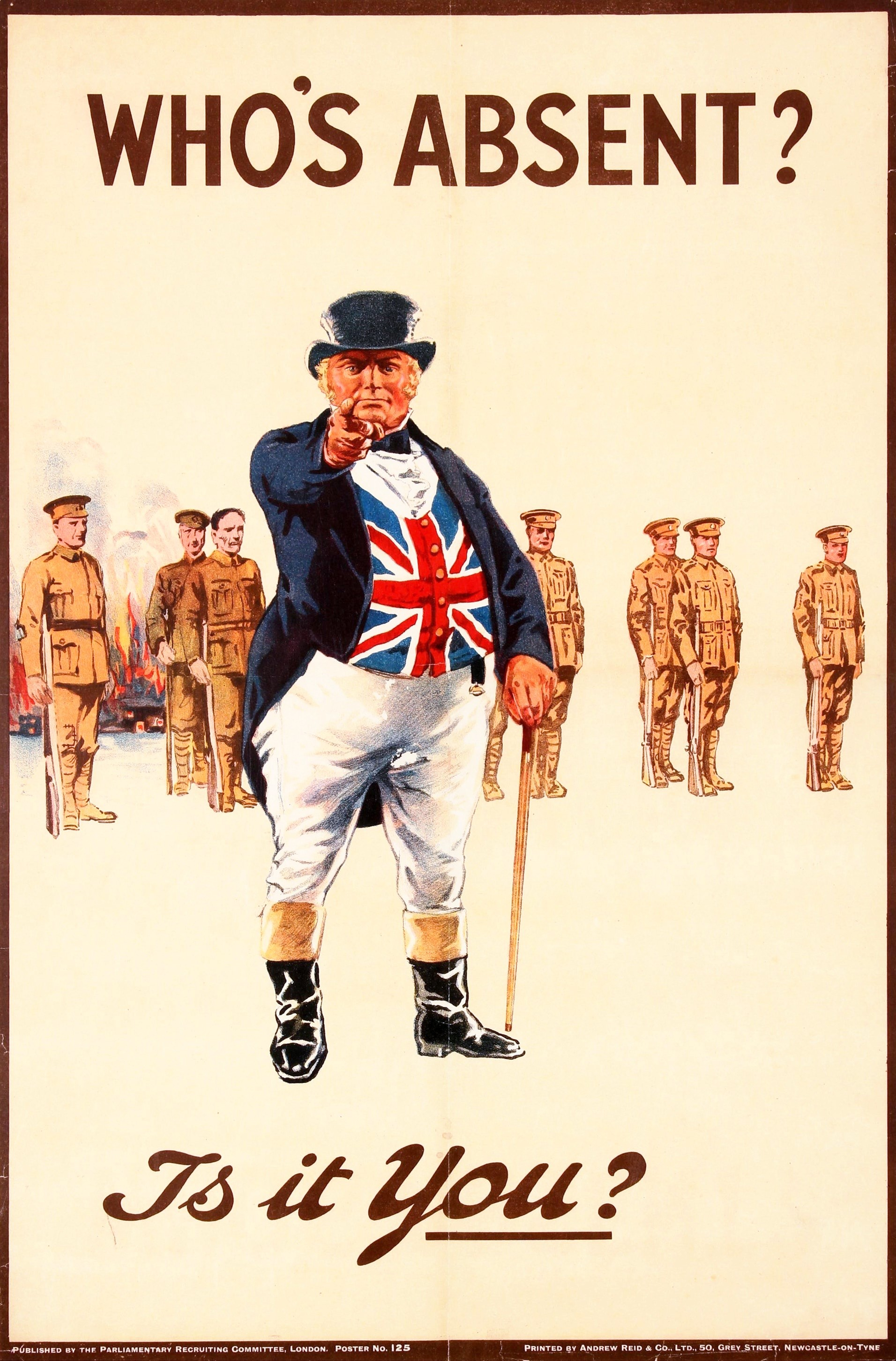
استفاده از تکنیک‌های هنر گرافیک در این پوستر پروپاگاند جنگی جان بول John Bull انگلیسی، در تراز با عمو سام آمریکایی بر تأثیر آن افزوده‌است.

### پوستر در نیمه دوم سده بیستم
در نیمهٔ دوم سده بیستم با ظهور تکنیک‌های جدید و به ویژه رایانه تحولی بزرگ در هنر گرافیک و چاپ پوستر رخ داد. به ویژه تفاوت میان هنر نقاشی و پوستر به میزان زیادی از میان رفت.

#### پوسترهای فرهنگی و سیاسی

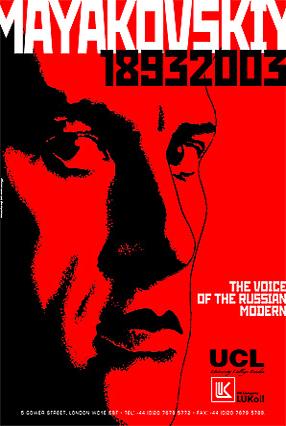
این پوستر مایاکوسکی شاعر ارجمند روس کار اندرو پاولسکی هم از تکنیک‌های طراحی گرافیک وهم از دستاوردهای نقاشی به هوشمندی بهره برده‌است.

## هنر گرافیک در زندگی مدرن
امروزه هنر گرافیک در همهٔ ابعاد زندگی مدرن به ویژه در هنر معماری رخنه کرده‌است.

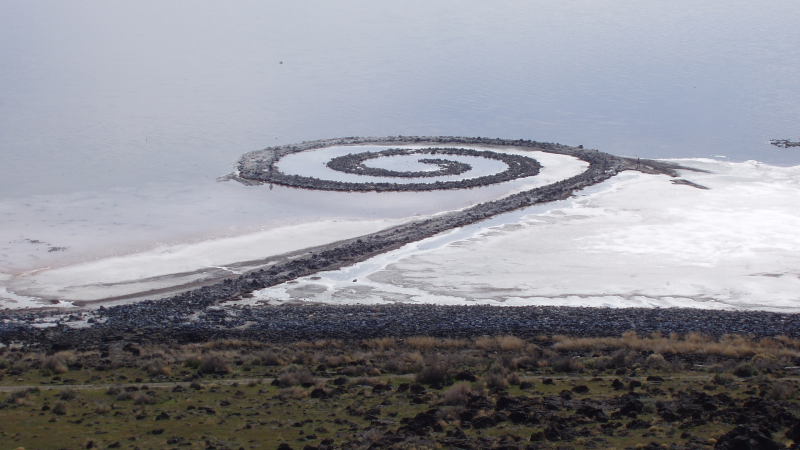
این گذرگاه مارپیچ در روزل پوینت از دریا و ساحل به صورت کانواسی برای ایجاد پوستری در طبیعت بهره گرفته‌است.
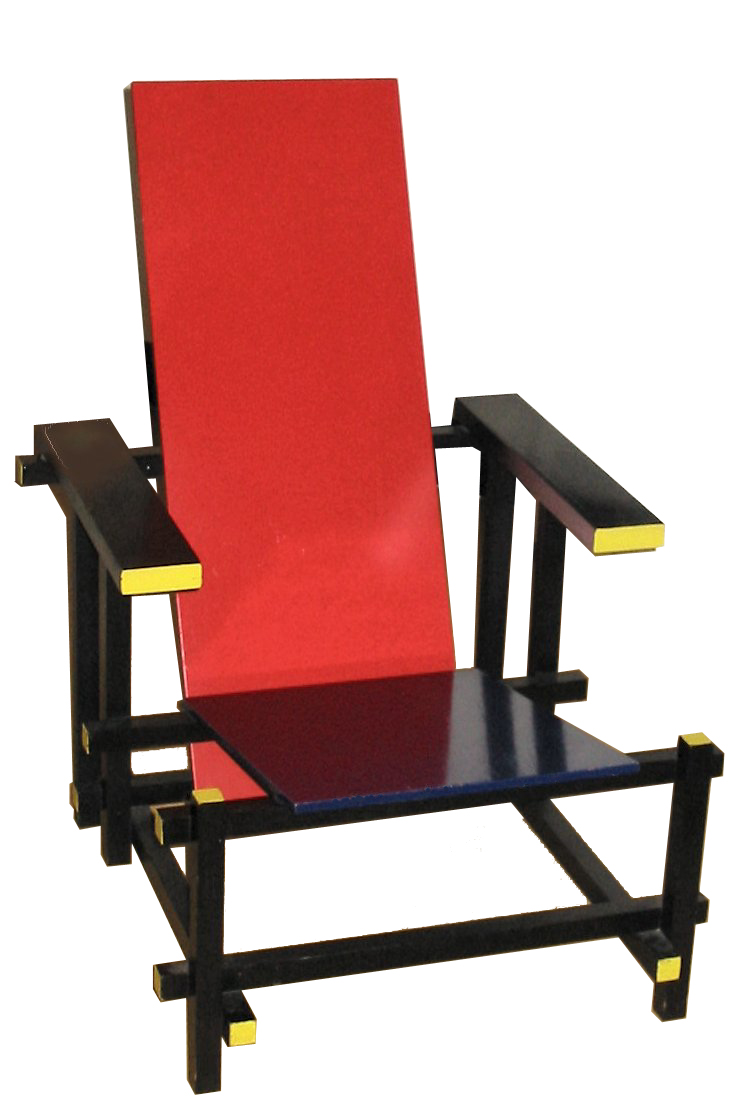
این صندلی کار هنرمند هلندی گارت ریتولد[۱۴۹] است. نفوذ هنر گرافیک مدرن را امروزه در بسیاری از لوازم آشپزخانه و اتاق نشیمن و غیره می‌توان دید.
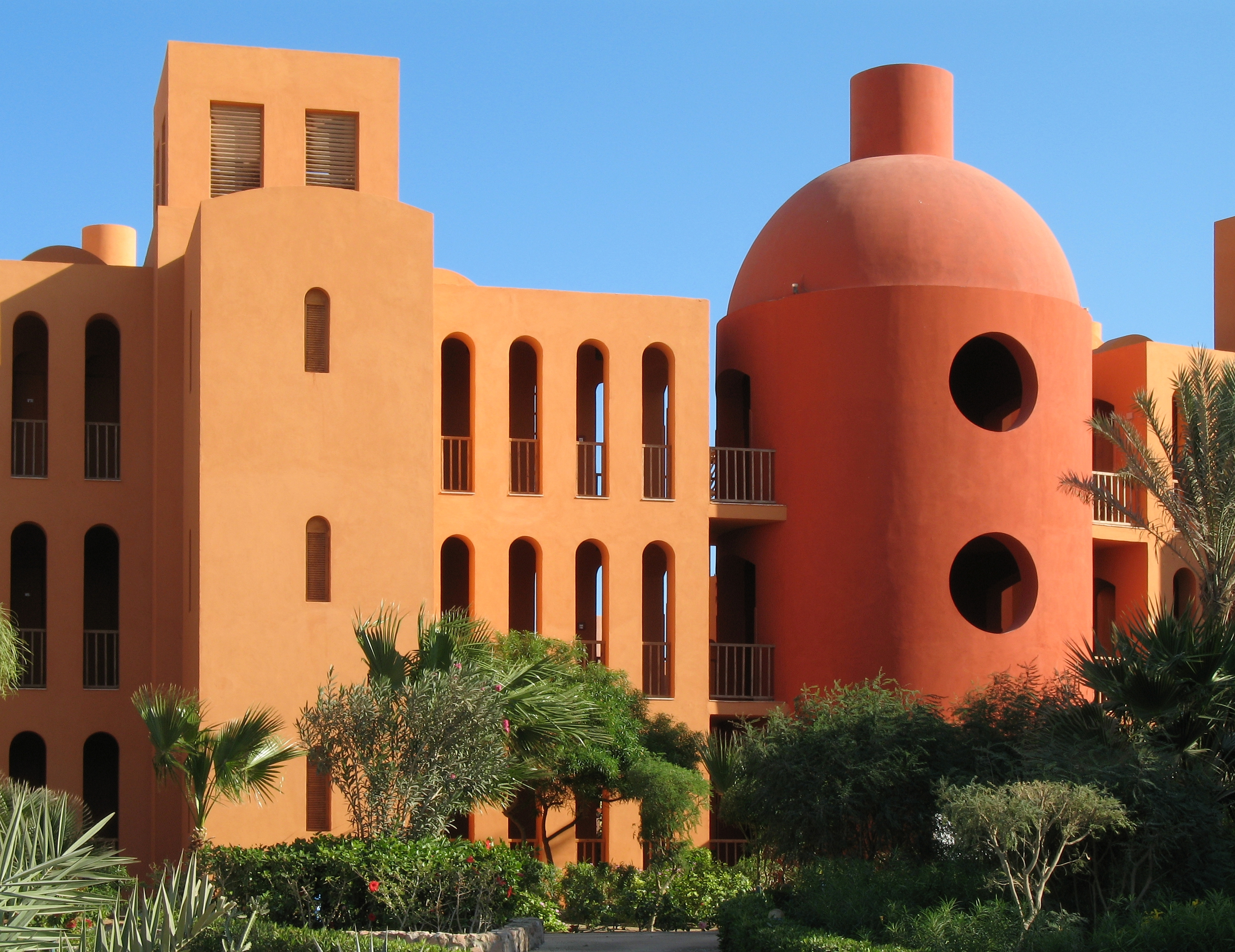
در طراحی هتل استیجن برگر[۱۵۰] در الگونای[۱۵۱] مصر مینی مالیسم به همراه ترکیبات هندسی یک رنگه (مونو کرماتیک) از هر زاویه دید کمپوزیسیون گرافیکی هماهنگ و استواری را ایجاد کرده‌است.